# Figuren aus dem Marvel-Universum
Die Liste Figuren aus dem Marvel-Universum beschreibt bekannte Figuren aus dem Marvel-Universum. Es sind fiktive Personen und Gruppen, die in Comics des US-amerikanischen Comicverlages Marvel Comics auftreten. Die Anzahl aller Figuren beläuft sich auf über 6000. Viele sind jedoch eher unbekannt und werden daher hier nicht aufgeführt.

## Superhelden

### Adam Warlock
Adam Warlock, zuerst bekannt als „Him“ („Er“), ist ein künstlich erschaffenes Wesen, welches von einem Trio verbrecherischer Wissenschaftler, der Enclave, als lebende Waffe erschaffen wurde (Fantastic Four #66–67, 1967). Er rebellierte jedoch gegen seine Schöpfer und nutzte seine Kräfte, um den Kosmos auf der Suche nach einem Lebenssinn zu durchstreifen. Er erhielt den Seelenstein, der es ihm ermöglichte, die Seelen anderer Lebewesen zu absorbieren (Marvel Premiere #1, 1972). Zu seinen Gefährten und Freunden, die er im Laufe der Zeit gewann, zählen nebst den irdischen Avengers auch Gamora, Pip der Troll, die Guardians of the Galaxy und sogar der wahnsinnige kosmische Eroberer Thanos von Titan.
Andere Medien
Adam Warlock wird im Film Guardians of the Galaxy Vol. 3 (2023) von Will Poulter gespielt.

### Die Älteste
Die Älteste ist die oberste Zauberin und leitet das Kamar-Taj. Sie hat Generationen von Schülern und Meistern unterrichtet. Ihr wahres Alter ist keinem bekannt und über ihre Herkunft weiß man nur, dass sie Keltin ist. Um ihr Leben zu verlängern, nutzt sie ein Ritual aus dem Buch von Cagliostro, um Kraft aus der Dunklen Dimension zu ziehen. Dieses Ritual gilt für alle Schüler und die anderen Meister als verboten. Sie nimmt Doctor Strange als ihren Schüler auf, der später auch ihr Nachfolger wird.
Andere Medien
Die Älteste wird in den Filmen Doctor Strange (2016), Avengers: Endgame (2019) und der Serie What If…? von Tilda Swinton verkörpert.

### Americop
Bartholomew Gallows, ein ehemaliger Polizist in Houston, Texas, ist enttäuscht von der Polizeiarbeit und beginnt unter dem Namen Americop Verbrechen in Selbstjustiz zu bekämpfen. Auf seinem Feldzug mit einem Polizei-Pick-Up durch die USA trifft er auf Captain America, der sein brutales Vorgehen kritisiert. Americops Markenzeichen sind eine graue Maske und ein Spezialanzug, der u. a. elektrische Energie absorbieren und umwandeln kann; außerdem trägt er als Handwaffe eine Pistole bei sich. Seinen ersten Auftritt hatte er in Captain America #428 (Juni 1994).

### Ant-Man
Dr. Henry „Hank“ Pym ist ein Biophysiker, der eine Substanz entdeckt hat, mit der er seine Größe variieren kann (Tales to Astonish #27, 1962). Er startet mit dieser Entdeckung eine Superheldenkarriere, zuerst als Ant-Man (in geschrumpfter Form) und später als Giant-Man, Goliath und Yellowjacket. Er ist auch unter dem Aliasnamen Dr. Pym, the Scientific Adventurer bekannt.
Pym und seine spätere Frau Janet van Dyne werden zu Gründungsmitgliedern der Avengers, doch Selbstzweifel und Fehler – darunter die Erschaffung des schier unbesiegbaren Roboters Ultron – lassen Pym aus den Avengers ausscheiden. Er wird Mitglied der West Coast Avengers und gründet später in seiner alten Identität als Giant-Man die „Avengers Academy“, nachdem er durch eine traumatische Zeitreiseerfahrung zu der Ansicht gekommen ist, dass es seine Pflicht sei, die jungen Rekruten vor einem Leben als Superschurken zu bewahren.
Die Identität des Ant-Man überlässt Pym dem ehemaligen Dieb und Elektrotechniker Scott Lang, der einst den Anzug gestohlen hatte, um seiner todkranken Tochter Cassandra „Cassie“ Lang zu helfen, und seitdem zu einem hochgeschätzten Mitglied der Marvel-Superheldenwelt avanciert ist. Lang erhielt sein Debüt in den Comics The Avengers #181 (1979) und Marvel Premiere #47 (1979).
Andere Medien:
Im Juli 2015 kam eine Verfilmung von Ant-Man in die Kinos, die aber von der ursprünglichen Comic-Geschichte abweicht. Michael Douglas übernahm die Rolle des Hank Pym, des ehemaligen Ant-Man, Paul Rudd spielt Scott Lang alias Ant-Man und Corey Stoll Darren Cross alias Yellowjacket. Paul Rudd verkörperte Ant-Man erneut im 2016 erschienenen Film The First Avenger: Civil War. Seinen nächsten Auftritt hat er in seinem zweiten Solo-Film Ant-Man and the Wasp an der Seite von Hope van Dyne alias Wasp, die von Evangeline Lilly verkörpert wird. Ein Jahr später war er in Avengers: Endgame zu sehen; 2021 verlieh er der Figur in der Animationsserie What If…? seine Stimme. Auch im dritten Solo-Film Ant-Man and the Wasp: Quantumania trat Rudd an der Seite von Lilly und Douglas auf.

### Anti-Venom
Anti-Venom ist eine positive Version des Venom unter Eddie Brock.
Nachdem die Anklagen gegen Brock fallengelassen worden sind, da er unter Einfluss des Venom-Symbionten gestanden hat, wird er von Martin Li (Mr. Negative) von seinem Krebs geheilt. Kurz darauf ist Eddie gezwungen, gegen den aktuellen Wirt des Venom-Symbionten, Mac Gargan (Scorpion), zu kämpfen.
Dabei versucht der Symbiont, sich wieder mit Eddie zu verbinden, scheitert aber, da Eddie den Symbionten auf natürliche Weise abstößt. Rückstände des Symbionten verschmelzen mit Eddies weißen Blutkörperchen und Mr. Negatives heilender Kraft, wodurch er zu Anti-Venom wird. Er kämpft gegen Mac Gargan und besiegt ihn mit Spider-Mans Hilfe. Er tötet den Symbionten fast.
Später rettet Brock Spider-Man vor Norman Osborn. Dabei muss er sich wieder Mac Gargan stellen. MacGargan sticht ihn mit seinem Stachel, wodurch Brocks Symbiontenanzug scheinbar zerstört wird. Mac Gargan will Eddie töten, wird aber vom Venom-Symbionten daran gehindert. Etwas später stellt sich der Anzug wieder her.
Seine Farben sind dem Gegenteil gewidmet.
Anti-Venom kann sich sehr schnell heilen und erkennt, wenn andere krank sind. Er kann jede Krankheit heilen – darunter fallen auch Spider-Mans Spinnenkräfte. Kommt Spider-Man ihm länger zu nah, wird er schwächer, bis sie wieder getrennt werden.
Außerdem hat er ähnliche Fähigkeiten wie Venom und wird ebenfalls nicht von Spider-Mans Spinnensinn wahrgenommen. Zudem kann er ähnlich wie Carnage seinen Körper verändern, um Schilde zu bilden oder seine Arme zu verlängern.
Im Gegensatz zu Venom ist er unempfindlich gegenüber Hitze, Schall, Elektrizität und weiteres. Mr. Negative kann aber Anti-Venom unschädlich machen. Außerdem kann er, weil er die Heilkräfte von Mr. Negative bekommen hat, Menschen mit seinen Klauen heilen. Zudem hat er volle Kontrolle über den Symbionten.

### Beta Ray Bill
Als sein Planet Korbin von dem Dämon Surtur zerstört wird, wird Beta Ray Bill von den Bewohnern Korbins auf der Suche nach einer neuen Heimat zu ihrem Anführer gewählt und sein Körper kybernetisch dem eines wilden Tieres angepasst. Mit seinem Volk in Stase nähert sich Bill in seinem Schiff Skuttlebutt der Milchstraße, was von S.H.I.E.L.D. bemerkt wird und einen Kampf mit Thor zufolge hat. In diesem schafft es Bill, Mjölnir anzuheben, was die Aufmerksamkeit von Odin auf sich zieht. Dieser arrangiert einen Entscheidungskampf zwischen Thor und Beta Ray Bill, den letzterer gewinnt, ohne Thor aber zu töten. Dadurch erweist sich Bill Odin als würdig genug und er erhält seinen eigenen Hammer Stormbreaker.
Sowohl Beta Ray Bills Kräfte als auch dessen Rüstung sind denen Thors ähnlich. Seinen ersten Auftritt hatte er in The Mighty Thor #337 im November 1983.

### Black Bolt
Nachdem die Kree durch Menschenversuche die Inhumans erschaffen haben, erhalten diese durch das Mutagen Terrigen Mist verschiedene Kräfte. Als Black Bolt auf Attilan als Sohn von Inhumans geboren wird, gerät er ebenfalls mit Terrigen Mist in Kontakt. Er entwickelt die Fähigkeit, Elektronen so zu manipulieren, dass sie mit durch das Mutagen produzierten Teilchen im Sprachzentrum seines Gehirns interagieren, wodurch er mit seiner Stimme großen Schaden anrichten kann. Besonders häufig benutzt Black Bolt den „Quasi-Sonic-Stream“, mit dem er bei voller Kraft ganze Planeten zerstören kann. Die Kraft seiner Stimme ist abhängig von seinem aktuellen emotionalen Status. Black Bolt wird außerdem Anführer der Inhumans und bleibt dies bis heute. Während der Storyline Infinity (2013) ist Black Bolt für das Zünden einer Terrigen-Bombe verantwortlich, durch die alle Menschen mit dormanten Inhuman-Genen auf der Erde zu Inhumans werden. Erstmals erschien er im Dezember 1965 in Fantastic Four #45.
Andere Medien:
In der Serie Marvel’s Inhumans wird Black Bolt von Anson Mount gespielt. Dieser verkörpert Black Bolt erneut in Doctor Strange in the Multiverse of Madness in Form einer Variante, die den Illuminati angehört.

### Black Cat
Black Cat (dt. auch: die Schwarze Katze) alias Felicia Hardy ist eine Einbrecherin und frühere Freundin von Spider-Man. Sie ist keine Superschurkin, sondern nur eine Fassadenkletterin und Diebin. Durch ihr Interesse an Spider-Man wechselt sie wiederholt auf die Seite der Helden.
Ursprünglich hat die Schwarze Katze keine Superkräfte, sondern bekommt diese erst durch den Kingpin in einem Versuch. Nach dem Versuch an ihr erwirbt sie die Fähigkeit, „Unglück“ zu verbreiten, so dass jeder ihrer Angreifer automatisch verliert, wenn er sie angreift. Leider überträgt sich diese „Fähigkeit“ auch auf ihre Begleiter. Auf Bitten Spider-Mans befreit der Magier Doctor Strange Felicia ohne ihr Wissen von dieser Fähigkeit. Aufgrund ihres Kontaktes zu Kingpin und ihres Bestrebens, zwar mit Spider-Man, jedoch nicht mit Peter Parker zusammen sein zu wollen, beendet Spider-Man ihre Beziehung und ihre Partnerschaft als Superhelden.
Andere Medien:
In der Zeichentrickserie New Spider-Man wurde Felicia dadurch zur Schwarzen Katze, dass der Kingpin an ihr eine verbesserte Version des Serums, das auch Captain America seine Fähigkeiten verlieh, ausprobierte. Anschließend hatte sie dieselben Fähigkeiten wie Captain America, mit dem Zusatz, dass sie zwischen ihrem Normalzustand mit untrainiertem Körper und blonden Haaren und dem Schwarzen-Katzen-Zustand mit perfekt trainiertem Körper und weißblondem Haar nach Belieben hin und her wechseln konnte.

### Black Panther
Der junge T’Challa übernimmt nach der Ermordung seines Vaters T’Chaka den Thron als neuer König Wakandas, eines fiktiven, hochentwickelten afrikanischen Staates. Seine Kräfte, wie zum Beispiel übermenschliche Körperkraft und Geschwindigkeit, verdankt der Black Panther einem lilafarbenen, herzförmigen Kraut, das in Wakanda wächst. Zusätzlich greift er auf verschiedene erlernte Kampftechniken und seine pantherhafte Agilität zurück.
Er ist Mitglied der Avengers. Black Panther wurde von Comicautor Stan Lee und Comiczeichner Jack Kirby erdacht. Er erschien das erste Mal in Fantastic Four # 52 (Juli 1966). Damit ist Black Panther der erste afrikanische Superheld des US-amerikanischen Comic-Mainstreams. Zwischenzeitlich war er mit Storm von den X-Men verheiratet.
Eine 2018 erschienene Graphic Novel mit dem Titel Black Panther: Long Live the King, in der T’Challa nach einer Revolution sein Volk gegen ein Monster verteidigen muss, wurde 2019 für die Nommo Awards nominiert. Autoren der Graphic Novel sind Nnedi Okorafor und Aaron Covington, die Zeichnungen stammen von André Araújo, Mario Del Pennino, und Tana Ford. Eine weitere Graphic Novel aus dem Black-Panther-Universum, die den Titel Shuri trägt und die Geschichte von T’Challas Schwester Shuri erzählt, gewann den ersten Preis. Als Autorin agierte hier ebenfalls Nnedi Okorafor, die Zeichnungen stammen von Leonardo Romero und Jordie Bellaire, das Cover wurde von Sam Spratt entworfen.
Mit dem Erstausgabetag 6. Oktober 2022 gab die Deutsche Post AG in der Serie Superhelden Black Panther ein Postwertzeichen im Nennwert von 85 Eurocent heraus. Der Entwurf stammt vom Grafiker Thomas Steinacker aus Bonn.
Andere Medien:
In der Cartoonserie Die Fantastischen Vier mit neuen Abenteuern wurde Black Panthers Comic-Debüt für die Folge Die Beute des schwarzen Panthers adaptiert. In X-Men ist der Black Panther kurz im ersten Teil der Doppelfolge Der Mutantenplanet zu sehen, wo er aus der Ferne den Abflug vieler Mutanten in Magnetos Weltraumzentrale beobachtet. In der Serie Die Avengers – Die mächtigsten Helden der Welt taucht er zunächst nur vereinzelt als geheimnisvoller Beobachter auf, bevor er schließlich die Avengers direkt konfrontiert und sich ihnen anschließt. In Avengers Assemble schließt er sich ebenfalls dem Team an und wird die zentrale Hauptfigur der 5. Staffel.
Auf einer Karte in Iron Man 2 in Nick Furys Büro sieht man die fiktive Lage Wakandas. Chadwick Boseman übernahm die Rolle in den Filmen The First Avenger: Civil War, dem Solofilm Black Panther, in Avengers: Infinity War sowie Avengers: Endgame und in der Animationsserie What If…?. In Black Panther: Wakanda Forever ging die Identität des Black Panther nach T’Challas überraschendem Tod an dessen Schwester Shuri über.

### Black Widow
Black Widow (dt. „Schwarze Witwe“) ist eine ehemalige Agentin des sowjetischen Geheimdienstes KGB. Die Original-Black-Widow, Natascha Romanoff (zuerst erschienen in Tales of Suspense # 52, April 1964), kommt in ihrem ersten Auftrag in den USA in Konflikt mit Iron Man, den sie daraufhin zu töten versucht. Sie läuft letztendlich über und wird Agentin von S.H.I.E.L.D. sowie Mitglied der Avengers. Sie ist eine professionell ausgebildete Nahkämpferin und Spionin. Ihre Ausrüstung sind konventionelle Waffen und Hilfsmittel, getarnt als Allerweltsgegenstände.
Neben Romanoff gibt es mit Yelena Belova noch eine andere Black Widow, die von denselben Spionagemeistern trainiert worden ist. Nachdem sie zunächst als unabhängige Attentäterin agiert hat, wird sie von der Terrororganisation HYDRA mit Superkräften ausgestattet, im Anschluss an ihre Niederlage gegen die New Avengers jedoch von einem Selbstmordmechanismus scheinbar getötet. Yelena Belova erschien das erste Mal in Inhumans vol.II # 5 (März 1999).
Eine weitere zukünftige Nachfolgerin Romanoffs ist im Jahr 2099 eine afro-amerikanische Frau names Tania, die ihr Debüt in Secret Wars 2099 # 1 (Juli 2015) hatte. Anders als ihre Vorgängerinnen ist sie keine Spionin, sondern eine Superheldin mit Spinnenkräften, die bspw. Stacheln aus ihren Armen ausfahren oder Menschen mit ihren Fangzähnen betäuben kann. Ihr Kostüm ist dem der gleichnamigen Spinne nachempfunden, so hat sie das typische rote Symbol auf ihrer Brust und einen Visor mit sechs Löchern, die wie sechs Augen wirken. Auch ihr Verhalten erinnert an das einer Schwarzen Witwe: Obwohl sie den Avengers ihrer Zeit angehört und damit eigentlich eine Heldin ist, ist sie privat eine Menschenfresserin, die ihre Liebhaber (stets Männer, die ihre bisherigen Freundinnen misshandelt haben) nach dem Geschlechtsverkehr lebendig auffrisst.
Andere Medien:
Natasha Romanoff/Black Widow wird in Iron Man 2, Marvel’s The Avengers, The Return of the First Avenger, Avengers: Age of Ultron, The First Avenger: Civil War, Avengers: Infinity War, Captain Marvel, Avengers: Endgame und Black Widow von Scarlett Johansson gespielt. In der Animationsserie What If…? wird sie hingegen von Lake Bell gesprochen.
Yelena Belova wird in Black Widow, Thunderbolts* und in der Serie Hawkeye von Florence Pugh dargestellt.

### Blade
Blade ist halb Vampir und halb Mensch und bekämpft mit diversen Klingen- und Feuerwaffen Vampire.

### Blue Marvel
Adam Brashear ist ein afro-amerikanischer Patriot, der in den 1960ern im US Marine Corps für sein Vaterland kämpft. Bei einem Reaktor-Unfall mit Antimaterie gerät er mit der Negative Zone in Berührung, wodurch er Superkräfte erhält. Als Blue Marvel beschützt er daraufhin weiter sein Land, was der Regierung aufgrund seiner Abstammung allerdings nicht passt. Schließlich bringt sie ihn dazu, von seiner Tätigkeit abzulassen und sich in den Ruhestand zu begeben. Er kommt aber immer wieder zurück. Seinen ersten Auftritt hatte er als Protagonist in Adam: Legend of the Blue Marvel #1 im November 2008.

### Bucky Barnes
James Buchanan „Bucky“ Barnes (Erstauftritt: Captain America Comics #1, 1941) ist der beste Freund von Steve Rogers (Captain America) aus der Zeit des Zweiten Weltkriegs. Nachdem er hinter Rogers Geheimidentität gekommen ist, wird er von ihm zu seinem Partner ausgebildet. Nach einer letzten Mission gegen Kriegsende findet er scheinbar den Tod, taucht aber einige Jahrzehnte später als gehirngewaschener sowjetischer Superagent Winter Soldier und Gegner von Captain America und den Rächern wieder auf. Barnes’ Deckname rührt daher, dass er für gewöhnlich in Kryostasis gehalten und nur wieder aufgetaut wird, um Anschläge auszuführen, und so die Jahrzehnte effektiv nur um wenige Jahre gealtert überdauert hat.
Nachdem er seine Erinnerungen wiedererlangt hat, wechselt Bucky die Seiten und wird in den Comics zwischen 2007 und 2011 zum neuen Captain America. Anschließend nimmt er wieder die Identität des Winter Soldiers an, dieses Mal aber auf Seiten der Rächer.
Andere Medien:
Sebastian Stan verkörperte Bucky Barnes in den Filmen Captain America: The First Avenger, The Return of the First Avenger, Ant-Man, The First Avenger: Civil War, Black Panther, Avengers: Infinity War, Avengers: Endgame, Captain America: Brave New World, Thunderbolts* und Avengers: Doomsday in den Serien The Falcon and the Winter Soldier und What If…?.

### Caiera
Caiera wurde auf Sakaar geboren und gehört einem Schattenclan an. Als sie dreizehn Jahre alt war, wurde ihr Dorf von Außerirdischen angegriffen und sie war die einzige Überlebende. Red King kümmerte sich um sie und machte sie zu seiner persönlichen Leibwache. Als Hulk auf dem Planeten eintrifft, beschützt Caiera ihren König vor dem grünen Rächer und wird danach beauftragt Hulk umzubringen. Als Caiera im Kampf mit Hulk bemerkt, dass sie von ihrem König ausgenutzt wurde, bringt sie gemeinsam mit Hulk Red King um, wodurch Hulk zum Green King wird und Caiera heiratet. Caiera stirbt bei einer Explosion, vor der Geburt ihrer Söhne, Skaar und Hiro-Kala, die aber überleben.

### Captain America
Steven „Steve“ Rogers, zur Zeit des Zweiten Weltkrieges ein schwächlicher junger Mann, meldet sich freiwillig zum Kriegsdienst, wird aber ausgemustert. Um seinem Land trotzdem zu dienen, stellt er sich für ein Experiment von Howard Stark (Vater von Tony Stark/Iron Man) zur Verfügung. Stark will mittels eines „Supersoldatenserums“ eine Armee unbesiegbarer „Super“-Männer erschaffen. Der Versuch glückt, und aus Rogers wird Captain America. Sein größter Erzfeind ist Red Skull.

### Captain Britain
Captain Britain erschien zum ersten Mal 1976 und wurde über die Jahre unter anderem von Chris Claremont und Alan Moore geschrieben. Brian Braddock ist zu Beginn ein unauffälliger Student, dem von Merlyn mystische Kräfte gegeben werden. Die Geschichten nehmen starken Bezug auf britische Legenden und keltische Mythologie. Mit der Zeit wird enthüllt, dass es ein ganzes Corps von Captain Britains über das Multiversum hinweg gibt. Er gehörte über die Zeit verschiedenen Teams an, etwa den Avengers oder einer Verbindung britischer Superhelden.

### Captain Marvel
Mar-Vell war ursprünglich ein Mitglied der außerirdischen Rasse der Kree, der als Spion auf die Erde geschickt wurde. Im Laufe der Zeit jedoch beginnt Mar-Vell Sympathien für die Menschheit zu entwickeln und wird zum Superhelden Captain Marvel und ein wertvoller und treuer Verbündeter der dortigen Superheldenpopulation (Marvel Super-Heroes #12, 1967). Als er bei einem Kampf gegen einen Superschurken einem Nervengas ausgesetzt wird, zieht er sich eine krebsartige Krankheit zu und verstirbt einige Zeit danach. Die Geschichte um seinen Tod – The Death of Captain Marvel (1982) – wurde zur ersten Graphic Novel, die der Marvel-Verlag herausgab. Seitdem hat Mar-Vell gelegentliche posthume Auftritte in den Marvel Comics genossen – meist, wenn Akteure die Welt der Toten besuchen. 2012 übernahm Carol Danvers, die vorherige Ms. Marvel, den Titel des Captain Marvel.
Andere Medien:
Carol Danvers alias Captain Marvel wird in den Filmen Captain Marvel, Avengers: Endgame sowie Shang-Chi and the Legend of the Ten Rings und in der Serie Ms. Marvel von Brie Larson verkörpert. Im Solofilm ist zudem Annette Bening als Dr. Wendy Lawson alias Mar-Vell zu sehen. In der Animationsserie What If…? übernahm Alexandra Daniels die Synchronisation. In Doctor Strange in the Multiverse of Madness gehört sie zu den Illuminati, wird jedoch von Lashana Lynch verkörpert und trägt den Aliasnamen Maria Rambeau.

### Cloak
Cloak, Tyrone „Ty“ Johnson, erlangte seine Fähigkeiten wie seine Partnerin Dagger durch ein erzwungenes Drogenexperiment eines Gangster-Syndikats. Er kann einen Durchgang zur Darkforce dimension (dt.: „Dunkelkraft-Dimension“; die Dimension, aus der Träger der Dunkelkraft ihre Kraft beziehen und die manche Teleporter durchqueren) erschaffen, begrenzt durch seinen namensgebenden, bodenlangen Mantel. Cloak kann sich immateriell machen und sich und andere via Darkforce dimension ohne Zeitverlust durch den Raum transportieren. Ein längerer Aufenthalt in „Cloaks Mantel“ (also der Darkforce dimension) hat für diejenigen, die in sie eintauchen, meist physische und psychische Auswirkungen wie Kälte und Einsamkeit und führt zum Entzug von „Lebenslicht“, der Lebensenergie der Betroffenen. Ein „Hunger“ auf dieses „Licht“ ist seither Cloaks ständiger Begleiter. Cloak und Daggers Dunkel- und Lichtkräfte existieren in einer Art Symbiose. Zuletzt haben Cloak und Dagger durch den Einfluss von Mister Negative ihre Kräfte getauscht.
Cloak wurde zusammen mit Dagger von Bill Mantlo erdacht und erschien das erste Mal in Peter Parker, the Spectacular Spider-Man # 64 (März 1982).
Andere Medien:
In den Serien Marvel’s Cloak & Dagger und Marvel’s Runaways wird Cloak von Aubrey Joseph verkörpert. Cloak ist eine Nebenfigur in der Zeichentrickserie Der ultimative Spider-Man.

### Dagger
Dagger, Tandy Bowen, erlangte ihre Fähigkeiten wie ihr Partner Cloak durch ein erzwungenes Drogenexperiment eines Gangster-Syndikats. Sie hat die Fähigkeit, keilförmige Lichtprojektile aus ihren Fingerspitzen abzufeuern, die je nach Intensität betäubend oder verletzend wirken und dem Opfer Lebensenergie entziehen. Cloak und Daggers Dunkel- und Lichtkräfte existieren in einer Art Symbiose; Dagger muss in regelmäßigen Abständen ihr „Licht“ abgeben. Zuletzt haben beide durch den Einfluss von Mister Negative ihre Kräfte „getauscht“.
Dagger wurde zusammen mit Cloak von Bill Mantlo erdacht und erschien das erste Mal in Peter Parker, the Spectacular Spider-Man # 64 (März 1982).
Andere Medien:
In den Serien Marvel’s Cloak & Dagger und Marvel’s Runaways wird Dagger von Olivia Holt verkörpert. Dagger ist eine Nebenfigur in der Zeichentrickserie Der ultimative Spider-Man.

### Daimon Hellstrom
Daimon Hellstrom, auch bekannt als Son of Satan und Hellstorm, ist der halbmenschliche, halbdämonische Sohn Satans. In einem christlichen Waisenhaus aufgewachsen, studiert er später Anthropologie und wird ein Ermittler des Okkulten und Übernatürlichen, insbesondere gegen seinen Vater und seine Anhänger auf Erden. Er war lange ein Mitglied der Gruppe Defenders (dt.: Verteidiger) und ist der neue Herrscher der Hölle nach einem Sieg über seinen Vater. Daimon Hellstrom hat die Fähigkeit, „Seelenfeuer“ auf seine Gegner zu schießen, und verfügt als Herrscher der Hölle über nahezu unbegrenzte „magische Macht“.
Er trat zuerst in Ghost Rider vol.II # 1 auf (September 1973).
Andere Medien:
Eine Serie mit dem Titel Helstrom wurde 2020 auf Hulu veröffentlicht. Die Hauptrolle des Daimon Helstrom (sic) übernahm Tom Austen.

### Daredevil
Daredevil ist der Anwalt Matthew Michael „Matt“ Murdock. Murdock ist durch einen Unfall in der Kindheit, durch den er mit radioaktiv verseuchter Flüssigkeit übergossen wurde, erblindet. Seine übrigen Sinne haben sich dafür verstärkt, und ähnlich einer Fledermaus kann er anhand von Schallwellen seine Umgebung wahrnehmen.

### Deadpool
Deadpool, mit bürgerlichem Namen Wade Winston Wilson, erschien zuerst in The New Mutants #98 (Februar 1991).
Zuerst war er als Bösewicht gedacht, ging jedoch später zur X-Force über wo er ein sogenannter Antiheld wurde.
Er wurde von dem Waffe-X-Programm (bei dem auch Wolverine war) unsterblich gemacht. Es stellte sich danach heraus, dass er Hautkrebs hat. Seitdem ist er körperlich entstellt und leidet an Schmerzen, kann aber nicht sterben. Deadpool ist psychisch labil und dafür bekannt, viel zu „quasseln“ (man nennt ihn auch „den Söldner mit der großen Klappe“). Neben seiner Fähigkeit der Selbstheilung, die der von Wolverine ähnelt, ist er ein exzellenter Scharfschütze und Nahkämpfer, dementsprechend trägt er Klingen- und Schusswaffen.
Deadpool ist außerdem der einzige Superheld, der weiß, dass er eine Comicfigur ist. Er redet in seinen Comics direkt mit dem Leser und nervt andere Helden damit. Er hat den Drang zu sterben, was aber ein Problem ist, da er unsterblich ist.
Deadpool wurde ursprünglich als Parodie auf den DC-Superschurken Deathstroke konzipiert. Dies zeigt sich auch in den Namen der beiden: Deadpool heißt mit bürgerlichem Namen Wade Wilson, Deathstroke mit bürgerlichem Namen Slade Wilson.
Andere Medien:
In der Fernsehserie Ultimate Spider-Man ist Deadpool in der Folge Ultimate Deadpool der Partner von Spider Man beim gemeinsamen Vorgehen gegen Taskmaster. Im Englischen wird er von Will Friedle gesprochen. Deadpool taucht auch im Film X-Men Origins: Wolverine (2009) auf, wo er von Ryan Reynolds gespielt wird. Dieser spielte ihn auch in dem 2016 veröffentlichten Deadpool-Kinofilm, sowie in dessen Fortsetzungen Deadpool 2 und Deadpool & Wolverine. Außerdem tritt die Figur in Videospielen auf:
- Im Jahr 2013 erschien ein Videospiel, in dem Deadpool die Hauptrolle spielt und von Nolan North gesprochen wird.
- Deadpool tritt als spielbare Figur in Marvel vs. Capcom 3: Fate of Two Worlds auf, erneut gesprochen von Nolan North
- Deadpool ist eine spielbare Figur in Marvel Super Hero Squad Online und wird dort von Tom Kenny vertont.
- Im MMORPG Marvel Heroes stellt Deadpool ebenso eine von vielen spielbaren Figuren dar. Erneut wird er hier von Nolan North gesprochen.
- In Marvel Contest of Champions ist Deadpool, neben vielen anderen Marvel-Figuren, erneut spielbar.
- Im Spiel Lego Marvel Super Heroes ist er als Figur auswählbar, sobald man alle Deadpool-Bonus-Level gemeistert und alle Extras gekauft hat, die bis auf einige in den Bonuslevels als „Rote Deadpool-Steine“ gefunden werden müssen.

### Das Ding
Als Ben Grimm zusammen mit seinen Freunden Reed Richards, Susan „Sue“ Storm und John „Jonny“ Storm in den Weltraum reist, werden sie mit kosmischer Strahlung bestrahlt und bekommen unterschiedliche Superkräfte.
Er ist nun übermenschlich stark und sowohl seine Haut als auch seine Organe sind mit einem fast unzerstörbaren Gestein überzogen.

### Doctor Strange
Doctor Stephen Vincent Strange, einst ein geachteter Chirurg, wurde von einem alten Mystiker zum Obersten Zauberer (Sorcerer Supreme) der Menschheit ausgebildet und wird so zum Hauptbeschützer der Erde vor feindlichen mystischen Kräften und Entitäten. Strange hatte sein Debüt in Strange Tales #110 (Juli 1963). In jüngeren Jahren (seit New Avengers #7, 2005) ist er ein Mitglied der New Avengers.
Andere Medien:
Im Jahr 1978 entstand der Fernsehfilm Dr. Strange, in dem die Figur vom Schauspieler Peter Hooten verkörpert wurde.
Im Herbst 2016 ist mit Doctor Strange eine neue Verfilmung mit Benedict Cumberbatch in der Hauptrolle erschienen. In Thor: Tag der Entscheidung, Avengers: Infinity War, Avengers: Endgame, in der Animationsserie What If…?, in Spider-Man: No Way Home und in der Fortsetzung Doctor Strange in the Multiverse of Madness (2022) wurde die Figur ebenfalls von Cumberbatch verkörpert.

### Drax der Zerstörer
Drax der Zerstörer (Original: Drax the Destroyer) war ursprünglich ein Terraner namens Arthur Douglas, der mit seiner Familie während eines Ausflugs von Thanos angegriffen wurde (Captain Marvel #32, 1974). Thanos’ Vater Mentor nahm Douglas und dessen Tochter Heather, die den Angriff überlebt hatten, mit sich in seine Heimat auf den Saturnmond Titan, wo Douglas einen neuen Körper erhielt, um als Mentors Champion gegen Thanos antreten zu können (Iron Man #55, 1973). Heather wurde von Mentor zu einer Kampfkünstlerin und Psionikern herantrainiert und wurde unter dem Namen Moondragon zeitweise ein Mitglied der Avengers und der Defenders, war jedoch arrogant und egozentrisch und tötete bei einer Gelegenheit sogar ihren eigenen Vater. Nach seiner Wiedererweckung und einer Reihe von weiteren Abenteuern schloss Drax sich den Guardians of the Galaxy an.
Andere Medien:
In den Filmen Guardians of the Galaxy, Guardians of the Galaxy Vol. 2, Avengers: Infinity War, Avengers: Endgame und Thor: Love and Thunder wird Drax von Dave Bautista verkörpert. In der Animationsserie What If…? übernahm Fred Tatasciore die Synchronisation.

### Elektra
Nach dem Tod ihres Vaters wird Elektra Nachios von der Ninja-Organisation „Die Hand“ zu einer der gefährlichsten Auftragsmörderinnen der Welt ausgebildet.

### Falcon
Sam Wilson alias Falcon ist in einem New Yorker Problembezirk aufgewachsen, wo seine Eltern von Kriminellen erschossen wurden. Er hat eine besondere Verbundenheit zu Vögeln und trainierte in seiner Jugend Tauben. Als sein Flugzeug auf dem Weg nach Rio de Janeiro auf einer Insel abstürzt, trifft er auf Captain America und freundet sich mit einem Falken an, den er Redwing nennt. Sam hilft Captain America, seinen Erzfeind Red Skull zu besiegen, und wird selbst zu einem Superhelden namens Falcon. Mit Redwing hat er eine telepathische Verbindung, wodurch er den Vogel zu Aufklärungseinsätzen benutzen kann. Nachdem Steve Rogers drastisch gealtert ist, macht dieser Sam zu seinem Nachfolger als Captain America.
Andere Medien:
Im Marvel Cinematic Universe ist Falcon ein Avenger. Er wird in The Return of the First Avenger, Avengers: Age of Ultron, Ant-Man, The First Avenger: Civil War, Avengers: Infinity War, Avengers: Endgame und The Falcon and the Winter Soldier von Anthony Mackie gespielt. In The Falcon and the Winter Soldier wird Joaquin Torres eingeführt, welcher nach Sam Wilson‘s Änderung zu Captain America, zum neuen Falcon wird. Gespielt wird dieser von Danny Ramirez, welcher diese Rolle auch in Captain America: Brave New World wieder besetzt.

### Gamora
Gamora ist die letzte Überlebende des außerirdischen Volkes der Zen-Whoberis, welche gewaltsam ausgelöscht wurden (Strange Tales #180, 1975). Sie wurde von Thanos zu einer superben Meuchelmörderin und Agentin ausgebildet und nach einem desaströsen Einsatz mit kybernetischen Systemen ausgestattet, welche ihre körperlichen Fähigkeiten steigerten. Schließlich aber erkannte sie Thanos als eine Bedrohung und schloss sich der Seite seiner Feinde an, darunter Adam Warlock. Zwischenzeitlich scharte sie andere Kämpferinnen um sich und kämpfte gegen die Invasion durch Annihilus. Sie trat dann den Guardians of the Galaxy bei.
Andere Medien:
In den Filmen Guardians of the Galaxy, Guardians of the Galaxy Vol. 2, Avengers: Infinity War und Avengers: Endgame wird Gamora von Zoe Saldana gespielt. In Avengers: Infinity War tritt Ariana Greenblatt zudem als eine jüngere Version des Charakters auf, während in der Animationsserie What If…? Cynthia McWilliams die Synchronisation übernahm.

### Ghost Rider

#### Ghost Rider (I) und Phantom Rider
Der erste  Ghost Rider war Carter Slade, ein Verbrechensbekämpfer zur Zeit der US-amerikanischen Cowboys Ende des 19. Jahrhunderts. Er war der erste maskierte und kostümierte Western-Held von Marvel und trug ein weißes, fluoreszierendes Kostüm mit weißer Gesichtsmaske, Cape und Cowboy-Hut. Später nannte Marvel diesen Ghost Rider für kurze Zeit in Night Rider und anschließend in Phantom Rider um, weil Johnny Blaze mittlerweile sein ursprüngliches Alias übernommen hatte. Slades Nachfahren tragen das Kostüm und den Namen des Phantom Rider bis in die moderne Zeit.
Carter Slades erster Auftritt war in Tim Holt # 11 (1949).
Ein weiterer Ghost Rider war Westernheld Reno Jones der Gunhawks, der diesen Namen kurz für einen Kampf gegen die Nighthawks benutzt hat.
Andere Medien:
Im Film Ghost Rider wird die Figur des Carter Slade von Sam Elliott dargestellt.

#### Ghost Rider (II)/Johnny Blaze
Die bekannteste Inkarnation des Antihelden Ghost Rider ist der Motorrad-Stuntfahrer Jonathan „Johnny“ Blaze, der einen Pakt mit dem Teufel Mephisto schloss, um seinen Ziehvater von Krebs zu heilen. Seitdem an den Dämonen Zarathos gebunden, erscheint der Ghost Rider immer dann, wenn das Böse in der Nähe ist.
Andere Medien:
In Ghost Rider und dessen Fortsetzung Ghost Rider: Spirit of Vengeance wird die Figur von Nicolas Cage verkörpert.

#### Ghost Rider (III)/Danny Ketch
Der dritte Ghost Rider ist Daniel „Danny“ Ketch, der, nachdem er und seine Schwester Barbara versehentlich zwischen die Fronten eines Bandenkriegs geraten sind, das Motorrad des Johnny Blaze-Ghost Riders findet und der nächste wird, der Kräfte und Namen des Ghost Riders trägt. Als Mitglied der Gruppe Midnight Sons trifft er auf seinen Vorgänger als Ghost Rider, Johnny Blaze.

#### Ghost Rider (IV)/Alejandra Jones
Der vierte Ghost Rider ist eine junge Frau namens Alejandra Jones. Sie wurde von dem mysteriösen Adam als kleines Mädchen in einem südamerikanischen Grab gefangen gehalten. Im Alter von 16 Jahren wird ihr gewaltsam der Geist der Rache eingeflößt. Dies ist ein Teil von Adams Plan, Sünden zu sammeln und die Menschen in hirnlose Drohnen zu verwandeln. Doch der Plan wird von Johnny Blaze, dem ursprünglichen Ghost Rider, verhindert. Zurzeit ist Alejandra bei Johnny, der ihr beibringt, wie sie ihren Fluch verwenden kann.

#### Ghost Rider (V)/Roberto „Robbie“ Reyes
Roberto „Robbie“ Reyes ist der neue Ghost Rider. Er ist ein talentierter Auto-Mechaniker mit einer Vorliebe für Autos und Elektromusik. Doch noch mehr liebt er seinen an den Rollstuhl gefesselten kleinen Bruder Gabe. Als sein Versuch, mit Gabe aus East L.A. zu flüchten, tödlich schief ging, wurde er durch den Geist von Eli Morrow zum neuen Ghost Rider. Die Kräfte des Ghost Rider werden bei Robbie durch Wut, Aggression oder auch beschützerischen Instinkten herauf beschworen, z. B. wenn sein Bruder oder seine Freunde in Gefahr sind. Anders als die anderen Ghost Rider besitzt Roberto kein Motorrad, sondern fährt einen 1969 Dodge Charger.
Andere Medien:
In der vierten Staffel der Serie Marvel’s Agents of S.H.I.E.L.D. wird er von Gabriel Luna verkörpert.

### Gorilla-Man
Kenneth „Ken“ Gale war ein Soldat, der trotz seiner Angst vor dem Tod viele Kämpfe glücklich überlebte. Eines Tages hört er von der Legende des Gorilla-Man, den man töten muss, um unsterblich zu werden. Ken reist nach Afrika und tötet ihn, um dann festzustellen, dass er nun zwar unsterblich, aber dafür selbst der neue Gorilla-Man ist. Später leitet er einige Soldaten-Einheiten in Afrika. Gorilla-Man erschien das erste Mal in Men’s Adventures #26 im März 1954.

### Groot
Groot ist ein außerirdisches Pflanzenwesen von der Rasse der Flora Colossi, welches zunächst mit feindlichen Absichten gegen die Menschheit auf die Erde kam (Tales to Astonish #13, 1960). Eine später ausgearbeitete Hintergrundgeschichte re-personalifizierte Groot als einen edlen Geist, der für seine Überzeugungen, die seinem Volk fremd waren, ausgestoßen wurde. Er freundet sich im Laufe der Zeit mit dem intelligenten Waschbären Rocket Raccoon an und wird mit ihm zusammen ein Mitglied der Guardians of the Galaxy.
Andere Medien:
In den Filmen Guardians of the Galaxy, Guardians of the Galaxy Vol. 2, Avengers: Infinity War, Avengers: Endgame und Thor: Love and Thunder sowie in der Animationsserie Ich bin Groot wird Groot von Vin Diesel gesprochen.

### Gwenpool
Gwenpool alias Gwendolyn Poole war ursprünglich nur eine unbenannte Figur in einem Variant-Cover des 2015 erschienenen Comics Deadpool’s Secret Secret Wars, welche Elemente von Spider-Gwen und Deadpool kombinierte. Aufgrund ihrer Popularität bei Cosplayern wurde sie Ende 2015 erstmals in Howard the Duck und 2016 in ihrer eigenen Comicserie The Unbelievable Gwenpool von Christopher Hastings und Heather Antos zu einem vollständigen Charakter entwickelt.
Gwenpool wurde aus der „echten Welt“ in das Marvel-Universum transportiert. In der echten Welt war sie ein großer Marvel-Fan und las dementsprechend viele Comics, wodurch sie viel Wissen über das Marvel-Universum erlangte. Dieses Wissen nutzt sie, um sich als Söldnerin einen Namen im Marvel-Universum zu machen, um nach ihren Aussagen nicht als Nebenfigur an Relevanz zu verlieren. Später erkennt sie, ähnlich wie Deadpool, dass sie sich in einem Comic befindet und erlangt realitätsverändernde Kräfte, wie das Springen zwischen den Comic-Panels.
Im Zuge ihrer Abenteuer lernte sie Kate Bishop kennen. Dadurch wurde sie Teil der von Bishop wiederbelebten West Coast Avengers, zusammen mit Clint Barton und weiteren Superhelden.
Andere Medien:
Sie ist ein spielbarer Charakter in sowohl Lego Marvel Super Heroes 2 – als Synchronstimme gesprochen von Franciska Friede – als auch Fortnite. Weiterhin ist sie die Hauptfigur im Smartphone-Spiel Marvel Duel.

### Hawkeye

#### Hawkeye (I) (Clinton „Clint“ Francis Barton)
Der erste Hawkeye, mit richtigem Namen Clinton „Clint“ Francis Barton, erster Comicauftritt September 1964 in Tales of Suspense # 57, zeitweise auch als Goliath oder Ronin, ist Mitglied der Rächer. Hawkeye hat keine Superkräfte, ist aber von Trickshot, Swordsman und später Captain America zu einem außergewöhnlichen Bogenschützen und hervorragenden Nahkämpfer ausgebildet worden. Bartons bevorzugte Waffe sind Pfeil und Bogen; er verfügt über ein Arsenal von Spezialpfeilen mit verschiedensten Wirkungen. Barton war lange Zeit Anführer der inzwischen aufgelösten West Coast Avengers (dt.: „Westküstenrächer“) sowie der inoffiziellen Great Lakes Avengers (dt.: „Rächer der großen Seen“) und der Thunderbolts. In den Comics ist er verheiratet mit Barbara „Bobbi“ Barton Morse aka Mockingbird. Barton ist schwerhörig und gegen Katzenhaare allergisch.
Andere Medien:
In den Filmen Thor (2011), Marvel’s The Avengers (2012), Avengers: Age of Ultron (2015), The First Avenger: Civil War (2016) und Avengers: Endgame (2019) wird Barton von Jeremy Renner gespielt. Renner verkörpert die Figur auch in der Serie Hawkeye (2021) und spricht sie in der Animationsserie What If…? (2021).

#### Hawkeye (II) (Katherine Elizabeth „Kate“ Bishop)
Katherine Elizabeth „Kate“ Bishop, erstmals in Young Avengers (2005) vorgestellt, wird nach ihrer Hilfe bei den Young Avengers (dt.: Junge Rächer) gegen Kang den Eroberer zur Nachfolgerin von Clint Barton – welcher zu der Zeit unter dem Namen Ronin agierte – und übernimmt den Codenamen Hawkeye. Ähnlich wie Barton besitzt sie keine Superkräfte, ist allerdings eine genauso exzellente Bogenschützin und Nahkämpferin. Sie stammt ursprünglich aus reichem Hause; distanziert sich jedoch von diesem, nachdem sie herausfand, dass ihr Vater ein einflussreicher Mafia-Boss ist. Bishop gehörte zu mehreren Superheldenteams, wie den zuvor erwähnten Young Avengers, den von ihr wiederbelebten West Coast Avengers, und den Secret Avengers. Bishop und Barton teilen sich gemeinsam den Codenamen Hawkeye, nachdem dieser seine Identität als Ronin aufgab, und arbeiteten des Öfteren zusammen.
Andere Medien:
Hailee Steinfeld spielt Bishop in der Serie Hawkeye (2021) und dem Film The Marvels (2023). Weiterhin spricht Steinfeld die Figur im Original der Animationsserie What If…? (2021).

### Hellcat
Hellcat ist eine Neuinterpretation der Figur Patsy Walker, welche 1944 in dem Comic Miss America Magazine #2 eingeführt wurde und deren humorvoll gestalteten Geschichten sich zunächst um sie als gewöhnliche Jugendliche drehten. In den 70er Jahren wurde die Figur an den Stil der zu der Zeit sehr populären Superhelden-Comics angepasst, sodass sie in einen Kinderstar umgewandelt wurde und die bisherigen Patsy-Walker-Comics auch innerhalb der Geschichten als Comics angesehen wurden. Patsys sehnlicher Wunsch, Superheldin zu werden, ging in Erfüllung, als sie Hank McCoy traf und dieser sie mit den Avengers bekannt machte. Nachdem sie dort ihre Kampffertigkeiten unter Beweis stellte, erhielt sie einen leistungssteigernden Anzug und wurde als Hellcat schließlich Teil der Defenders.
Andere Medien:
Patsy wird als Trish Walker, gespielt von Rachael Taylor in der Serie Marvel’s Jessica Jones (2015–2019) als enge Vertraute und Verbündete der Protagonistin eingeführt. Im Verlauf der Serie schlägt sie allerdings den Weg der Selbstjustiz ein und wird schließlich ins Raft eingesperrt.

### Howard the Duck
Erschaffen von Steve Gerber erschien Howard the Duck zuerst (Dezember 1973) in Adventure into Fear # 19. Howard ist eine humanoide Ente von einem Planeten, auf dem sich Enten zur vorherrschenden Spezies entwickelt haben, wurde aber vom Dämonen Thog entführt und in den Everglades abgesetzt, einem „Nexus der Realitäten“ auf der Erde, wo er sich mit dem Man-Thing, Dakimh dem Zauberer (Original: Dakimh the Enchanter) und dessen Schülerin Jennifer Kale anfreundet. Er taucht nur gelegentlich in Marvel-Comics auf, wo er mit seinem tendenziell antisozialen Verhalten und seinem Aussehen meist die Rolle einer Satirefigur spielt. Nach dem Tod von Rechteinhaber Steve Gerber im Jahr 2008 erschien Howard nach einer Pause von 6 Jahren als Hauptfigur einer eigenen Serie erneut im Marvel-Universum.
Andere Medien:
Die Figur und die Geschichte von Howard wurde 1986 von Lucasfilm als Live-Action-Film Howard – Ein tierischer Held auf die Kinoleinwand gebracht, der Film war aber nicht sehr erfolgreich. Howard wird im Original von Chip Zien gesprochen.
Im Marvel Cinematic Universe hat Howard Cameo-Auftritte in Guardians of the Galaxy, Guardians of the Galaxy Vol. 2, Avengers: Endgame, Guardians of the Galaxy Vol. 3 und What If…?, bei denen er von Seth Green gesprochen wird.

### Hulk
Hulk ist das Alter Ego von Dr. Robert Bruce Banner, einem genialen Nuklearphysiker. Aufgrund einer übermäßigen Aussetzung von Gammastrahlung verwandelt sich Banner durch Wut, Stress oder Schmerz unkontrolliert in eine große, grüne Kreatur, den Hulk, das stärkste erdgeborene Wesen, das mit seiner oftmals geringen Intelligenz unabsichtlich verheerende Verwüstungen anrichtet.

### Hulkling
Theodore „Teddy“ Altman wächst als Kind bei einem Skrull auf, der sich als seine Mutter ausgibt. Teddy selbst ist auch fähig, seine Gestalt zu ändern, außerdem verfügt er über unglaubliche Kraft. Das hält er zunächst geheim, einzig seinem Freund Greg verrät er das. Nach einiger Zeit tritt Teddy, mittlerweile im Jugendalter, den neu gebildeten Young Avengers bei, wo ihm der Beiname Hulkling gegeben wird. Eines Tages kommt Super-Skrull zu ihm mit der Behauptung, Teddy sei in Wahrheit ebenfalls ein Skrull, da diese auch ihre Gestalt verändern können, und dem Auftrag, Teddy zurück ins Reich der Skrulls zu holen. Als Teddy dies nicht akzeptiert, entbrennt ein Kampf zwischen den Young Avengers und Super-Skrull, zu dem nach langem Hin und Her auch die Kree stoßen, die auch behaupten, Teddy gehöre ihrer Rasse an und er sei der Sohn Captain Marvels. Schließlich tun sich Super-Skrull und Teddy zusammen, worauf sie sich in den jeweils anderen verwandeln, und Teddy (in Wirklichkeit Super-Skrull) beschließt, jeweils ein halbes Jahr bei einer Rasse zu verbringen, um sich nach einem Jahr für eine der beiden zu entscheiden. So ist es Teddy möglich, doch auf der Erde zu bleiben, sicher sowohl vor den Skrulls als auch vor den Kree.

### Hybrid
Hybrid entstand, nachdem Scream ihre Geschwister außer Carnage getötet hatte und sie zu einem Symbionten verschmolzen hatte. Hybrid verband sich mit Scott Washington und tötete Scream.
Nachdem die Symbionten von Agony, Riot, Phage und Lasher verschmolzen worden waren, wurden sie in eine spezielle Einrichtung gebracht. Scott Washington, die Wache dort, erkannte, dass der Symbiont nicht bösartig war und die Experimente ihm enorme Schmerzen zufügten, und ließ ihn frei. Er wurde gefeuert und kehrte in seine Heimat zurück, wo er und sein Bruder Derek angeschossen wurden. Derek starb, Scott kann seine Beine nicht mehr benutzen.
Der Hybrid Symbiont fand Scott und verband sich mit ihm. Dadurch konnte er wieder laufen. Da Scott oft wütend ist, halten ihn die Symbionten von Gewalttaten ab.
Als Hybrid nimmt er Rache an der Gang, der er die verkrüppelten Beine verdankt. Das zieht positive Aufmerksamkeit der Öffentlichkeit auf sich. Er wird von einer Gruppe, die sich „Die Jury“ nennt, gefangen genommen. Die selbst ernannten Beschützer der Gerechtigkeit wollen Hybrid töten, da er ein Symbiont ist. Hybrid wird aber von den neuen Kriegern gerettet. Justice bietet ihm die Mitgliedschaft in der Gruppe an, Hybrid lehnt aber ab, da er glaubt, in seiner Heimat Wichtigeres zu tun zu haben.
Hybrid hat alle Fähigkeiten von Agony, Riot, Phage, Lasher, Scream, Venom und Carnage. Dazu kommen die Gestaltwandlerkräfte der Symbionten und ihre Fähigkeit, nicht von Spider-Mans Spinnensinn erkannt zu werden und bis zu 115 Tonnen zu stemmen. Er ist resistent gegen Schallwellen.
Er kann kleine Symbiontenteile erzeugen, um z. B. Freunden Nachrichten zukommen zu lassen, und eine Membran erzeugen, um durch die Luft zu gleiten.

### Iron Fist
Als Kind entdeckt Danny Rand die sagenumwobene Stadt K’un-Lun, die sein Vater schon vor vielen Jahren besucht hatte. Nach zehn Jahren harten Kampftrainings wird er zum obersten Krieger von K’un-Lun und erhält die mystischen Kräfte von Iron Fist. In New York will er seinen Vater rächen, der von einem Geschäftspartner ermordet wurde, lässt aber dann doch Gnade walten. Er hat die Fähigkeit des Iron Fist Punch, ist Meister des Chi und kann hypnotisieren.
Andere Medien:
Die Marvel Studios veröffentlichten eine gleichnamige Fernsehserie, die seit dem 17. März 2017 auf dem Streamingdienst Netflix zu sehen war und seit 29. Juni 2022 bei Disney+ zu sehen ist. Die Titelrolle übernahm der britische Schauspieler Finn Jones. Er spielte Iron Fist auch in der folgenden Serie Marvel’s The Defenders und in Marvel´s Luke Cage.
Iron Fist ist eine Nebenfigur in der Zeichentrickserie Der ultimative Spider-Man.
In der Animationsserie Eyes of Wakanda taucht die Figur als Jorani, eine Frau aus dem Jahr 1400, auf.

### Iron Man
Iron Man ist die Superhelden-Identität von Anthony „Tony“ Stark, des Multimilliardärs und Besitzers des Waffenkonzerns Stark Industries. Iron Man verfügt über eine technisierte, fliegende Rüstung, die den Gipfel irdischer Technologie darstellt.

### Jane Foster
Zunächst Assistentin von Dr. Donald Blake, später Vertraute von Thor. Sie trug eine Zeitlang Mjolnir, mittlerweile ist sie als (letzte) Walküre unterwegs. Sie hatte Krebs, ist mittlerweile allerdings geheilt.
Sie trat zuerst in Journey Into Mystery # 84 (September 1962) auf.
Andere Medien:
In Thor, Thor – The Dark Kingdom, Avengers: Endgame, What If…? und Thor: Love and Thunder wird sie von Natalie Portman gespielt.
Weiterhin wird sie im Film Marvel’s The Avengers mit einem Foto kurz gegenüber Thor erwähnt.

### Jessica Jones
Jessica Jones kam als Jugendliche bei einem Unfall mit einer chemischen Substanz in Berührung, welche ihr übermenschliche Stärke vermachte.
Andere Medien:
In der Serie Marvel’s Jessica Jones wird sie von Krysten Ritter verkörpert. Sie verblieb in dieser Rolle in der folgenden Serie Marvel’s The Defenders und soll erneut in Daredevil: Born Again auftreten.

### Living Tribunal
Das Living Tribunal ist ein kosmisches Wesen, das älter als das Universum selbst ist. Seine Aufgabe ist es, das Multiversum vor einem Ungleichgewicht zu bewahren.

### Luke Cage
Carl Lucas war ursprünglich ein Kleinkrimineller in den Straßen Harlems, bis er eines Tages von seinem Freund und Rivalen Stryker wegen dessen Freundin unschuldig ins Gefängnis gebracht wurde. Im Gefängnis stellt Cage sich für ein Experiment zur Vervollkommnung eines neuen Super-Soldatenserums zur Verfügung. Durch die Sabotage eines Wachmanns, dem Carl verhasst ist, erhält Lucas übermenschliche Stärke und Unempfindlichkeit gegenüber Verletzungen, die er nutzt, um dem Gefängnis zu entfliehen. Zur Erinnerung an seine Gefängniszeit nimmt Lucas den Namen Luke Cage an und verdingt sich unter der Identität Power Man als „Hero for Hire“ („Superheld gegen Bezahlung“), zuerst im Alleingang, später mit dem Kampfkünstler Iron Fist (Luke Cage, Hero for Hire #1 (Juni 1972)). Sein guter Ruf wird wiederhergestellt, und Jahre später (nach einer im Vollrausch verbrachten gemeinsamen Nacht) heiratet er seine alte Bekannte Jessica Jones, eine ehemalige Superheldin, wird Mitglied und schließlich Anführer der New Avengers.
Andere Medien:
Luke Cage alias Power Man ist eine Figur in der Fernsehserie Der ultimative Spider-Man.
In den Realserien Marvel’s Jessica Jones, Marvel’s Luke Cage und Marvel’s The Defenders wird Cage von Mike Colter gespielt.

### Die menschliche Fackel
Als Jonathan „Johnny“ Storm mit seinen Freunden im Weltraum mit kosmischer Strahlung in Kontakt kommt, bekommt er die Fähigkeit, sich in Feuer zu hüllen. Dadurch kann er nun fliegen und Feuerbälle schleudern.

### Mister Fantastic
Reed Richards zählt zu den intelligentesten Menschen der Welt. Als er zusammen mit seinem besten Freund Ben Grimm, Freundin Sue Storm und ihrem Bruder Johnny in den Weltraum reist, werden sie mit kosmischer Strahlung bestrahlt. Reed erhält dabei die Fähigkeit, sich wie Gummi zu dehnen.
Andere Medien:
John Krasinski verkörpert die Figur einmalig im 2022 erschienenen Film Doctor Strange in the Multiverse of Madness, die als Teil der Illuminati auftritt. Mit späteren Filmen ging die Rolle an Pedro Pascal.

### Mockingbird
Barbara „Bobbi“ Morse ist eine Wissenschaftlerin, die ursprünglich an einem Projekt zur Replikation des Superheldenserums mitarbeitet. Sie wird von der Verbrecherorganisation A.I.M. entführt. Es stellt sich jedoch heraus, dass Barbara zu S.H.I.E.L.D. gehört und ihrerseits beauftragt worden ist, A.I.M. zu infiltrieren. In der Folge wird sie der Side-Kick und das „Love Interest“ des Dschungelhelden Ka-Zar. In den 1980ern nimmt sie den Codenamen Mockingbird an und trifft erstmals auf ihren späteren Mann Hawkeye. Zu diesem Zeitpunkt kämpft sie gegen Korruption innerhalb des Geheimdienstes und anderer Organisationen. Sie wird Teil der West Coast Avengers und stirbt in einer Ausgabe dieser Serie, um Hawkeye zu retten (1993). Dies wird jedoch rund 17 Jahre später retroaktiv zu einer neuen Kontinuität geformt und die verstorbene Mockingbird entpuppt sich als Skrull. Nach ihrer Rückkehr 2009 tritt Mockingbird den New Avengers bei.
Ihr erster Auftritt war in Astonishing Tales #6 (Juni 1971).
Andere Medien:
Adrianne Palicki verkörpert Mockingbird in der Fernsehserie Marvel’s Agents of S.H.I.E.L.D.

### Moon Knight
Marc Spector wird während einer Ägyptenexpedition zusammengeschlagen und halb tot im Tempel des Gottes Khonshu zurückgelassen. Khonshu erweckt ihn wieder zum Leben, woraufhin Spector die Identität des Moon Knight annimmt und den Schwächeren hilft.
Er beherrscht mehrere Kampfsportarten und ist mit dem Umgang von Waffen vertraut. Bei Nacht verstärken sich seine Kräfte nochmals.
Er leidet an einer dissoziativen Identitätsstörung und hat mehrere Persönlichkeiten: neben Marc mindestens noch Steven Grant und Jake Lockley.
Seinen ersten Auftritt hatte Moon Knight 1975 in der Comicreihe Werewolf by Night, seine Herkunft wurde erst 1980 enthüllt.
Andere Medien:
Oscar Isaac verkörpert Steven Grant / Mr. Knight / Marc Spector / Moon Knight / Jake Lockley in der Fernsehserie Moon Knight aus dem Jahr 2022.

### Ms. Marvel
Ms. Marvel hießen im Laufe der Zeit mehrere weibliche Superheldinnen, wobei die erste Carol Danvers war (Ms. Marvel #1, 1977). Diese erhielt ihre Kräfte durch ein Zusammentreffen mit dem Kree Mar-Vell, von dem sie 2012 den Titel des Captain Marvel übernahm. 1985 wurde die in einem Experiment mit übermenschlicher Kraft ausgestattete Sharon Ventura zu Ms. Marvel, 2009 die bösartige Karla Sofen. Aktuell agiert das pakistanisch-amerikanische Mädchen Kamala Khan als Ms. Marvel, welche ihren ersten Auftritt in Captain Marvel #14 im August 2013 hatte. Im Gegensatz zu ihren Vorgängerinnen ist sie ein Inhuman und besitzt mehrere Fähigkeiten, darunter das Gestaltwandeln, das Dehnen bzw. Verlängern ihrer Körperteile und einen erhöhten Heilungsprozess. 2014 bekam sie ihre eigene Comicreihe und wurde damit zur ersten muslimischen Titelfigur von Marvel.

### Namor the Sub-Mariner
Prinz Namor, allgemein auch als Sub-Mariner (etwa: „Unterseebewohner“) bekannt, ist einer der ersten Comic-Superhelden (und einer der ersten Comic-Antihelden) überhaupt; er erschien erstmals 1939 in Marvel Comics # 1 zusammen mit der ersten Human Torch, was ihn zu einer der ältesten Marvel-Figuren macht. Namor ist der derzeitige Herrscher von Atlantis im Marvel-Universum und sowohl ein Hybrid zwischen einem Menschen (seinem Vater) und einer atlantäischen Prinzessin als auch ein Mutant; diese ungewöhnliche Genmischung erlaubt ihm eine amphibische Existenz, übermenschliche Stärke und die Fähigkeit zu fliegen. Sein Sinn für Ehre und seine Arroganz an der Grenze zur Hybris machen ihn zu Freund und Feind der Menschheit gleichermaßen. (Siehe auch Die Fantastischen Vier)
Andere Medien:
In dem Film Black Panther: Wakanda Forever wird Namor von Tenoch Huerta verkörpert. Namor ist der Antagonist des Films, jedoch kein Schurke. Im Film war seine Mutter eine Maya-Frau aus Yucatan, die, als sie bereits mit ihm schwanger war, zusammen mit anderen Angehörigen ihres Volkes auf der Flucht vor Konquistadoren eine mit Vibranium angereicherte Pflanze verzehrte, wodurch sie alle zu Kiemenatmern wurden. Fortan lebten sie unter Wasser; ihre Unterwasserstadt trägt den Namen Talocan und baut wie Wakanda Vibranium ab. Namor vermutet, dass auch seine Mutation auf diese Pflanze (statt wie in den Comics auf das X-Gen) zurückzuführen ist. Er ist der König Talocans und wird von seinem Volk K'uk'ulkan genannt. Traumatisiert von der Misshandlung seines Volkes durch die Spanier, ist er, als die Menschheit droht die Vibranium-Vorkommen unter Talocan aufzuspüren, sogar bereit über Leichen zu gehen, um sein Volk zu beschützen. Auch Vergeltung ist ihm nicht fremd. Durch sein Verhalten und seine Einstellung kommt es zu einem Krieg mit Wakanda, später verbünden sich beide Reiche.

### Nick Fury
Die ursprüngliche Version von Nick Fury erschien erstmals in der Kriegscomic-Serie Sgt. Fury and his Howling Commandos #1 (Mai 1963). Fury trat als Elitesoldat und Leiter einer Spezialtruppe in den Zweiten Weltkrieg ein, in dessen Verlauf er durch eine Granate die Sehkraft auf seinem linken Auge verlor. Nach Kriegsende wurde er zum Direktor der Geheimdienstorganisation S.H.I.E.L.D. Ein spezielles Serum, die Infinity-Formel, verlangsamte indes sein Altern. Im Laufe seiner Karriere hat er mit verschiedenen Superhelden, wie den Avengers, Captain America und den Fantastischen Vier, zusammengearbeitet und wird von ihnen als Verbündeter sehr geschätzt, obgleich seine Pflichten ihn oft als einen unwilligen Antagonisten auftreten ließen.
In der sechsteiligen Serie Battle Scars (2012) wird offenbart, dass Fury einen unehelichen Sohn namens Marcus Johnson hat. Da dieser die Infinity-Formel genetisch geerbt hat, wird er von Furys Feind Victor Uvarov gefangen genommen. Fury kann Marcus retten und transferiert an dessen Stelle sein Blut an Uvarov. Dadurch hat er keine Infinity-Formel mehr in seinem Körper und altert rapide. Er verlässt S.H.I.E.L.D., und Johnson nimmt als Nick Fury Jr. seine Stelle ein.
Nick Fury Sr. tritt in Original Sin (2014) zeitweise als Gegner der Helden auf. Er wird als Alienjäger enttarnt, der potentielle außerirdische Gefahren für die Erde jahrzehntelang brutal eliminiert und ganze Zivilisationen ausgelöscht hat. Zuletzt tötete er den Seher Uatu, um an sein Auge zu gelangen. Dadurch wird Fury zum neuen „Weltenseher“ und muss festgekettet am Mond tatenlos zusehen, was um ihn geschieht.
Andere Medien:
In einem Spielfilm von 1998, Agent Nick Fury – Einsatz in Berlin, wurde Furys Figur von David Hasselhoff gespielt.
In den Filmen Iron Man, Iron Man 2, Thor, Captain America: The First Avenger, Marvel’s The Avengers, The Return of the First Avenger, Avengers: Age of Ultron, Avengers: Infinity War, Captain Marvel, Avengers: Endgame und Spider-Man: Far From Home sowie in den Serien Marvel’s Agents of S.H.I.E.L.D., What If…? und Secret Invasion wird er von Samuel L. Jackson gespielt, dessen Aussehen und Filmdarstellungen als Vorlage für das Design des Ultimate-Fury dienten. Marcus Johnsons Figurendesign in den Comics ist ebenfalls an jenes der Ultimate-Serie angelehnt.
In den Realverfilmungen ab 2008 und neueren Zeichentrickserien wie Der ultimative Spider-Man und Iron Man: Armored Adventures wird vorwiegend Nick Furys Design aus der alternativen Ultimate Marvel-Comicreihe, in welcher er ein Afro-Amerikaner ist, übernommen.

### Nova
Nova, früher auch bekannt als Kid Nova, Nova #11249-44396, Quasar und Human Rocket (dt.: „die menschliche Rakete“) (bürgerlicher Name: Richard Rider), erhält als Highschoolschüler die Kräfte vom Außerirdischen Rhomann Dey, dem letzten überlebenden Hauptmann des Nova Corps, der Verteidigungsstreitmacht des Planeten Xandar, der von Raumpiraten verwüstet worden ist. Nach einer Initial-Phase als Verbrechensbekämpfer, in der er u. a. gegen die Sphinx kämpft und zusammen mit Spider-Man Photon besiegt, der Riders Onkel Ralph Rider ermordet hat, schließt sich Nova den Champions of Xandar an, den Verteidigern des Planeten, um ihn vor den angreifenden Skrulls zu beschützen. Nach einer einjährigen Odyssee kehrt Rider zur Erde zurück, lebt kurze Zeit als Koch und nimmt nach einer Weile seine Rolle als Verbrechensbekämpfer, unter anderem mit den New Warriors und später den Avengers, wieder auf. Nova bezieht seine Kräfte von den lebenden Computern Xandars, dem „Xandarianischen Weltgeist“, und hat die Fähigkeit zu fliegen, ist übermenschlich stark, schnell, agil, und kann jede Art von gegen ihn gerichtete Energie absorbieren und in Form „gravimetrischer Strahlen“ wieder abgeben. Nova erschien das erste Mal September 1976 auf den Seiten von Nova #1. In der The Thanos Imperative-Storyline von 2010, die nur in Amerika erschien, stirbt Rider, als er Thanos zusammen mit Star-Lord besiegt, indem sie ihn ins Cancerverse stürzen. In Avengers vs. X-Men ist unlängst ein neuer Nova aufgetreten, der während eines Kampfes mit Terrax von der Phoenix Force auf die Erde geschleudert wurde. Captain America hält ihn aber fälschlicherweise für Rider. Der Name dieses Nova lautet Sam Alexander.
Andere Medien:
Sam Alexander alias Nova ist eine Figur in der Fernsehserie Der ultimative Spider-Man.

### Punisher
Angetrieben durch den Mord an seiner Familie durch die Mafia führt Kriegsveteran Frank Castle als Punisher (dt. etwa: „Bestrafer“, „Vollstrecker“) einen Ein-Mann-Krieg gegen alle Verbrecher, in dem er auch vor Selbstjustiz, Tötung, Entführung, Erpressung und Folter nicht zurückschreckt.

### Quake
Daisy Johnson aka Quake ist eine junge S.H.I.E.L.D.-Agentin und ein Inhuman mit besonderen Fähigkeiten. Außerdem ist sie die Anführerin der Secret Warriors. Sie kann Erdbeben hervorrufen, Objekte „zittern lassen“ und starke Schallwellen nutzen, um Gegner in die Luft zu schleudern oder selber riesige flugartige Sprünge durchzuführen.
Andere Medien:
In der Serie Marvel’s Agents of S.H.I.E.L.D. wird sie von Chloe Bennet verkörpert.

### Rocket Raccoon
Rocket Raccoon stammt vom Planeten Halfworld, einer Kolonie für geistig Minderbemittelte, wo die dortige Fauna vom kosmischen Wesen namens Stranger auf künstlichem Wege mit Intelligenz ausgestattet wurde, um sich um die Insassen zu kümmern (Incredible Hulk #271, Quasar #15). Rocket (dessen Name von seinen damaligen raketenbetriebenen Rollschuhen stammte) war dort der oberste Gesetzeshüter, doch nachdem die Insassen von Halfworld schließlich von ihren Geisteskrankheiten geheilt wurden, verließ Rocket seine Heimat und schloss sich Star-Lord und dessen Guardians of the Galaxy an.
Andere Medien:
In den Filmen Guardians of the Galaxy, Guardians of the Galaxy Vol. 2, Avengers: Infinity War, Avengers: Endgame und Thor: Love and Thunder sowie in der Animationsserie Ich bin Groot wird Rocket in der Originalfassung von Bradley Cooper gesprochen. In der MCU-Version wurde Rocket als normaler Waschbär auf der Erde geboren und mit seinen Wurfgeschwistern vom High Evolutionary entführt und modifiziert, um ihm als Testobjekt für die künstliche Evolution zu dienen. Als dieser jedoch feststellte, dass Rocket teilweise intelligenter war als er selbst, beschloss er, Rocket zu töten und sein Gehirn zu sezieren um herauszufinden, wieso. Als Rocket dies merkte, floh er aus der Gefangenschaft.

### Sentry
Robert Reynolds alias Sentry tauchte das erste Mal im Juli 2000 in The Sentry #1 auf und wurde dort als Superheld beschrieben, der bereits vor den Fantastic Four und Spider-Man aktiv gewesen war. Seine nahezu omnipotenten Kräfte, die von einem Serum stammen, machen ihn zu einem der mächtigsten Figuren im Marvel-Universum. Sentrys größter Feind ist das Void (dt. „Nichts“), eine bösartige Manifestation seiner eigenen Persönlichkeit, die einem jeden Wesen ein unermessliches Gefühl von Furcht und Hoffnungslosigkeit beschert. Im Laufe der Zeit gelang es Reynolds immer wieder, das Void zu unterdrücken, indem er seine Fähigkeiten vergaß, begann dadurch aber, an psychischen Problemen wie Schizophrenie oder Alkoholismus zu leiden.
Andere Medien:
Im Film Thunderbolts* wird ein junger Mann namens Bob (gespielt von Lewis Pullman) als einziger Überlebender von Projekt Sentry zum Superhelden gleichen Namens, der jedoch in Form von Void ebenfalls eine dunkle Seite beherbergt.

### She-Hulk
Durch eine Bluttransfusion ihres Cousins Bruce Banner wurde aus der Anwältin Jennifer Walters eine „weibliche Version“ des Hulk, She-Hulk. Im Gegensatz zu Banner behält Walters ihre Intelligenz und Persönlichkeit auch als She-Hulk bei. Sie ist ein langjähriges Mitglied der Avengers und war auch eine Zeit lang als Ersatz des Dings ein Mitglied bei den Fantastischen Vier. Ihr erster Auftritt war in Savage She-Hulk # 1 (Februar 1980).
Andere Medien:
In der Serie She-Hulk: Die Anwältin wird She-Hulk von Tatiana Maslany verkörpert.

### Silver Sable
Silver Sable ist eine Söldnerin und Anführerin des Wild Pack.

### Silver Surfer
Die als Silver Surfer bekannte Figur war ursprünglich ein humanoider, männlicher Außerirdischer namens Norrin Radd. Als sein Heimatplanet Zenn-La von dem mächtigen Wesen Galactus aufgesucht wurde, das den Planeten zerstören würde, bot sich Norrin Radd als Herold an, um Zenn-La zu retten. Ausgestattet mit kosmischer Kraft wurde er zum Silver Surfer.

### Skaar
Skaar ist der Sohn von Hulk und Caiera. Er hat einen Bruder namens Hiro-Kala. Bei einer Explosion verstarb ihre Mutter mit den zwei ungeborenen Kindern, Skaar und Hiro-Kala. Skaar und sein Bruder überlebten und ernährten sich von Lava.

### Speedball
Robbie Baldwin erhielt als Jugendlicher die Gabe, ein kontra-kinetisches Energiefeld zu erzeugen, nachdem er bei einem geheimen Laborexperiment, dem er heimlich beiwohnte, versehentlich mit einer extradimensionalen Energie bestrahlt worden war. Dieses Feld ermöglichte es ihm, kinetische Energie abzufangen und in eine unkontrollierte Gegenbewegung umzusetzen; so wurde Robbie zu Speedball. Nach einer kurzen Solokarriere wurde er ein Gründungsmitglied der New Warriors. Nachdem das Team bei einem verpatzten Einsatz, der Hunderte Unschuldige das Leben kostete, alle Mitglieder verloren hat, verändert sich Robbie – der die Katastrophe als Einziger überlebt hat – und beginnt als düsterer, sich selbst geißelnder Penance (dt.: „Buße“) einen Anzug zu tragen, der ihm bei jeder Bewegung die Haut aufschneidet. Vor kurzem erst hat Robbie begonnen, sich aus seiner Depression zu lösen und wieder ein normaleres Leben zu führen. Speedball trat zum ersten Mal in Amazing Spider-Man Annual # 22 von 1988 in Erscheinung.

### Spider-Man
Spider-Man (deutsch Die Spinne) entsteht, als der schüchterne Student Peter Benjamin Parker beim Besuch in einem Forschungsinstitut von einer radioaktiven Spinne gebissen wird. Sein Körper entwickelt daraufhin verschiedene Superkräfte: übermenschliche Stärke, Geschwindigkeit und Agilität, die Fähigkeit, an glatten Oberflächen zu „kleben“, sowie einen besonderen Gefahrensinn, den „Spinnensinn“. Zusätzlich erfindet Parker einen Netzsprüher mit klebriger Netzflüssigkeit, die es ihm erlaubt, Netze zu spinnen, mittels derer er durch die Wolkenkratzerschluchten Manhattans schwingen und Gegner bekämpfen kann.
Er wurde 1962 von Stan Lee und Steve Ditko erfunden.
Andere Medien:
In der Spider-Man-Trilogie von Sam Raimi, bestehend aus Spider-Man, Spider-Man 2 und Spider-Man 3, wird Spider-Man von Tobey Maguire gespielt.
In den Filmen The Amazing Spider-Man und The Amazing Spider-Man 2: Rise of Electro wird Spider-Man von Andrew Garfield gespielt.
In The First Avenger: Civil War, Spider-Man: Homecoming, Avengers: Infinity War, Avengers: Endgame, Spider-Man: Far From Home, Venom: Let There Be Carnage und Spider-Man: No Way Home wird Spider-Man von Tom Holland gespielt. In den Animationsserien What If…? und Der freundliche Spider-Man aus der Nachbarschaft übernahm Hudson Thames die Synchronisation.

### Squirrel Girl
Squirrel Girl (Doreen Green) ist eine junge Superheldin, deren Fähigkeiten auf einem Eichhörnchen (englisch squirrel) basieren. Ursprünglich als Comic-Relief-Figur konzipiert, trat Squirrel Girl zum ersten Mal in Marvel Super-Heroes vol.II # 8 (Januar 1992) auf und wurde später für eine Zeit lang ein tragendes Mitglied der Great Lakes Avengers (der „Rächer der großen Seen“; kurz GLA), einer weiteren Comic-Relief-Serie bei den Marvel Comics. Nachdem sie die GLA verlassen hat, wird Squirrel Girl Kindermädchen bei Luke Cage und seiner Frau Jessica Jones für ihren neugeborenen Sohn. Es wird dabei auch angedeutet, dass sie und der ehemalige X-Man Wolverine eine Beziehung unterhielten, die anscheinend nicht besonders gut endete.
Andere Medien:
Nach einem kurzen Gasterscheinen in der Serie Die Fantastischen Vier mit neuen Abenteuern (1994–1996) erscheint Squirrel Girl als Figur in der dritten Staffel der Cartoonserie Der ultimative Spider-Man.

### Star-Lord
Peter Jason Quill wächst in einem Waisenhaus auf, nachdem seine alleinerziehende Mutter von einem Alien getötet wurde. Er wird NASA-Astronaut und nimmt, während er in einer Raumstation ist, den Titel Star-Lord an. Von dieser Position eines selbsternannten „Weltall-Polizisten“ verspricht er sich, den Mörder seiner Mutter aufspüren zu können. Tatsächlich stellt er diesen Jahre später auf dem Heimatplaneten des Spartax-Imperiums und tötet ihn. Er trifft den Kaiser, Jason von Spartax, der sich als sein Vater entpuppt. Jason war Jahrzehnte zuvor mit seinem Raumschiff auf der Erde abgestürzt und hatte sich in Meredith Quill verliebt. Als Kronprinz des Imperiums musste er aber auf seinen Heimatplaneten zurückkehren. Im Laufe der Annihilation-Storyline (2008) gründet Peter ein neues Guardians of the Galaxy-Team aus Superhelden, die das Universum beschützen sollen.
Andere Medien:
In den Filmen Guardians of the Galaxy, Guardians of the Galaxy Vol. 2, Avengers: Infinity War, Avengers: Endgame und Thor: Love and Thunder wurde Star-Lord von Chris Pratt dargestellt. Zusätzlich übernahm Wyatt Oleff die Rolle des jungen Star-Lords in den ersten beiden Guardians-Filmen. In der Animationsserie What If…? nimmt der von Chadwick Boseman gesprochene T’Challa die Rolle des Star-Lord ein, während der ohne Superkräfte ausgestattete Peter Quill von Brian T. Delaney gesprochen wird.

### Thor
Thor, der auf dem gleichnamigen nordischen Donnergott basiert, ist ein Mitglied der Avengers und Sohn Odins. Seine Heimat ist Asgard. Viele seiner Figuristika und seine Geschichte wurden aus der nordischen Mythologie übernommen und künstlerisch frei an die Moderne angepasst. Er besitzt als Waffe den Hammer Mjolnir. Der Donnergott wird zur Strafe für das Missachten des Nichteinmischungspaktes der irdischen Götter in der Marvelrealität und seine Arroganz von seinem Vater Odin auf die Erde verbannt und muss viele Jahre als Arzt Dr. Don Blake ohne Gedächtnis verbringen. Loki ist sein Adoptivbruder.
Andere Medien:
2011 spielte Chris Hemsworth die Rolle des Thors in der gleichnamigen Verfilmung. Im Unterschied zur Comicvorlage behält er nach der Verbannung seine Erinnerungen. Hemsworth verkörperte die Rolle in den Filmen Marvel’s The Avengers, Thor – The Dark Kingdom, Avengers: Age of Ultron, Doctor Strange, Thor: Tag der Entscheidung, Avengers: Infinity War, Avengers: Endgame sowie Thor: Love and Thunder und in der Animationsserie What If…? erneut. In der Serie Loki hört man einige Laute von Hemsworth als Throg, eine alternative Version von Thor in Frosch-Gestalt.

### Die Unsichtbare
Die Unsichtbare Susan „Sue“ Storm gewinnt ihre erstaunlichen Kräfte, als sie mit ihrem Freund und zukünftigen Ehemann Reed Richards, ihrem Bruder Johnny und Ben Grimm im All unterwegs ist. Sie kann sich sowohl unsichtbar machen als auch psychokinetische Kraftfelder erzeugen.

### Vision
Vision ist ein Androide, der von Ultron aus den Überresten der „menschlichen Fackel“, eines Androiden-Superhelden aus der Zeit des Zweiten Weltkriegs, geschaffen wird. Ultron beauftragt ihn mit der Infiltration der Avengers, um diese dann zu vernichten; später wendet er sich aber gegen seinen Schöpfer und kämpft gemeinsam mit den Avengers gegen Ultron (The Avengers # 57, Oktober 1968). Er versucht sich in der Welt der Menschen zurechtzufinden und heiratet im Verlauf seiner Karriere Wanda Maximoff, seine Teamgefährtin Scarlet Witch.
Ein weiterer Vision („Jonas“) wird von Iron Lad erschaffen, der den Young Avengers beitritt.
Andere Medien:
In Avengers: Age of Ultron, The First Avenger: Civil War, Avengers: Infinity War, WandaVision und What If…? wird Vision von Paul Bettany dargestellt.

### War Machine
James „Rhodey“ Rhodes alias War Machine war ein Kampfpilot während des Vietnamkrieges, der dem frischgebackenen Iron Man bei seiner Flucht zurück in die Staaten verhalf. Er wurde zu Starks engstem Freund und Vertrauten und war für lange Zeit eine der wenigen Personen, die um seine Geheimidentität als Iron Man wussten. Während Stark zeitweise schweren persönlichen Krisen entgegentreten musste, nahm Rhodes zeitweise selbst die Identität von Iron Man an. Als Belohnung bedachte ihn Stark schließlich mit einer eigenen Rüstung, einer Version seines Iron-Man-Anzuges, die zusätzlich mit konventionellen Waffen bestückt werden konnte und es Rhodes damit erlaubte, selbst als Superheld agieren zu können.
Andere Medien:
Lt. Col. James Rhodes wird im Film Iron Man (2008) von Terrence Howard gespielt. In den nachfolgenden Filmen Iron Man 2, Iron Man 3, Avengers: Age of Ultron, The First Avenger: Civil War, Avengers: Infinity War, Captain Marvel sowie Avengers: Endgame und in den Serien The Falcon and the Winter Soldier, Secret Invasion sowie What If…? ersetzt Don Cheadle Howard in der Rolle des War Machine.

### Wasp
Janet van Dyne, ein Kind der wohlhabenden Bürgerschicht, war die Laborassistentin und spätere Frau von Henry „Hank“ Pym. Als dieser ihrem Vater Vernon van Dyne assistiert, versucht Vernon Kontakt zu einer außerirdischen Zivilisation aufzunehmen. Das gelingt, doch das kosmische Ungeheuer tötet ihn. Janet bittet Hank, ihr zu helfen, ihren Vater zu rächen, und Hank offenbart ihr, dass er der Superheld Ant-Man ist. Mittels seiner größten Entdeckung, der Pym-Partikel, und einiger biomechanischer Implantate wird sie zur Superheldin Wasp und später Gründungsmitglied der Avengers. Zusammen können sie den Außerirdischen besiegen (Tales to Astonish #44, 1963). Sie wird Hanks Partnerin und Geliebte. Später heiraten die beiden. Auch nach dem Ausscheiden ihres Mannes nach dem Yellowjacket-Fiasko bleibt sie dem Team der Rächer treu und wird zu einer besonderen Figur. Während der Secret Invasion-Storyline wird ihr von einem Skrull, der sich als ihr Ex-Mann ausgibt, ein Serum injiziert, welches sie zu einer lebenden Bombe werden lässt. Thor sieht sich gezwungen, sie zu töten, um sie von ihrem Leid zu erlösen (Secret Invasion #8, 2008).
Andere Medien:
Im Juli 2015 kam eine Verfilmung von Ant-Man in die Kinos, die aber von der ursprünglichen Comic-Geschichte abweicht. Die Rolle der Tochter der verschollenen Janet van Dyne alias Wasp, Hope van Dyne, übernahm Evangeline Lilly. Ihren nächsten Auftritt hatte Hope van Dyne in der Fortsetzung Ant-Man and the Wasp, in der sie selbst zu Wasp wurde. Ein Jahr später war sie in Avengers: Endgame zu sehen; 2021 verlieh sie der Figur in der Animationsserie What If…? ihre Stimme. In Ant-Man and the Wasp: Quantumania (2023) trat Lilly zum letzten Mal in der Rolle auf.
Die ursprüngliche Wasp in Form von Janet van Dyne wird in Ant-Man and the Wasp von Hank Pym aus der Quantenebene gerettet und taucht ebenfalls in der Fortsetzung auf. Gespielt wird sie von Michelle Pfeiffer.

### Wiccan
William „Billy“ Kaplan ist die wiedergeborene Inkarnation von William Maximoff, dem Sohn von Scarlet Witch und Vision (The Vision and the Scarlet Witch #12, 1986). Diesen hatte Wanda (Scarlet Witch) unter Zuhilfenahme magischer Energie zusammen mit seinem Zwillingsbruder Thomas erschaffen. Als die Brüder entführt und zu Mephisto gebracht werden, behauptet dieser gegenüber Wanda, dass es sich bei der von ihr genutzten Energie zur Geburt ihrer Söhne um Teile seiner eigenen Essenz handelte, woraufhin er die beiden absorbiert. Später wird Mephistos Geschichte jedoch angezweifelt und stattdessen in Betracht gezogen, dass Wanda in Wahrheit ihre realitätsverändernden Kräfte benutzt hatte, um die Zwillinge zu erschaffen.
Nach seiner auf nicht geklärte Weise erfolgten Wiedergeburt verfügt Billy Kaplan über magische Kräfte und wird in seiner Schulzeit aufgrund seiner Homosexualität gemobbt. Einmal trifft er Scarlet Witch von den Avengers, die ihm Mut zuspricht, was ihn später veranlasst, den Young Avengers beizutreten. Dort begegnet er Teddy Altman alias Hulkling und beginnt eine Beziehung mit ihm, die bis zu ihrer Hochzeit einige Jahre später führt. Zu Beginn trägt Billy in Anlehnung an Thor den Codenamen Asgardian, doch später ändert er ihn auf Vorschlag seiner Teammitglieder in Wiccan. Zudem findet er schließlich noch seinen Zwillingsbruder Speed, bei dem es sich um die Reinkarnation von Thomas handelt. Als Billy Kaplan hatte die Figur ihren ersten Auftritt 2005 in der Young-Avengers-Reihe von Allan Heinberg und Jim Cheung.
Andere Medien:
Ein junger William Maximoff taucht in WandaVision (2021) auf und wird dort von Baylen Bielitz und Julian Hilliard dargestellt. Letzterer spielte ihn auch in Doctor Strange in the Multiverse of Madness (2022). In Agatha All Along (2024) wird er von Joe Locke verkörpert.

## Superschurken

### Abomination
Das Wesen Abomination entstand, als der amerikanische Spion Emil Blonsky von einem Serum trank, das ihm übermenschliche Kraft verleihen sollte. Er ist ein Erzfeind vom Hulk und stärker als dieser, nicht sehr intelligent und hat einen stinkenden Atem. Er wurde vom Red Hulk getötet.
Andere Medien:
In den Filmen Der unglaubliche Hulk und Shang-Chi and the Legend of the Ten Rings sowie in der Serie She-Hulk: Die Anwältin wurde Abomination von Tim Roth gespielt.

### Amatsu-Mikaboshi
Amatsu-Mikaboshi, auch bekannt als „King Chaos“, ist ein Wesen, das von den Japanern als Gott der Dunkelheit und des Chaos bezeichnet wird. Allerdings war er einst das gesamte Universum (der Name Chaos ist auf den griechischen Glauben zurückzuführen, dass am Anfang das Chaos existierte). Mikaboshi versucht, alle Existenz zu zerstören, und beginnt einen Krieg gegen alle göttlichen Wesen. Sein erstes Opfer wird Nightmare, danach tötet er Zeus, die Götter der Skrulls und der Shi’ar und schließlich sogar Satan. Es stellt sich schließlich heraus, dass Mikaboshis Gesicht die ganze Zeit eine Maske war und der wahre King Chaos ein riesiges, schwarzes Monster ist. Durch seine Feldzüge gegen die Götter hat er fast alle Figuren im Marvel-Universum zum Feind, z. B. Herkules, Silver Surfer und sogar Galactus.

### Annihilus
Annihilus ist ein außerirdischer Kriegsherr, der sogar Thanos an Wahnsinn übertrifft. Er will mit seiner Insekten-Armee das ganze Universum erobern und besitzt einen Kontrollstab, welcher ihm erlaubt, kosmische Energie zu manipulieren. Er ist einer der Erzfeinde der Fantastic Four und fürchtet nur den Tod. Er erschien das erste Mal 1968 in Fantastic Four Annual #6.

### Arnim Zola
Dr. Arnim Zola (geboren in der Schweiz) ist kein Superschurke im eigentlichen Sinne. Vielmehr ist er ein biochemisches Genie, welches bereits in den frühen 30er Jahren mit streng geheimen Gen- und Klonforschungen experimentiert. Daraus folgt, dass er über seinen Tod hinaus sein gesammeltes Wissen in einem mechanischen Wirt digital hinterlässt, sodass sein Wirt sich verschieden entwickelt und mit besonderen Eigenschaften versehene Duplikate erzeugen kann. Arnim Zola ist ein Gegenspieler, der mehrmals gegen die Avengers, insbesondere gegen Captain America, antritt. Anders als andere Bösewichte, die ein höheres Ziel verfolgen, ist Arnim nur an seiner Forschung interessiert. Er ist daher also eher Handlanger von Schurken wie Red Skull oder Wolfgang von Strucker.
Andere Medien:
In den Filmen Captain America: The First Avenger und The Return of the First Avenger sowie in der Serie Marvel’s Agent Carter verkörpert Toby Jones die Figur, der ihn auch in What If…? spricht.

### Baron Mordo
Karl Amadeus Mordo ist der Erzfeind Doctor Stranges. Wie er, wird Mordo von den Alten unterrichtet. Allerdings wird diesen bald klar, dass Mordos Gier nach Macht ihn zu gefährlich macht. Als Strange zu den Alten kommt, schmiedet Mordo ein Komplott gegen ihn und die Alten, doch dank Stranges Hilfe scheitert es und er wird verbannt. Trotz seiner Verbannung setzt Mordo sein Studium der Dunklen Künste fort und ist unter anderem einer der irdischen Handlanger des Dämons Dormammu.
Andere Medien:
In der 2016 erschienenen Verfilmung Doctor Strange wird Meister Mordo von Chiwetel Ejiofor dargestellt. In diesem Film zählt er noch zu den Verbündeten von Dr. Strange, wendet sich gegen Ende hin jedoch von ihm ab. In der Fortsetzung Doctor Strange in the Multiverse of Madness gehört eine Variante von ihm den Illuminati an und wird erneut von Ejiofor gespielt.

### Baron Wolfgang von Strucker
Wolfgang von Strucker ist ein Nazi-Kriegsverbrecher und ein Erzfeind von Captain America sowohl im Zweiten Weltkrieg als auch in der heutigen Zeit. Auf Befehl des Red Skull übernimmt Strucker die Befehlsgewalt über die Organisation Hydra, um die Grundlage für das Vierte Reich zu schaffen. Er verwirft aber nach dem Krieg den größten Teil seiner Naziideologie und folgt seiner eigenen Agenda mit dem Ziel, die Welt zu erobern. Neben einer Pistole und einem Schwert ist Struckers größte Waffe die sogenannte „Satansklaue“, ein kybernetischer Handschuh, der es ihm ermöglicht, Stromschläge abzugeben. Vor allem aber kann sie die Jugend und Stärke anderer Menschen absaugen, so dass Strucker noch im hohen Alter die Stärke eines jungen Mannes besitzt. Seinen ersten Auftritt hatte Strucker im Januar 1964 in Sgt. Fury and the Howling Commandos #5.
Andere Medien:
Der deutsche Schauspieler Thomas Kretschmann spielt Baron von Strucker in Avengers: Age of Ultron. Zuvor hatte er in The Return of the First Avenger einen Cameo-Auftritt.

### Baron Zemo

#### Baron Zemo (I) (Heinrich Zemo)
Baron Zemo ist einer der brillanten Wissenschaftler des Dritten Reichs und gehört zu Captain Americas Erzfeinden während des Zweiten Weltkrieges. Er entwickelt den Klebstoff X. Bei einem Überfall von Captain America auf sein Labor kommt es zu einem Kampf zwischen den beiden. Dabei gelangte etwas von dem Klebstoff auf die Strumpfmaske, die Zemo trug und die er von da an für immer tragen muss. Dies führt dazu, dass Zemo einen geradezu geisteskranken Hass auf Captain America und die gesamte Menschheit entwickelt. Während des restlichen Krieges führt Zemo zahllose Sabotageversuche gegen die Alliierten durch. Bei einem davon kommt Captain Americas Freund Bucky ums Leben. Bei seinem letzten Angriff auf Captain America entführt Zemo Captain Americas Sidekick Rick Jones und bringt ihn zu seinem südamerikanischen Versteck. Captain America rettet Jones. Auf der Flucht wird Zemo durch Captain Americas Schild vorübergehend geblendet, worauf er wild um sich schießt. Dies löst eine Lawine aus, die ihn umbringt.

#### Baron Zemo (II) (Helmut Zemo)
Helmut Zemo ist der Sohn des Nazi-Wissenschaftlers Heinrich Zemo. Bei einer Auseinandersetzung mit Captain America stürzt Zemo versehentlich in einen Bottich mit dem Klebstoff X. Er überlebt zwar, aber mit schrecklichen Narben im Gesicht. Zemo lebt lange Zeit ein normales Leben, bis er von der Wiederentdeckung von Captain America erfährt. Zusammen mit der Enchantress und anderen Superschurken gründet er die Masters of Evil und tritt mehrmals gegen die Avengers und Captain America an. Im Gegensatz zu seinem Vater ist Helmut kein überzeugter Nationalsozialist, sondern beansprucht die Weltherrschaft, weil er glaubt, mit diktatorischer Gewalt eine bessere Welt erschaffen zu können.
Andere Medien:
In der 2016 erschienenen Verfilmung The First Avenger: Civil War und in der Serie The Falcon and the Winter Soldier wird Helmut Zemo von Daniel Brühl verkörpert. Seine Darstellung weicht jedoch stark von den Comics ab. Hier ist er ein sokovischer Söldner, dessen Familie beim Kampf der Avengers gegen Ultron in Sokovia starb, wofür er nun Rache will.

### Blackheart
Blackheart ist ein Dämon und einer der größten Feinde des Ghost Riders. Er ist Sohn von Mephisto, dem Schöpfer des Ghost Riders, der unter anderem geschaffen wurde, um Blackheart in Schach zu halten. Blackhearts großes Ziel ist es, die Erde oder einen Teil von ihr in seine persönliche Hölle zu verwandeln, um so aus dem Schatten seines Vaters zu treten.
Andere Medien:
Im Film Ghost Rider wird Blackheart von Wes Bentley dargestellt.

### Bullseye
Bullseye ist ein Gegner von Daredevil. Seine Identität ist unbekannt. Er besitzt keine Superkräfte, ist jedoch ein hervorragender Kämpfer und durch sein perfektes Zielvermögen in der Lage, nahezu jeden Gegenstand als tödliche Waffe einzusetzen; außerdem ist sein Skelett mit Adamantium überzogen (ähnlich wie bei Wolverine). Bullseye erschien das erste Mal in US-Daredevil #131 (März 1976). Er ist u. a. verantwortlich für den Tod von Daredevils Freundin Karen Page. Er wird nach dem Tod von Daredevils Freundin von Daredevil getötet, indem dieser ihn von einem Kirchturm wirft.
Andere Medien:
2003 tauchte Bullseye als Gegenspieler von Daredevil im Kino auf, gespielt vom irischen Schauspieler Colin Farrell. Während Bullseye im Comic ein schwarzblaues Kostüm mit weißem Zielkreuz auf der Brust und eine Maske trägt, hat er in der Filmversion lediglich ein Branding in Form eines Fadenkreuzes auf der Stirn. Sein Erscheinungsbild ähnelt im Film eher dem eines Rockers: er trägt hier ein schwarzes Outfit, hat Ohrringe und Piercings sowie einen kahlgeschorenen Schädel. Zuletzt wandelte sich die Darstellung vieler Comicfiguren näher zu den Gegenstücken aus den Filmen. So ist inzwischen auch die Comicversion von Bullseye in vielerlei Hinsicht optisch eher an der filmischen Fassung der Figur von 2003 angelehnt.
In der im Oktober 2018 auf Netflix erschienenen 3. Staffel der Serie Marvel’s Daredevil tritt Bullseye in Person des FBI-Agent Benjamin „Dex“ Poindexter, gespielt von Wilson Bethel, auf. Die Rolle wurde auch in der Serie Daredevil: Born Again von Bethel übernommen.

### Carnage
Cletus Kasady ist ein psychopathischer Serienkiller, der New York terrorisiert, bis er von Spider-Man gestellt wird und ins Gefängnis kommt. Sein Zellengenosse ist Eddie Brock, auch bekannt als Venom. Als Brock sich wieder mit seinem Symbionten verbindet und aus dem Gefängnis ausbricht, lässt der Symbiont einen Teil seiner selbst in der Gemeinschaftszelle zurück. Dieser kleine Tropfen vereinigt sich mit Kasadys Blutkreislauf und er wird zum mörderischen Carnage. Anders als Venom, der durchaus edle Hintergrundmotive haben kann und von Zeit zu Zeit vom Schurken zum Anti-Helden pendelt, ist Carnage ein blutrünstiger Killer, der seiner Mordlust freien Lauf lässt. Wann immer Carnage aus dem Gefängnis ausbricht, beginnt er einen blutigen Amoklauf, und es ist Spider-Man und oft auch Venom nötig, um diesen zu beenden. Anders als Venom spricht Carnage von sich selbst in der ersten Person. Auch scheint er Spider-Mans geheime Identität nicht zu kennen und hegt auch keinen persönlichen Groll gegen ihn; er will ihn nur töten, weil er ihn „bei seiner Arbeit“ stört. Gelegentlich bezeichnet er Venom sarkastisch als „Dad“.
Während des letzten Kampfes zwischen Venom und Carnage frisst Venom seinen Nachkommen einfach auf. Gerade als man glaubt, man sei Carnage für alle Zeiten los, flieht Kasady aus dem Gefängnis – angelockt von einem fernen Ruf aus der Negative Zone. Die Stimme gehört einem anderen Symbionten. Dieser ist zwar nicht sein Originalsymbiont, aber genauso blutrünstig und gefährlich.
Cletus Kasady erschien das erste Mal als Carnage in Amazing Spider-Man # 344 (März 1991).
Andere Medien :
In der Mid-Credit-Szene des Kinofilms Venom sowie in dessen Fortsetzung Venom: Let There Be Carnage ist Carnage, gespielt von Woody Harrelson, zu sehen.

### Chamäleon
Chamäleon (Original: Chameleon) ist ein Gegner von Spider-Man. Sein richtiger Name ist Dimitri Smerdyakov, er ist der Halbbruder von Sergei Kravinoff, dem späteren Kraven the Hunter.
Als Kind haben Dimitris Eltern und Sergei ihn gehasst, weshalb er sich mit ihnen durch kleine Theatervorführungen aussöhnen wollte. Dabei entdeckte er sein Talent für Kostüme und Masken. Weil jedoch seine Versöhnungsversuche keine Wirkung zeigten, unterdrückte Dimitri seine wahre Identität mit Masken und Schminke und wurde zum Verwandlungskünstler Chamäleon. Später legt er seinen Streit mit Sergei bei, um Spider-Man zu bekämpfen, und wird einer seiner Erzfeinde. Chamäleon erschien zum ersten Mal im März 1963 in Amazing Spider-Man # 1.
Andere Medien:
In der Zeichentrickserie New Spider-Man trägt er keine Masken, sondern verwendet einen Projektionsgürtel. Ab der Folge „Die schwarze Katze – Teil 1“ besitzt er nach einer Laserbehandlung die Fähigkeit, sich ohne Gürtel zu verwandeln. Hier ist er nicht der Bruder von Kraven, sondern von Electro und der Sohn von Red Skull. Des Weiteren taucht Chamäleon in Kraven the Hunter auf, wo er von Fred Hechinger dargestellt wird.

### Dormammu
Dormammu ist einer der mächtigsten Feinde von Doctor Strange. Er und seine Schwester Umar gingen aus extradimensionalen Energiewesen hervor. Sie wurden verbannt, nachdem sie ihren Vorfahren, Sinifer, vernichtet hatten. Sie übernahmen wenig später die sogenannte Dunkle Dimension (Inzwischen streiten sie jedoch um die Vorherrschaft). Dormammus sehnlichster Wunsch ist es, die Erde zu erobern und sie in die Dunkle Dimension zu ziehen. Dazu benutzt er verschiedene magisch begabte Handlanger. Aber bis jetzt ist jeder Versuch von Doctor Strange und anderen Superhelden der Erde abgewehrt worden.
Andere Medien:
In Doctor Strange übernahm Benedict Cumberbatch die Facial Capture-Aufnahmen von Dormammu.

### Dr. Doom
Victor von Doom alias Dr. Doom (dt. früher auch: Dr. Unheil und vereinzelt Dr. Untergang) ist ein glänzender Wissenschaftler und fähiger Magier, der aufgrund eines schrecklichen Unfalls sein Gesicht hinter einer eisernen Maske verbirgt. Er trägt eine Rüstung, die mit höchstentwickelter Technik versehen und Iron Mans Rüstung ebenbürtig ist. Er ist der rechtmäßige Monarch und Herrscher über den osteuropäischen Staat Latveria. Sein erster Auftritt war in Fantastic Four # 5 (Juli 1962). 

### Dr. Octopus
Dr. Octopus, kurz Doc Ock, ist ein Erzfeind Spider-Mans. Otto Octavius wuchs als Sohn einer selbstgefälligen Mutter und eines brutalen Vaters auf und wurde ein zurückgezogen lebender, aber brillanter Atomwissenschaftler. Um mit radioaktiven Materialien gefahrlos hantieren zu können, entwickelt er einen Brustharnisch mit Greifarmen (Tentakeln), was ihm den Spitznamen Dr. Octopus einbringt. Bei einer Explosion im Labor wird der Forscher radioaktiv verstrahlt und sein „Tentakel-Harnisch“ verschmilzt mit Octavius. In der Folge wird er fähig, seine Tentakel telepathisch zu kontrollieren. Leider hat die Explosion noch weitere Folgen: Aus dem respektierten Wissenschaftler wird der größenwahnsinnige Dr. Octopus.
Doc Ock taucht in regelmäßigen Abständen immer wieder vor allem in Spider-Man-Comics auf, bis er von Kane, einem von Peter Parkers Klonen, getötet wird. Später wird Dr. Octopus mit Hilfe seiner früheren Assistentin und eines geheimen Kults des Wahren Glaubens mittels Magie ins Leben zurückgeholt. Seitdem ist er wieder einer von Spider-Mans größten Feinden.
Dr. Octopus erster Auftritt war im Juli 1963 in Amazing Spider-Man # 3.
Andere Medien:
Im zweiten Spider-Man-Kinofilm ist Dr. Octopus Spider-Mans Hauptgegenspieler, dargestellt von Alfred Molina. In Spider-Man: No Way Home wird er erneut von Molina verkörpert.

### Die Echse
Bei der Echse (Original: Lizard) handelt es sich um Dr. Curt Connors, einen erfolgreichen Wissenschaftler und guten Freund von Peter Parker. Nachdem er einen Arm verloren hat, experimentiert er an Reptilien, die ihre verlorenen Gliedmaßen regenerieren können. Sein Ziel ist es, ein Mittel zu entwickeln, das auch bei Menschen Gliedmaßen nachwachsen lässt. Auf diesen Forschungen basierend schafft er ein Mittel, das er sich selbst injiziert. Sein Arm wächst tatsächlich nach, doch Dr. Connors verändert sich weiter: Er mutiert zu einer humanoiden Riesenechse, deren Ziel es ist, mehrere ihrer Art zu erschaffen. Die Echse ist nicht bloß Dr. Connors in anderer körperlicher Gestalt, sondern hat ein eigenes, böses Bewusstsein. Er erschien das erste Mal als die Echse in Amazing Spider-Man # 6 (November 1963), wo er in den Sümpfen sein Unwesen trieb.
Andere Medien:
Dr. Curt Connors tritt im zweiten und dritten Spider-Man-Film als Nebenfigur auf. Er wird dort stets von Dylan Baker verkörpert. Als Hauptantagonist erscheint Connors erstmals im Reboot des Spider-Man Film-Franchises The Amazing Spider-Man sowie als sekundärer Antagonist in Spider-Man: No Way Home, beide Male gespielt von Rhys Ifans.

### Ego, der lebende Planet
Ego, Teil der Elders of the Universe, war das Ergebnis eines Forschungsexperiments, als Wissenschaftler versuchten, zwei Planeten zu verschmelzen, deren Sonne dann allerdings explodierte. Daraus entstand Ego, ein lebendiger Planet, der sich von Weltraummüll, wie kaputten Raumschiffen, und anderen Planeten ernährt. Er kämpft immer wieder gegen Thor und Galactus, der ihm bei einem Kampf den Motor eines Raumschiffes verpasst, der ihn daraufhin durchs Weltall treiben lässt. Nach längerer Zeit gewinnt er die Kontrolle über den Motor und greift die Erde an, wird allerdings erfolgreich von den Fantastischen Vier bekämpft. Er erschien das erste Mal in Thor #132 (September 1966) und war die Erfindung der Comiczeichner Stan Lee und Jack Kirby.
Andere Medien:
In der 2017 erschienenen Verfilmung Guardians of the Galaxy Vol. 2 wird er von Kurt Russell dargestellt.

### Electro
Als der Elektriker Max Dillon während der Arbeit vom Blitz getroffen wird, gewinnt er die Fähigkeit, nahezu unbegrenzte Mengen Elektrizität aufzunehmen bzw. zu erzeugen und in Form von Blitzen wieder abzugeben. Er ist ein Hauptgegner von Spider-Man und Daredevil und ein Mitglied der Furchtbaren Vier (Original: Frightful Four), eines Bündnisses von Superschurken gegen die Fantastischen Vier. Erschaffen von Stan Lee und Steve Ditko trat er zum ersten Mal in Amazing Spider-Man # 9 (Februar 1964) auf.
Andere Medien:
In den Kinofilmen The Amazing Spider-Man 2: Rise of Electro und Spider-Man: No Way Home wird er von Jamie Foxx dargestellt.

### Enchantress
Die Enchantress oder Amora, wie ihr richtiger Name ist, ist eine mächtige Zauberin und Erzfeindin von Thor. Ihre Herkunft ist unbekannt, alles, was man weiß, ist, dass sie die Schwester der germanischen Sagengestalt Lorelei ist. Amora lernt unter der Nornenkönigin Karnilla Magie, bis sie verbannt wird. Trotzdem lernt sie weiter, verlegt sich aber besonders auf das Verführen anderer Magiekundiger und lernt von ihnen ihre Geheimnisse. Im Laufe der Zeit wird sie zu einer der mächtigsten Magierinnen Asgards. Bei ihren ersten Auftritten wird sie von einem großen und starken Krieger begleitet, dem Executioner, welcher ihr als Handlanger dient. Dieser hegt aufrichtige Gefühle für die Enchantress und folgte ihr nicht aufgrund ihrer Fähigkeiten oder Verführungskünste. Oft arbeitet die Enchantress mit Loki zusammen.
Ihren ersten Auftritt hatte Enchantress in Journey into Mystery#103 im April 1964.

### Erik Killmonger
Erik „Killmonger“ Stevens (richtiger Name N'Jadaka) ist ein gefährlicher Feind von Black Panther. Er wird als N'Jakada in Wakanda geboren und entwickelt nach dem Tod seiner leiblichen Eltern Hass auf das Land und die Königsfamilie. In seiner Kindheit wird er entführt und verlässt so Wakanda. Schließlich gelingt es ihm, den Entführern zu entkommen. Nach vielen missglückten Versuchen, den Mörder seines Vaters zu töten studiert am Institute of Technology in New York, ändert seinen Namen und schließt sich einer Terroristengruppe an, um den Tod seiner Eltern zu rächen und mehrere Angriffe auf Wakanda zu planen. Er gerät so mehrere Male mit König T'Challa/Black Panther aneinander und wird zu einem seiner prominensten Gegner.
Andere Medien:
In den Filmen Black Panther und Black Panther: Wakanda Forever wird Erik Killmonger von Michael B. Jordan verkörpert. Dieser synchronisiert ihn außerdem in der Animationsserie What If…?.

### Galactus
Galactus (dt. auch: „Galaktus“) ist ein kosmisches Wesen im Marvel-Universum. Er reist durch die Galaxis und ernährt sich von der Energie geeigneter Planeten, die er mit Hilfe seiner Herolde aufspürt. Der bekannteste dieser Herolde ist der Silver Surfer.

### Der Geier
Der Geier (Original: The Vulture), ersterschienen in Amazing Spider-Man # 2 (Mai 1963), ist einer von Spider-Mans ersten und ältesten Gegnern. Der brillante Elektronik-Ingenieur Adrian Toomes entwickelt eine Vorrichtung mit einem anti-polarisierten Magnetfeld, die es einem Menschen erlaubt, wie ein Vogel mit minimalem Kraftaufwand zu fliegen. Der Grund und die Motivation für seine kriminelle Karriere ist im Laufe der Jahre sehr vielschichtig und wechselhaft dargestellt worden: Mal will sich sein Assistent seine Erfindung aneignen, mal wurde er von seinem eigenen Projekt ausgeschlossen, mal hat man ihn wegen Veruntreuung von Forschungsgeldern entlassen. In jedem Fall beschließt Toomes Rache zu nehmen und verwendet seinen Anzug mit Flügeln als Mittel dafür. Spider-Man gelingt es schnell, ihn durch eine polarisierende Funkstörung zum Absturz zu bringen, wodurch der Geier ins Gefängnis kommt. Später wird der Geier ein wiederkehrender Bösewicht, dem jedoch nie mehr Erfolg vergönnt ist als den meisten seiner Mitverbrecher. Toomes ist ein wiederkehrendes Mitglied der Sinister Six. Er arbeitet wiederholt mit Shocker oder Electro zusammen.
Andere Medien:
2017 wurde die Figur von Michael Keaton in Spider-Man: Homecoming verkörpert. Dies geschah erneut in Morbius (2022).

### General Ryker
John Ryker – zum ersten Mal in The Incredible Hulk vol.II # 12 im März 2000 erschienen – ist ein General der US-amerikanischen Streitkräfte und hat das gleiche Ziel wie General „Thunderbolt“ Ross: Hulk unschädlich zu machen. Allerdings geht er dabei deutlich skrupelloser ans Werk und ist für mehrere illegale Gammaexperimente an seinen Soldaten verantwortlich. Er ist auch verantwortlich für die Kreation des Gamma Corps, einer Elite aus Antihelden, die Hulk aus den unterschiedlichsten Gründen hassen.

### Graf Dracula
Dracula – wie auch andere Vampire – ist eine regelmäßig auftauchende Gegnerfigur im Marvel-Universum. In dieser Variante wird Dracula von einer Zigeunervampirin zu einem Wesen der Nacht gemacht, nachdem er bei der türkischen Invasion von Transsilvanien schwer verwundet worden ist. Später übernimmt er nach einem Zweikampf mit dem Herrscher der Vampire, Nimrod, die Herrschaft über die Blutsauger, die schon seit atlantäischen Zeiten auf der Erde existieren. Für eine Zeit lang werden alle Vampire auf der Erde durch ein mystisches Ritual vernichtet, doch inzwischen sind sie wieder in die Kontinuität des Marvel-Universums eingebaut worden.
Dracula hatte unter anderem seine eigene Serie, Die Gruft von Graf Dracula (The Tomb of Dracula, 1972–1979) und seine speziellen Gegenspieler: Quincy Harker und Rachel van Helsing, Nachfahren seiner Feinde aus Bram Stokers Roman (beide inzwischen verstorben), seinen eigenen Nachfahren Frank Drake, den Vampir Hannibal King und den Halbvampir Blade.
Andere Medien:
Im dritten Teil der Blade-Reihe Blade: Trinity taucht Graf Dracula unter dem Namen Drake als Hauptgegenspieler auf. Er wird von Dominic Purcell gespielt.

### Graviton
Bei einem Laborunfall erhielt der Wissenschaftler Franklin Hall die Fähigkeit, die Gravitation zu kontrollieren und Gravitationsstrahlen zu verschießen. Er kämpfte des Öfteren gegen die Avengers und einige Male gegen Spider-Man.
Graviton erschien das erste Mal April 1977 in Avengers # 158, erschaffen von Jim Shooter und Sal Buscema.
Andere Medien:
In der Fernsehserie Marvel’s Agents of S.H.I.E.L.D. wird Graviton von Adrian Pasdar (Staffel 5) gespielt.

### Grüner Kobold
Der Grüne Kobold (Original: Green Goblin) ist der Erzfeind Spider-Mans. Er trat zum ersten Mal in Amazing Spider-Man #14 auf (Juli 1964). Der skrupellose Geschäftsmann Norman Osborn, der Vater von Harry Osborn, dem besten Freund Peter Parkers, findet in den Unterlagen seines Kollegen Dr. Stromm die Formel für ein experimentelles Serum, das Körperkraft und Reflexe steigern soll. In seiner Machtgier will er es an sich selbst testen, aber die instabile grüne Flüssigkeit explodiert in der Nähe seines Gesichtes. Er erhält zwar die erwünschten Fähigkeiten, doch das Serum kostet ihn auch den Verstand. Er wird von dem Gedanken beseelt, die New Yorker Unterwelt anzuführen, und entwirft ein Halloween-Kostüm, das an einen Kobold erinnert, sowie einen drachenähnlichen Gleiter, der es ihm ermöglicht zu fliegen. Zusätzlich entwickelt er Granaten, die das Aussehen brennender Kürbisse haben, und Wurfmesser in Form von Fledermäusen. Sein Hauptwunsch ist es, den berühmten Spider-Man zu besiegen.
Die ersten Kämpfe sind wesentlich fröhlicher und harmloser gestrickt. Im Laufe der Jahre entwickelt Osborn ein Gas, das Spider-Mans „Spinnensinn“ dämpft, folgt ihm unerkannt zu dessen Wohnung und demaskiert ihn. Anschließend offenbart er dem verwirrten Peter seine eigene Geheimidentität (und damit auch dem Leser). Im folgenden Kampf erleidet der Kobold eine Teilamnesie und vergisst sein Alter Ego. Später kehrt die Erinnerung zurück und Osborn sinnt auf Rache. Er entführt die Geliebte Peters, Gwen Stacy, und bringt sie zur Brooklyn Bridge. Als Peter die Brücke erreicht, lässt Osborn Gwen in die Tiefe stürzen. Trotz des Rettungsversuches Spider-Mans stirbt sie. Dies stellt einen Wendepunkt in der Geschichte der Marvelschurken dar, die zunehmend finsterer, grausamer und tödlicher wurden. Im darauf folgenden finalen Kampf stirbt Osborn, durchbohrt von seinem eigenen Gleiter. Später übernimmt sein Sohn Harry die Identität des Grünen Kobolds, stirbt aber an einer neuen Version des „Kobold-Serums“, das ihn vergiftet.
Nach mehr als fünf Jahren kehrte Osborn zurück; das Serum hat in ihm eine unglaublich schnelle Wundheilung hervorgerufen. Im Laufe der fünf Jahre seiner Abwesenheit hat sich Osborn zum Anführer eines finsteren Kults, der Scrier, aufgeschwungen, doch sein Hass auf Peter Parker ist ungebrochen und er schmiedet einen Plan, um Peter psychologisch zu vernichten. Mit Hilfe des Schakals erschafft Osborn einen Klon von Peter und lässt ihn gegen Spider-Man antreten. Nach einem Kampf mit ihm denkt Peter, sein Klon sei tot. Der Klon aber lebt, nimmt den Namen „Ben Reilly“ (Vorname von Peters Onkel und Tante Mays Geburtsname) an, lebt einige Zeit als Weltenbummler und kehrt anschließend nach New York zurück.
Osborn beginnt, Peter so lange zu manipulieren, bis Peter glaubt, er selbst sei der Klon und Ben sei der echte Peter Parker. Doch Osborns Plan geht nicht auf. Im Glauben, nur ein Klon Spider-Mans zu sein, will Peter wieder ein „normales“ Leben führen. Er gibt die Bürde, Spider-Man zu sein, an Ben weiter und zieht mit seiner Frau Mary Jane nach Portland. Erbost darüber, dass sein Plan nicht erfolgreich war, beendet Osborn seine psychologischen Winkelzüge und gibt sich zu erkennen. Der Kobold greift Ben und Peter an. Ein Kampf entbrennt und Peter muss die Hoffnung aufgeben, dass sein schlimmster Feind tot und begraben sei. Sowohl der Schakal als auch Ben sterben während des Kampfes, als dieser versucht, Peter zu beschützen. Als Bens Leiche in kürzester Zeit zu Staub zerfällt, ist dies der Beweis dafür, dass Ben der Klon war und nicht Peter. Peter selbst kommt knapp mit dem Leben davon – aber er weiß, dass sein Erzfeind, der Kobold, zurück ist.
Osborn übernimmt wieder die Kontrolle über sein industrielles Imperium, und nach kurzer Zeit arrangiert Norman eine feindliche Übernahme des Daily Bugle. Sofort benutzt er die Zeitung, um eine Hetzkampagne gegen Spider-Man zu starten mit dem Ziel, dessen guten Ruf zu ruinieren. Schließlich kommt es zum Treffen der Fünf, einem uralten Ritual, bei dem die Teilnehmer per Zufall mit fünf Gaben versehen werden: Macht, Wissen, Unsterblichkeit, Wahnsinn und Tod. Osborn spekuliert auf die Macht, erhält aber den Wahnsinn. Spider-Man kann den Größenwahnsinnigen in einem Kampf besiegen, dem aber das Gebäude des Daily Bugle zum Opfer fällt. Mit Hilfe seiner Scriers entkommt Norman dem zusammenstürzenden Gebäude. Mit medizinischen und psychiatrischen Mitteln erreicht Norman wieder eine gewisse Vernunft. Während Osborn sich langsam erholt, gelingt es J. Jonah Jameson, wieder die Kontrolle über den Bugle an sich zu ziehen.
Später gelingt es Osborn in der Civil-War-Reihe, nachdem die Superhelden durch einen misslungenen Einsatz der New Warriors ins Kreuzfeuer der öffentlichen Kritik geraten sind, sich als Wohltäter der Menschheit zu zeigen. Er versucht, die amerikanischen Superhelden durch geschickte Manipulation der öffentlichen Meinung und ein eigenes Superteam (das aus bekannten Superschurken besteht) systematisch auszuschalten, was zur Gründung des neuesten Avengers-Teams führt. Schließlich aber verliert Osborn diesen Krieg und verfällt wieder in den Wahnsinn, nachdem Asgard vollständig in Trümmer gelegt worden ist.
Andere Medien:
Im Kinofilm Spider-Man wird der Grüne Kobold von Willem Dafoe gespielt und stirbt bereits am Ende des Films. Sein Sohn Harry Osborn (gespielt von James Franco) gibt Spider-Man die Schuld für den Tod seines Vaters. In der Fortsetzung Spider-Man 2 findet Harry die hinterbliebene Ausrüstung seines Vaters und tritt in Spider-Man 3 in dessen Fußstapfen. Das Kostüm ist vor allem dem technischen Look geschuldet. Im Film Spider-Man: No Way Home übernahm Dafoe erneut die Rolle.
In The Amazing Spider-Man 2: Rise of Electro wird er von Dane DeHaan als Harry dargestellt, wobei die Verwandlung zum Kobold durch das mit Harry inkompatible Spinnengift erfolgt, mit dem Peter zu Spider-Man wurde.

### Hate-Monger
Der Hate-Monger ist ein vom Wissenschaftler und Superschurken Arnim Zola geschaffener Klon von Adolf Hitler und ein Gegner der Fantastischen Vier. Er benutzte den Hate-Ray, eine spezielle, Hass erzeugende Strahlenwaffe, um Leute gegeneinander aufzuwiegeln und die Weltherrschaft erlangen zu können. Durch die Unterstützung von Nick Fury konnten die Helden ihn aufhalten, wobei er von ein paar seiner eigenen versehentlich mit dem Hate-Ray getroffenen Soldaten erschossen wurde. Es sind jedoch danach weitere Versionen des Hate-Mongers aufgetreten, unter anderem ein Android, der für den Schurken Psycho-Man arbeitete.

### Hobgoblin
Der skrupellose Mode-Designer Roderick Kingsley, als Hobgoblin zuerst in Amazing Spider-Man # 238, März 1983 erschienen, ist von dem Gedanken besessen, Superkräfte zu haben. Eines Tages findet er ein altes Versteck des Grünen Kobolds, angefüllt mit Waffen und Ausrüstung. Als Hobgoblin hält Kingsley Einzug in die kriminelle Szene New Yorks. Bald durchkreuzt Spider-Man seine Pläne, und als Hobgoblin gezwungen ist, direkt mit Spider-Man zu kämpfen, erweist sich, dass er kein ebenbürtiger Gegner für diesen ist, weil ihm das kräfteverstärkende „Kobold-Serum“ fehlt. Nur mit Mühe entkommt Kingsley. Nachdem Hobgoblin den Rest von Norman Osborns alten Tagebüchern findet, ist er in der Lage, das Serum herzustellen. Er benutzt den Kleinkriminellen Lefty Donovan als Versuchskaninchen und verbessert das Serum so lange, bis er den Teil, der Norman Osborn den Verstand kostete, entfernt hat. Nach einem Kampf zwischen dem Grünen Kobold und Hobgoblin, der unentschieden endet, zieht sich Kingsley in die Karibik zurück.
Andere Medien:
In der Zeichentrickserie New Spider-Man wurde der Hobgoblin, anders als in den Comics, vor dem Grünen Kobold eingeführt. Der Hobgoblin wird von Star-Wars-Darsteller und Joker-Sprecher Mark Hamill gesprochen. In der Serie endet er im Gefängnis.

### Hydro-Man
Während er als Besatzungsmitglied eines Frachters einen Testgenerator ins Meer ließ, wurde Morris Bench versehentlich von Spider-Man über Bord geworfen. Der enorme Energieausstoß des Generators in Verbindung mit Vulkangasen aus dem Meeresboden verwandelte Bench in eine lebende Flüssigkeit, wobei er trotzdem seine wahre Gestalt (als Morris Bench) annehmen kann. Bench gab Spider-Man die Schuld an seinem Schicksal und beschloss, sich eines Tages an ihm zu rächen (erfolglos). Er besitzt die Fähigkeit, seinen Körper oder nur Teile davon, zu verflüssigen. Er kann sich selbst mit Wasser vermischen um sich z. B. zu vergrößern. Außerdem kann er aus seinem Körper starke Wasserstrahlen abschießen. Hydro-Man erschien das erste Mal Januar 1981, in Amazing Spider-Man # 212. Einmal wurde Hydro-Man zufällig mit Sandman vermischt, gemeinsam wurden sie zu einer Schlamm-Kreatur.
Andere Medien:
In der Zeichentrickserie New Spider-Man war Hydro-Man ein obsessiver Stalker, der von Mary Jane besessen war und sie ständig verfolgte, wobei ihm seine Kräfte einen Vorteil gaben, da er so beispielsweise durch Wasserhähne reisen konnte. Hydro-Man starb am Ende zwar, wurde aber vom Wissenschaftler Miles Warren (dieser ist in den Comics besser als der Schakal bekannt) geklont. Da Mary Jane inzwischen vom Grünen Kobold getötet worden war, zwang er Warren, auch sie zu klonen. Die Klone erwiesen sich jedoch als instabil und lösten sich nach einiger Zeit wieder auf.

### Justin Hammer
Justin Hammer ist einer der Hauptgegner von Tony Stark alias Iron Man. Er war lange Zeit Starks größter Geschäftskonkurrent. Allerdings fehlt es ihm an Starks technischen Genie, was Hammer mit seiner Skrupellosigkeit wieder wettmacht. So zögert er nicht, Waffen an die UdSSR zu verkaufen oder an Terrororganisationen wie HYDRA. Seine Haupteinnahmequelle ist die Finanzierung von kriminellen Unternehmungen, wenn ein Krimineller, meistens Superschurken, in seine Dienste tritt, streicht Hammer die Hälfte des Geldes, die diese Unternehmung einbringt, ein. Der Superschurke erhält dafür im Austausch eine technische Aufrüstung seiner Ausrüstung. Im Falle einer Verhaftung übernimmt Hammer sogar die Kaution. Hammer versuchte mehrere Male, Stark zu töten. Vor allen Dingen war er an der Iron-Man-Rüstung interessiert, die er an den Meistbietenden verkaufen wollte. Seinen ersten Auftritt hatte Justin Hammer 1979 in Iron Man #120, seinen Tod fand er in Iron Man #4 im Jahr 2000.
Andere Medien:
Justin Hammer tauchte wiederholt in der Zeichentrickserie Der unbesiegbare Iron Man auf.
In Iron Man 2 wird er von Sam Rockwell gespielt.

### Kang der Eroberer
Kang der Eroberer (Original: Kang the Conqueror) ist Nathaniel Richards, ein entfernter Nachkomme in der Zukunft von Mr. Fantastic von den Fantastischen Vier. Kang war ursprünglich ein Zeitreisender, der aus der fernen Zukunft in das Alte Ägypten reiste und sich dort zum Pharao Rama-Tut aufschwang (in späteren Comics wird erwähnt, dass er den in dieser Zeit aufgewachsenen En Sabah Nur, besser bekannt als der unsterbliche Mutant Apocalypse, kontrollieren wollte bzw. im Krieg mit ihm lag). Nachdem die Fantastischen Vier ihn das erste Mal besiegt hatten, floh Rama-Tut/Kang durch die Zeit, wobei er unter anderem seinen möglichen Vorfahren Doctor Doom traf, den er zurück auf die Erde brachte, und nahm selbst vorübergehend die Identität des Scarlet Centurion an, von der er aber schnell wieder abließ. Als er im 40. Jahrhundert landete, einer Zeit, in der zahlreiche primitive Gruppen sich mit hochtechnologischen Waffen bekämpften, die sie selbst kaum verstanden, schuf er nach Doom’s Ebenbild einen Kampfanzug, unterwarf sich die verfeindeten Truppen und nannte sich nun Kang der Eroberer. Gemeinsam mit seinen Armeen eroberte er zunächst die Welt, dann baute Kang eine neue Zeitmaschine, um andere Jahrhunderte zu erobern.
Ein entscheidender Punkt in Kangs Leben ist der Tod von Prinzessin Ravonna Rennslayer. Kang wollte ihr Reich erobern, doch Ravonnas Vater weigerte sich, sich ihm zu ergeben. Da Kang sich in Ravonna verliebt hatte, wollte er nicht wie üblich den unbeugsamen Monarchen hinrichten. Damit zog er den Zorn seines Generals Baltag auf sich, der eine Rebellion gegen Kang anzettelte. Schließlich starb Ravonna durch einen für Kang bestimmten Schuss von Baltag. Mehrere Male versucht Kang seitdem neben seinen Eroberungen, Ravonna wiederzuerwecken oder eine Ravonna aus einer anderen Zeitlinie zu retten.
Später entdeckt Kang, dass durch die Einflüsse des Zeitstroms mehrere alternative Versionen seiner selbst entstanden sind, von denen sich später zwei zusammen mit dem originalen Kang im Council of Kangs zusammenfinden sollten. Nachdem der originale Kang auch die letzten beiden Mitglieder getötet hatte, traf er eine andere Version von Rama-Tut/Kang: Immortus, den Herrscher des extradimensionalen Reiches Limbo (Erstauftritt Avengers #10; November 1964). Immortus bringt Kang dazu, eine Kugel zu ergreifen, in der alle Erinnerungen aller Kangs gespeichert sind. Dies ist zu viel für Kang und er ist gezwungen, sich in zwei Kangs aufzuspalten, wobei einer davon dem Council of Cross-Time Kangs beitritt, einer Vereinigung interdimensionaler Kang-Nachahmer, bis sie alle vom weiblichen Mitglied Kang Nebula verraten werden, welche sich später als eine alternative Version von Kangs großer Liebe Ravonna namens Terminatrix entpuppt. In der Reihe Avengers Forever versucht Kang verbissen zu verhindern, zu Immortus zu werden, nachdem er erfahren hat, dass Immortus nur ein Diener der drei Zeithüter ist, in deren Auftrag er die Zeit überwacht, was für den unbeugsamen Kang als Zukunft unvorstellbar ist. Dieses eiserne Sträuben ist auch in Avengers Forever #12 der Grund, warum Kang und Immortus beim Versuch der Zeithüter, Kang in Immortus zu verwandeln, in zwei selbstständige Wesen aufspaltet. Richards trat als Rama-Tut das erste Mal in Fantastic Four # 19 (Oktober 1963), als Kang in Avengers # 8 (September 1964) auf.
In der mehrteiligen Comic-Reihe Kang the Conqueror (August – September 2021) begegnet Kang dem jungen Nathaniel Richards und nimmt sein jüngeres Ich als Schüler an, um ihm zukünftige Fehlschläge zu zeigen, damit dieser sie verhindert. Er zeigt ihm Ereignisse wie den Tod von Ravonna, schärft ihm dabei ein, niemals zu lieben, und schlägt ihn bei Widerspruch. Der noch gutherzige Nathaniel jedoch stiehlt die Rüstung seines zukünftigen Ichs und flieht vor ihm durch die Zeit mit dem Entschluss, Kangs Plan zunichtezumachen, indem er zwar wie von Kang geplant durch sein Vorwissen über zukünftige Ereignisse andere Entscheidungen treffen will, allerdings um ein Held und kein Schurke zu werden. Er durchlebt dabei die verschiedenen Stationen seines Lebens als Iron Lad, Rama-Tut und Kang und begegnet wiederholt in mehreren Epochen Reinkarnationen seiner zukünftigen Liebe Ravonna. Seine Reise entpuppt sich jedoch als eine Art Zeitschleife, auf der er trotz seiner guten Absichten keinen Einfluss auf den vorherbestimmten Lauf der Dinge hat (er kann den Tod von Ravonna nicht verhindern und hat deshalb ihre Reinkarnationen erschaffen) und er kehrt schließlich als Kang zur Ausgangsposition zurück, indem er dem jungen Nathaniel begegnet, den er genau wie Kang in seiner eigenen Vergangenheit über die Zukunft unterrichtet und brutal straft, bis Nathaniel mit seiner Rüstung flieht, während Kang eine versteckte Ersatzrüstung hervorholt und sich von seiner Vergangenheit lossagt.
Andere Medien:
In den Zeichentrickserie Die Avengers – Die mächtigsten Helden der Welt verlangt Kang der Eroberer die Auslieferung von Captain America, da er ihn als eine Anomalie ansieht und er durch eine falsche Entscheidung die Welt im kommenden Krieg zwischen den außerirdischen Invasoren der Kree und der Skrull in die Zerstörung führen würde. Um die Vernichtung der Welt und damit die Auslöschung seiner Geliebten Ravonna zu verhindern, will Kang die Erde erobern, damit sie unter seiner Herrschaft die beiden Völker besiegen kann. Nachdem die Avengers ihn besiegt haben, landet Kang in einem Spezialgefängnis in der Negativ-Zone, aus der ihn später der Rat der Kangs befreit, damit er die Avengers seiner Zeitlinie besiegt. Nachdem er sie in andere Zeiten verfrachtet hat, wird er jedoch von den New Avengers besiegt und verschwindet in seine Zeit.
In der Serie Loki (seit 2021) wird eine unspezifizierte Version Richards’ von Jonathan Majors verkörpert und nur als „Jener, der bleibt“ bezeichnet. Diese Version, die optisch und in Taten an Immortus erinnert, hat einst einen Krieg zwischen Kangs aus verschiedenen Universen, die jeweils das Multiversum erobern wollten, beendet und seine Zeitlinie isoliert. Um die Entstehung neuer Zeitlinien und damit alternativer Versionen von ihm selbst, die einen neuen Krieg um das Multiversum führen könnten, zu verhindern, hat er die Time Variance Authority („TVA“) gegründet, eine Spezialeinheit aus Zeitreisenden, die sogenannte Varianten (Zeitreisende, deren Taten eine neue, abweichende Zeitlinie erschaffen könnten), aufspürt und exekutiert. Den Mitgliedern ist weder die Existenz von Jenem der bleibt, noch ihr wahrer Zweck oder ihre wahre Herkunft (sie alle sind einer Gehirnwäsche unterzogene Varianten) bekannt. Schließlich wird „Jener, der bleibt“, von Silvie, einer Variante von Loki, die von der TVA gejagt wurde, getötet, wodurch wieder alternative Zeitlinien entstehen. Majors übernahm diese Rolle erneut im MCU-Film Ant-Man and the Wasp: Quantumania (2023).

### Kingpin
Wilson Fisk, zeitweise der größte Verbrecherboss von New York, ist als Kingpin Daredevils größter Feind. Ursprünglich eingeführt als Gegner von Spider-Man (in Amazing Spider-Man # 50 von Juli 1967), entwickelte er sich rasch zu einer Nemesis von Daredevil. Als Kingpins Markenzeichen dient seine massige, robuste Körpererscheinung, die allerdings täuscht: Kingpin ist ein gewandter Muskelberg, der sich täglich in unbewaffnetem Kampf und im Ringen übt.
Kingpin ist nach außen hin ein respektabler Geschäftsmann und versteht es, seine Verbindungen zur Unterwelt geschickt von seiner öffentlichen Fassade zu trennen. Selbst im Gefängnis ist er in der Lage, seinen kriminellen Machenschaften weiter nachzugehen. Kingpin ist mit einer Frau namens Vanessa verheiratet, vor der er lange Zeit versuchte, seine Verbrechen zu verheimlichen. Sein einziger Sohn Richard täuschte seinen Tod vor, wurde der Schemer und The Rose und bekämpfte rücksichtslos das Verbrecherimperium seines Vaters.
Andere Medien:
2003 tauchte Kingpin als Gegenspieler des Daredevil im gleichnamigen Kinofilm auf. Darin wird er von Michael Clarke Duncan verkörpert. Im Film ist sein Markenzeichen, dass er oder seine Handlanger eine rote Rose bei den Toten zurücklassen, eine mögliche Anspielung an einen seiner vielen Comic-Handlanger, The Rose (sein Sohn Richard).
In der Serie New Spider-Man ist Kingpin einer der Hauptgegner von Spider-Man und wird von Roscoe Lee Browne gesprochen.
In der Serie Marvel’s Daredevil (2015–2018) wird er von Vincent D’Onofrio gespielt und von Detlef Bierstedt synchronisiert. D’Onofrio übernahm die Rolle auch in der Serie Hawkeye aus dem Jahr 2021, der Miniserie Echo (2024) und der Serie Daredevil: Born Again. Detlef Bierstedt synchronisierte die Figur zum letzten Mal in Hawkeye, seitdem wird Kingpin von Christian Weygand gesprochen.
Im Animationsfilm Spider-Man: A New Universe ist Kingpin der Hauptantagonist und wird von Liev Schreiber bzw. im Deutschen von Erik Range gesprochen.

### Kraven the Hunter
Sergei Kravinoff, bekannt als Kraven the Hunter (dt.: Kraven der Jäger) ist ein russischer Großwildjäger, der es sich zum Lebensziel gemacht hat, Spider-Man zu erlegen. Kraven trägt ein exotisches Kostüm, welches aus Mustern von Löwen, Zebras und Stieren besteht.
Er verachtet Schusswaffen und bekämpft wilde Tiere am liebsten mit bloßen Händen. Um seine eigene beachtliche Körperstärke noch zu steigern, verwendet er in der Regel exotische Dschungeltränke und Drogen, die seine Leistungen maximieren. Kraven der Jäger gilt als einer von Spider-Mans wiederkehrenden Gegnern. Kraven ist der Halbbruder des Chamäleons, eines weiteren Gegners Spider-Mans. Kraven erschien das erste Mal in Amazing Spider-Man # 15 (August 1964). Seine letzten Auftritte hatte er über den Zeitraum von zwei Monaten in Web of Spider-Man # 31–32, Amazing Spider-Man # 293–294 und Spectacular Spider-Man # 131–132, auf Deutsch veröffentlicht in Spider-Man: Kravens letzte Jagd. In Rückblenden kehrt Kraven zurück in Spider-Man: Qualen.
Andere Medien:
Im 2024 veröffentlichten Solofilm übernahm Aaron Taylor-Johnson die Rolle.

### Leader
Der Leader (dt.: „Anführer“) ist neben General „Thunderbolt“ Ross einer der größten Gegner des Hulks. Er ist ein kriminelles, wahnsinniges Genie und versucht sowohl den Hulk zu töten, als auch dessen Kraft für seine Zwecke zu missbrauchen. Sein richtiger Name lautet Samuel Sterns. Sein erster Auftritt war in Tales to Astonish # 62 (Dezember 1964).
Andere Medien:
In der Comicverfilmung Der unglaubliche Hulk mit Edward Norton als Dr. Banner wird kurz die Entstehung des Leaders gezeigt.
Tim Blake Nelson der Samuel Sterns in Der unglaubliche Hulk darstellte kehrte in Captain America: Brave New World zurück.
In der deutschen Fassung der jüngsten Zeichentrickadaption der Serie Der unglaubliche Hulk wird der Leader das „Mega-Hirn“ genannt.

### Loki
Loki basiert lose auf dem gleichnamigen Gott Loki der nordischen Mythologie. Demnach ist Loki der Gott der Lügen und der Streiche und Thors Bruder (in den Mythen dagegen Odins Blutsbruder). Jahrelang war Loki in den Comics aufgrund seiner Bösewicht-üblichen Machtgier einer der mächtigsten Feinde Thors. Loki versuchte mehrmals, Thor und die Götter von Asgard zu vernichten und die Mächte des Bösen zu entfesseln. Anders als sein Vorbild besaß Loki in dieser Version keine kreativen oder wechselhaften Figurzüge und ähnelte somit dem christlichen Satan. Diese Charakterisierung wurde nach Lokis Tod und Wiedergeburt als Frau im Jahr 2004 zunächst beibehalten, ab der Storyline Siege (2010) nahm Loki jedoch moralisch weniger eindeutige Züge an: Wiedergeboren als Kind, widersetzte sich der junge Loki den finsteren Plänen seines alten Ichs. Er tritt gar den Young Avengers bei und kämpft zwar mit zweifelhaften Methoden, jedoch auf der Seite des Guten. Dabei befindet er sich im ständigen Kampf mit sich selbst und seiner guten („Kid Loki“) und bösen („Ikol“) Seite. In Weiterführung seiner charakterlichen Entwicklung wird Loki der Gott der Geschichten.
Trotz seiner immensen magischen Fähigkeiten kämpft Loki selten selbst, sondern agiert lieber im Hintergrund als Pläneschmied. Er ist zum großen Teil für die Gründung der Avengers (Thor, Iron Man, Wasp, Ant-Man und Hulk) verantwortlich, obwohl er genau diese Zusammenkunft verhindern wollte. Lokis erster Auftritt war in Venus # 6 (August 1949).
Andere Medien:
In den Filmen Thor, Marvel’s The Avengers, Thor – The Dark Kingdom, Thor: Tag der Entscheidung, Avengers: Infinity War, Avengers: Endgame sowie Ant-Man and the Wasp: Quantumania und in den Serien Loki sowie What If…? trat Loki auf. In diesen ist die Figur des Loki lediglich ein adoptierter Sohn des Odin, der eigentlich zum Volk der Eisriesen gehört. Die Rolle übernahm der britische Schauspieler Tom Hiddleston.

### Mandarin
Der Mandarin ist einer der ältesten und mächtigsten Erzfeinde von Iron Man. Er stammt aus einer alten und reichen chinesischen Familie, die angeblich von Dschingis Khan selbst abstammt. Durch die Kulturrevolution verlor die Familie ihren Reichtum. Besessen von dem Gedanken, die Macht seiner Familie wiederherzustellen, erforschte Mandarin alte Schriften, um hinter das Geheimnis von Dschingis Khans Macht zu kommen. Sein Weg führte ihn schließlich ins Tal der Geister; dort entdeckte er das Grab eines alten Mongolenfürsten. In diesem Grab fand er ein altes außerirdisches Schiff und darin zehn „magische Ringe“. Er studierte viele Jahre lang die Technologie des Schiffes und lernte, die Macht der Ringe zu nutzen, die aus einer speziellen Eigenschaft je Ring besteht (z. B. Hitze-Emission, Materie-Umgestaltung, Desintegrations-Strahlen etc.). Der Mandarin sieht sich selbst als Erbe des Dschingis Khan und will fortsetzen, was sein Vorfahr begann: Die Eroberung der Welt.
Andere Medien:
In Iron Man 3 wird der Mandarin durch Ben Kingsley verkörpert. Im Film ist der Mandarin anfangs anscheinend der Bösewicht, doch nachher stellt sich heraus, dass er eigentlich Trevor Slattery heißt und als Schauspieler den Mandarin nur spielen soll, um Ängste zu schüren und von dem eigentlichen Drahtzieher im Hintergrund abzulenken. Der Mandarin ist im Film „privat“ ein Müßiggänger und zeigt keinerlei Spezialkräfte.
Im Kurzfilm Der Mandarin wird gezeigt, dass es neben dem Trevor Slattery in Iron Man 3 noch einen weiteren Mandarin gibt, der Trevor gerne kennen lernen möchte. Diese Thematik wird im Film Shang-Chi and the Legend of the Ten Rings erneut aufgegriffen, in dem der echte Mandarin mit dem bürgerlichen Namen Xu Wenwu von Tony Leung Chiu Wai verkörpert wird. Jedoch weigert sich Wenwu, als der Mandarin tituliert zu werden; er empfindet diese Bezeichnung als rassistisch und klischeehaft. Durch die Macht der zehn Ringe ist Wenwu bereits über 1000 Jahre alt. Während er den Großteil seines Lebens ein Mensch war, der nach immer mehr Macht strebte, wird er während der Haupthandlung des Films als differenzierter Charakter dargestellt, der sich sogar für seinen Sohn Shang-Chi opfert.
Auch Trevor Slattery tritt in Shang-Chi and the Legend of the Ten Rings erneut auf, er wurde seit den Ereignissen von Der Mandarin von Wenwu gefangen gehalten und agiert nun als „Hofnarr“ für ihn.

### Mephisto
Mephisto, basierend auf der gleichnamigen Inkarnation des Teufels, ist der Herrscher der Hölle und der Erschaffer des Ghost Riders.
Mit Vorliebe sammelt Mephisto Seelen von Menschen, die er durch Verträge an sich bindet, um sie dann aus Vergnügen zu quälen. Besonders hat er es auf Seelen von guten oder gierigen Menschen abgesehen. Neben dem Silver Surfer und dem Ghost Rider ist Mephistos größter Feind sein eigener Sohn Blackheart. Seinen ersten Auftritt hatte Mephisto in Silver Surfer # 3 (Dezember 1968).
Andere Medien:
Im Film Ghost Rider wird Mephisto von dem US-Schauspieler Peter Fonda dargestellt.
In der Miniserie Ironheart, angesiedelt im MCU, übernahm erstmals der Komiker Sacha Baron Cohen die Rolle.

### Morbius
Michael Morbius, the Living Vampire ist einer von Spider-Mans tragischsten Feinden. Dr. Michael Morbius war ein berühmter aber schwerkranker Forscher, der sich auf Fledermäuse und Blutbehandlung spezialisiert hatte. Um sein Leben zu verlängern, führte er ein Selbstexperiment mit radioaktivem Vampirfledermausblut durch in der Hoffnung, damit seine seltene, tödliche Blutkrankheit zu heilen. Er mutierte allerdings zu einem „Pseudo-Vampir“, der nur dadurch überlebt, dass er sich von menschlichem Blut ernährt.
Morbius und Spider-Man haben sowohl gegeneinander als auch miteinander gekämpft. Einmal unterstützte Morbius Spider-Man sogar gegen Carnage. Sein erster Auftritt ist in Amazing Spider-Man # 101 (Oktober 1971).
Andere Medien:
Im Film Morbius (2022) übernahm Jared Leto die Rolle des Dr. Michael Morbius.

### Morlun
Morlun ist ein vampirartiger Mann, der Leute mit „Totemkräften“ – Superkräften, die ein Tiermotiv haben – jagt, allen voran Spider-Man. Er taucht zum ersten Mal in The Amazing Spider-Man # 30 (Juni 2001) auf, wo er Spider-Man verfolgt, als dieser im geheimnisvollen Ezekiel, einem älteren Milliardär, der ebenfalls Spinnenkräfte besitzt, einen Mentor findet. Spider-Man schlägt Ezekiels Angebot, ihn in einem Bunker zu verstecken, aus und stellt sich seinem Gegner, der sich aber als überlegen erweist. Als er Ezekiel um Hilfe bittet, erklärt ihm dieser, dass er ihm nicht mehr helfen könne. Hat Morlun ein Opfer einmal berührt, kann er es jederzeit wieder aufspüren. Nachdem Morlun Ezekiel scheinbar getötet hat, gelingt es Spider-Man schließlich, sich mit Radioaktivität aufzuladen, da die Spinne, die gebissen hatte, radioaktiv war und er somit nicht so „rein“ ist, wie Morlun dachte. Während er jedoch schließlich zögert, Morlun zu töten, wird dieser plötzlich von seinem Diener Dex erschossen, der Morlun nicht mehr ertragen kann.
Später stellt sich jedoch heraus, dass Morlun noch am Leben ist. Im Comic-Event „Spider-Verse“, in dem Morlun mit seinen Verwandten Jagd auf Spider-Man und dessen Versionen aus alternativen Realitäten macht, wird seine Hintergrundgeschichte erläutert: Er ist Teil einer Familie von Vampiren, die durch die Dimensionen reisen, um sich von dortigen Wesen mit Spinnenkräften zu ernähren. Zusammen mit seiner Familie sucht Morlun nach drei bestimmten Personen, die er den Totems Spross, Braut und Das Andere zuordnet. Der Spross ist das Kind eines alternativen Peter Parkers, das Morlun und seine Verwandten rituell opfern wollen, um alle „Spinnen“ zu töten. Schließlich gelingt es Spider-Man und seinen anderen Ichs, die Vampire auf einer radioaktiven Welt auszusetzen, in der es kein menschliches Leben mehr gibt und wo sie sich von Insekten ernähren müssen.

### Mysterio
Mysterio ist einer der Hauptwidersacher von Spider-Man und hatte seinen ersten Auftritt bereits in der 2. Ausgabe von Amazing Spider-Man Mai 1963, in einem Retcon als Außerirdischer. In Amazing Spider-Man #13 von Juni 1964 kommt er erstmals unter dem Namen Mysterio vor. Mysterio heißt mit bürgerlichem Namen Quentin Beck und ist von Beruf Stuntman und Entwickler von Spezialeffekten für Filme. Durch seine beruflichen Tätigkeiten ist Mysterio ein Experte im Bereich der Illusionen, Hologramme, Hypnose und Chemie; entgegen seiner Selbstdarstellung besitzt Quentin Beck keine übernatürlichen Fähigkeiten. Mysterio trägt neben einem grünen Kampfanzug einen Helm aus Plexiglas, der mit einem holografischen Projektor ausgestattet ist. Außerdem steht ihm eine Reihe von anderen technischen Gimmicks zur Verfügung.
In einer von Kevin Smith geschriebenen Geschichte der ersten Marvel Knight-Reihe erkrankt Mysterio an einem Gehirntumor und an Leberkrebs. Beide Krankheiten wurden durch das Tragen seiner Ausrüstung und besonders durch den für seine Auftritte genutzten Nebel ausgelöst. Mysterio plante daraufhin seine finale Rache gegen Spider-Man. Als er jedoch entdeckte, dass der gegenwärtige Spider-Man ein Klon ist, verwirft er seinen Plan und beschließt stattdessen gegen Daredevil anzutreten, mit dem er kurz zuvor zusammengestoßen war. Hierbei bedient er sich sowohl der Dienste Kingpins als auch der Bullseyes, die beide zu den Erzfeinden Daredevils zählen. Als Mysterios Versuch scheitert, nimmt er sich in Daredevil vol.II # 7 (Mai 1999) das Leben.
In späteren Comics tritt Mysterio erneut auf. Dieser Mysterio aus Spider-Man: The Mysterio Manifesto ist Daniel Berkhart, ein alter Freund von Quentin Beck.
Andere Medien:
2019 übernahm Jake Gyllenhaal die Rolle des Quentin Beck alias Mysterio in Spider-Man: Far From Home.

### M.O.D.O.K.
George Tarleton war Techniker bei der Verbrecherorganisation A.I.M. Für einen Vorgesetzten führte er Experimente zur Steigerung der Gehirnleistung durch. Eines Tages wurde er dabei selber zum Versuchsobjekt, bei dem man Tarleton in ein Superhirn verwandeln wollte. Doch was sie erschufen, konnte A.I.M. nicht mehr kontrollieren. Mit seinen geistig unfassbaren Kräften zwang er seine Vorgesetzten in die Knie und brachte die gesamte Organisation unter seine Kontrolle. Aus George Tarleton wurde M.O.D.O.K. (Abkürzung für „Mechanized Organism Designed Only for Killing“, zu deutsch: „Mechanischer Organismus, nur zum Töten entwickelt“) Neben seinen geistigen Fähigkeiten besitzt er einen schwebenden Stuhl, den er ständig aufrüsten lässt, von Raketenwerfern bis hin zu Laserkanonen. M.O.D.O.K.s Größenwahn brachte ihn in Konflikt mit Helden wie Captain America, Iron Man, dem Hulk und S.H.I.E.L.D.
Andere Medien:
In vielen Computerspielen und Zeichentrickserien gehört M.O.D.O.K. zu Gegnern der Helden.
In der Zeichentrickserie Iron Man aus den 90er Jahren, gehört M.O.D.O.K. zu Iron Mans Hauptgegnern. Allerdings gehört er nicht zu A.I.M., obwohl diese auch in der Serie vorkommen. Stattdessen ist er dort die rechte Hand des Mandarins.
Die Serie Marvel’s M.O.D.O.K. handelt von M.O.D.O.K. und seiner Familie.
Im Spielfilm Ant-Man and the Wasp: Quantumania ist er die rechte Hand von Kang, dem Eroberer und wird gespielt von Corey Stoll.

### Der Punkt
Der Punkt (Original: Spot) ist Dr. Jonathan Ohnn, ein Wissenschaftler im Dienste des Kingpin. Er erhielt von diesem den Auftrag, ein Duplikat des Superhelden Cloak zu schaffen, und erschuf während seiner Experimente unbeabsichtigt ein schwarzes Loch, durch das er stieg und somit in eine andere Dimension überging. Als Ohnn die Dimension (einen weißen Raum mit schwarzen Punkten) wieder verließ, war der Punkt geboren. Der Punkt ist ein Wesen, das mit Dutzenden schwarzen Punkten oder Dimensionslöchern versehen ist, und besitzt die Fähigkeit, diese von seinem Körper zu lösen und an anderen Stellen zu platzieren. Ihm ist es also möglich, sich entweder vollständig in ein Loch zu begeben und durch eine Reise durch die Dimensionen wieder aus einem anderen hervorzutreten, sich also quasi zu teleportieren oder auch nur Körperteile wie Arme oder Beine durch die Löcher zu transferieren, so dass er beispielsweise die Möglichkeit hat, einen Gegner, den mehrere seiner Löcher umgeben, aus diesen Löchern heraus gleichzeitig anzugreifen. Der Punkt besitzt darüber hinaus die Kraft, sich wieder in sein eigenes Ich zurückzuverwandeln, und hält dadurch seine zweite Identität vor seinem „Chef“ Kingpin geheim. Der Punkt tritt erstmals in Spectacular Spider-Man # 97, Dezember 1984, auf.

### Red Hulk
Der Red Hulk oder auch Rulk ist die lange geheim gehaltene Identität von Bruce Banners langjähriger Nemesis General Thaddeus „Thunderbolt“ E. Ross. Er wurde von General Ross unter Mithilfe verschiedener prominenter Wissenschaftler – unter ihnen Doc Samson und Leader – im Rahmen eines Programmes zur Erschaffung von „Supersoldaten“ geschaffen. Seine Fähigkeiten entsprechen im Wesentlichen denen des Grünen/Savage Hulk, mit dem wesentlichen Unterschied, dass er bei weiterer Verärgerung nicht stärker wird, dafür aber enorme Hitze abstrahlt und eine durchschnittliche Intelligenz, gepaart mit einem militärisch geschulten Denken, beibehält. Seinen ersten Auftritt hatte der Red Hulk 2008 in der vierten Hulk-Serie Hulk vol.IV, # 1.
Andere Medien:
In Captain America: Brave New World wird Thaddeus Ross / Red Hulk vom Schauspieler Harrison Ford verkörpert. Er ersetzte William Hurt, welcher das bürgerliche Alter Ego bis zu seinem Tod in fünf MCU-Projekten spielte. Während der Präsidentschaft von Ross stellt sich heraus, dass er aufgrund von Herzversagen normal sterben würde und in der Vergangenheit von Samuel Sterns Pillen mit Gammastrahlung herstellen ließ, um sein Leben zu retten. Sterns rächt sich allerdings an Ross, da er ihn entgegen seines vorherigen Versprechens nicht freigelassen hatte und setzt im Verlauf die Gammastrahlung frei. Vor dem Weißen Haus führt ein Wutanfall schließlich dazu, dass Ross sich in den Red Hulk verwandelt. Wenig später gelingt es aber Ross, durch Erinnerungen an seine Tochter Betty zu seiner menschlichen Form zurückzufinden und lässt sich freiwillig ins Raft einsperren. Dort wird er von Captain America und Betty besucht.

### Red Skull

#### Red Skull (I) (Johann Schmidt)
Der originale Red Skull heißt mit bürgerlichem Namen Johann Schmidt und war ein Agent der Nazis im Dritten Reich. Er war Adolf Hitler persönlich unterstellt und ist ein Erzfeind Captain Americas.
Wie Captain America hat Schmidt den Zweiten Weltkrieg überlebt. Der ehemalige, skrupellose Nazi-Befehlshaber, dessen Bekämpfung der eigentliche Grund für die „Geburt“ Captain Americas gewesen war, strebt noch immer nach der Weltherrschaft. Er ist ein hochintelligenter, manipulativer und gewissenloser Taktiker, der meist im Hintergrund agiert und einflussreiche Freunde in aller Welt hat. Anfangs trug er eine rote Totenkopfmaske, daher sein Name Red Skull (dt. „roter (Totenkopf-)Schädel“). Später wurde Red Skulls Gesicht jedoch bei einem Kampf mit Captain America durch den von ihm selbst entwickelten „Todesstaub“ zu einem tatsächlichen „Totenschädel“ entstellt. Aufgrund seiner NS-Vergangenheit weigern sich viele Superschurken, mit Red Skull zusammenzuarbeiten, einzige Ausnahmen bilden Schurken ähnlicher Vergangenheit wie Strucker, Zemo, oder Arnim Zola.
Andere Medien:
Im Film Captain America – The First Avenger wird Red Skull vom Schauspieler Hugo Weaving verkörpert. In den Filmen Avengers: Infinity War und Avengers: Endgame wird er durch Ross Marquand dargestellt, der ihn auch in What If…? spricht.

#### Red Skull (II) (Albert Malik)
Der zweite Red Skull war Albert Malik. Als Agent der kommunistischen UdSSR der 1950er Jahre nahm Albert Malik die Identität des original Red Skulls an und geriet mehrfach mit einem Nachfolger Captain Americas aneinander.
Jahre später war Malik für den Tod der US-Agenten Richard und Mary Parker (Eltern von Peter Parker alias Spider-Man) verantwortlich. Malik stellte sie als Verräter hin, aber Spider-Man konnte ihre Unschuld beweisen.
Scourge of the Underworld brachte unter Anleitung Johann Schmidts Malik um – Schmidt hasste Malik, weil dieser seine Identität gestohlen hatte.

### Rhino
Rhino zählt zu den stärksten, wie auch zu den dümmlichsten Gegnern von Spider-Man und erschien erstmals in Amazing Spider-Man #41 (Oktober 1966). Sein bürgerlicher Name lautet Aleksei Mikhailovich Sytsevich. Er kam als russischer Immigrant in die USA. Er meldete sich freiwillig für ein Experiment, bei dem seine Haut mit einem superstarken Polymer beschichtet und gehärtet wurde und eine Zunahme an Stärke und Geschwindigkeit gewährleistete. Seine enorme Stärke ist allerdings antiproportional zu seinem Verstand.
Andere Medien:
Rhino taucht auch in The Amazing Spider-Man 2: Rise of Electro auf, wo er von Paul Giamatti dargestellt wird. In Kraven the Hunter wird Rhino von Alessandro Nivola dargestellt.

### Sandman
Sandman, William Baker, auch bekannt als Flint Marko, ist einer der wiederkehrenden Gegner Spider-Mans. Er hatte sein Debüt in Amazing Spider-Man # 4 im Jahre 1963. Als William Baker aus dem Gefängnis ausgebrochen war, suchte er in einer Militärbasis am Strand Unterschlupf. Als ein Nuklearreaktor explodierte, wurde er ohne jeglichen Schutz verstrahlt; als er wieder zu sich kam, musste er feststellen, dass sich sein Körper drastisch verändert hatte. Der Sandman besitzt übermenschliche Kräfte und kann seinen gesamten Körper in Sand verwandeln. Durch diese Fähigkeit kann er praktisch jede Schlagwaffe aus seinem Arm formen und seine Dichte so erhöhen, dass er physischem Schaden ohne weiteres entgeht. Die einzige Schwäche, die er hat, ist Wasser.
Er trat den Furchtbaren Vier bei, um gegen die Fantastischen Vier zu kämpfen, und war später auch ein Mitglied der Sinister Six, deren erklärtes Ziel es war, Spider-Man zu vernichten. Nicht zuletzt durch die Freundschaft zu Ben Grimm (Das Ding von den Fantastischen Vier) rehabilitierte sich Sandman und trat sogar den Avengers bei. Mittlerweile ist er wieder zu seinem kriminellen Leben zurückgekehrt.
Andere Medien:
Der Sandman wird im Film Spider-Man 3 zu Spider-Mans Gegenspieler. Verkörpert wird er von dem amerikanischen Schauspieler Thomas Haden Church. In der Filmversion wird er auch in Verbindung gebracht mit der Ermordung von Peters Onkel Ben. Im Film heißt er wie seine Zweitidentität in den Comics, Flint Marko. In Spider-Man: No Way Home tritt er erneut in Erscheinung, abermals verkörpert von Church.

### Silvermane
Silvermane (deutsch Silbermähne) war ein Killer, der im hohen Alter verstarb, jedoch vom Kingpin als Cyborg wiederbelebt wurde um Dagger zu holen, die das Licht verkörperte. Mit diesem Licht wollte der Kingpin seine sterbende Frau Vanessa retten (was ein wenig auf Mr. Freeze angespielt sein könnte). Silvermane gierte selbst nach dem Licht von Dagger und geriet außer Kontrolle, als sein Chef mithilfe von Agent Antwort Dagger selbst entführte. Silvermane erlangte das angestrebte Licht, erhielt seine Persönlichkeit zurück und floh. Dagger erwachte zum Leben, versagte dem Kingpin aber den Wunsch, seine Frau zu heilen. Silvermane selbst gründete eine eigene Verbrecherorganisation und wurde ein Konkurrent des Kingpin.
Andere Medien:
In der Zeichentrickserie New Spider-Man war Silvermane ein alter Mann und Mitbestimmer in Kingpins Organisation. In der Folge Die Tafel der ewigen Jugend – Teil 2 wollte er sich verjüngen, wurde aber ein Baby und konnte in der Folge Das Bündnis durch die DNS des Geiers zurückverwandelt werden.

### Der Skorpion
Einst ein eher erfolgloser Privatdetektiv namens Mac Gargan, den J. Jonah Jameson engagiert hat, um die Verbindung zwischen Peter Parker und Spider-Man herauszufinden, wird er schon nach kurzer Zeit zum Superschurken. Dr. Farley Stillwell bestrahlt ihn auf Befehl von Jonah Jameson mit Skorpion-DNS und radioaktiver Strahlung. Dadurch bekommt er übermenschliche Kräfte. Schon als bloßer Mensch war er skrupellos und gierig, und durch seine Mutation wurde er noch dazu psychotisch und sehr leicht reizbar. Schließlich wendet er sich gegen Jameson, der ihn zu dem gemacht hat was er ist, und wird ein Superschurke und Gegner von Spider-Man. Zeitweilig schließt er sich den Sinister Six an, kann aber nicht gut mit anderen Superschurken zusammenarbeiten. Er ist in Bezug auf seine Superkräfte zwar stärker als Spider-Man, aber nicht so schnell und wendig wie er, und zudem sehr impulsiv und nicht gerade intelligent. Spider-Man kann ihn fast jedes Mal besiegen, wenn sie aufeinandertreffen, meist, indem er ihn provoziert und überlistet, oder sich seine Schnelligkeit zunutze macht. Der Skorpion trägt ein grünes Kostüm, welches auch einen mechanischen Schwanz hat, den der Skorpion mental steuern kann. Aus diesem kann er Säure spucken und eine seitliche Klinge ausfahren.
Andere Medien:
In Spider-Man: Homecoming wird Mac Gargan, der allerdings keine Superkräfte hat, von Michael Mando gespielt.

### Spider-Carnage
Spider-Carnage ist eine Figur aus einer alternativen Dimension. Er taucht unter anderem in den letzten beiden Folgen von New Spider-Man auf.
Entstehung
Peter Parker hatte es nicht leicht, nach dem Tod seines Onkels starb auch seine Tante. Dann fiel er mitsamt Spinnenkräften in die Hände von Miles Warren, ein Experte in Sachen Genetik. Er klonte Peter. Klon und Original flohen, ohne zu wissen wer der Klon und wer das Original war. Einer der beiden hielt sich für den Klon, färbte sein Haar blond und nannte sich dann Ben Reily, aus dem Vornamen seines Onkels und dem Nachnamen seiner Tante. Er wurde zur Scharlachroten Spinne (original: Scarlet Spider), was den anderen Peter furchtbar wütend machte. Der nächste Hammer kam von Dr. Connors, der herausgefunden hatte, dass sehr wahrscheinlich Reily das Original war. Daraufhin wurde Peter verrückt. Später wollte Scarlet Spider den Kingpin wieder mal an einem Verbrechen hindern. Der Verbrecherboss hatte einen Interdimensionsgleiter entwickelt, der ihn unbesiegbar gemacht hätte. Dann tauchte Peter auf und griff Ben an. Plötzlich erschien der Carnage-Symbiont aus irgendeiner anderen Dimension. Er verband sich mit Peter und raubte diesem das letzte bisschen Verstand.
Es ist unbekannt, ob es sich um den Carnage-Symbionten des Classic Spider-Man handelt, der ja in einer New-Spider-Man-Folge in die Dimension des Wesen Dormammu geschickt wird, zusammen mit Venom (der aber unbeabsichtigt mit ging, er beschützte seine Große Liebe, siehe die New Spider-Man Folge Carnage, auch bekannt als Die Venom Saga 05).
New Spider-Man
Spider-Carnage wollte alle Dimensionen vernichten und verbündete sich mit dem Kingpin. Er ließ diesen im Glauben, dass er an einer Gedankenkontrolle arbeitet, um an die Weltherrschaft zu kommen. Allerdings hatte er Rechnung ohne den „Jenseitigen“ und Madame Webb gemacht. Diese hatten Scarlet Spider geholfen, den klassischen Spidey, Octo Spidey, Six Armed Spidey, einen kraftlosen Spidey und Armored Spider-Man aus anderen Realitäten zu mobilisieren. Spider-Carnage musste fliehen.
Er floh in Armored Spideys Welt, aber nur einer der anderen Spider-Men konnte ihm folgen. Classic Spider-Man folgte Spider-Carnage, der sich wieder mit dem Kingpin verbündet hatte. Die beiden nahmen Spider-Man gefangen und gingen dann zu einem Fest zu Ehren von Armored Spidey. Gwen, die Verlobte von diesem, befreite Spider-Man aber, da sie bemerkt hatte wie verrückt ihr „Verlobter“ war. Gwen und Spidey konnten Spider-Carnage besiegen, aber Kingpin verhinderte die Trennung des Symbionten von Peter durch Gwen und ihrem Ultraschallwerfer. Spider-Carnage entführte Gwen und offenbarte, dass er nun ohne die Ressourcen des Kingpins jede Dimension einzeln zerstören muss. Spider-Man erkennt, dass er Spider-Carnage nicht im Kampf besiegen kann, und sucht nach Onkel Ben. Dieser kann Spider-Carnage zur Vernunft bringen. Der Symbiont ist aber so mächtig, dass Peter ihn nicht von sich trennen kann, und vernichtet sich mit der umgebauten „Dimensionszerstörungsmaschine“ selbst.
Kräfte
Er besitzt alle Kräfte von Spider-Man und Carnage und kann seinen Symbionten Suit wie den normalen Spidersuit aussehen lassen. Wie alle Symbionten wird er nicht von Spider-Mans Spinnensinn wahrgenommen.

### Taskmaster
Anthony „Tony“ Masters besitzt „fotografische Reflexe“ (ähnlich einem fotografischen Gedächtnis), die es ihm ermöglichen, sich an jede Bewegung, die er jemals gesehen hat, zu erinnern und diese selber auszuführen. Diese Fähigkeit verschaffte ihm einen Job als S.H.I.E.L.D.-Agent, wo er sich eines Tages eine Version des Supersoldatenserums verabreichte. Dies verbesserte zwar seine Kräfte, sorgte aber gleichzeitig dafür, dass durch die Aneignung neuer Fähigkeiten seine Erinnerungen überschrieben wurden. Dadurch vergaß er allmählich seine Identität und Arbeit bei S.H.I.E.L.D., was zu einem Moralwandel führte. Er beging einige Raubzüge und gründete schließlich eine Akademie, in der er als Taskmaster vorwiegend Kriminellen das Kämpfen beibrachte. Nachdem diese von den Avengers aufgelöst worden war, wandte er sich der Arbeit als Söldner und Auftragskiller zu, wobei eine gute Bezahlung stets seine oberste Priorität ist. Beispiele der von ihm kopierten Fähigkeiten sind der Kampf mit dem Schild von Captain America, der Schwertkampf von Black Knight und das Bogenschießen von Hawkeye. Das erste Mal erschien er 1980 in The Avengers #180, 2002 erhielt er zudem eine eigene, auf vier Ausgaben limitierte Serie.
Andere Medien:
In Black Widow und Thunderbolts* wird eine weibliche Version des Taskmaster von Olga Kurylenko verkörpert.

### Thanos
Thanos ist ein bösartiger, unsterblicher Krieger, der erstmals in einer zusammengefassten Story in Iron Man #55 (Februar 1973), Captain Marvel vol.1 #25–33 (1972–1974), Daredevil vol.1 #107 (1974) und Avengers vol.1 #125 (1974) auftritt. Er ist der Abkomme eines irdischen Eternals und einer humanoiden Alienfrau, der letzten Überlebenden einer Kolonie auf dem Saturnmond Titan, besitzt aber dominante Deviantengene (siehe Skrulls für eine Erläuterung der Begriffe Devianten und Eternals). Thanos hat sich in den Tod verliebt (im Marvel-Universum wird der Tod oftmals als weibliche Entität dargestellt) und versucht in seinem Wahnsinn, ihr Herz zu gewinnen, indem er das Universum zu zerstören versucht. Oftmals ist er deswegen mit den Helden der Erde aneinandergeraten. Sein Bruder Eros, ein Vollblut-Eternal, wurde als Starfox ein Mitglied der Avengers.
Andere Medien:
Thanos taucht im Abspann von Marvel’s The Avengers auf und wird dabei von Damion Poitier gespielt. In Guardians of the Galaxy, dem Abspann von Avengers: Age of Ultron, Avengers: Infinity War und Avengers: Endgame wird Thanos hingegen von Josh Brolin dargestellt, der die Rolle auch in der Animationsserie What If…? sprach.

### Tombstone
Tombstone (dt. „Grabstein“) ist ein Gegner von Spider-Man. Lonnie Lincoln war der einzige Albino in Harlem und begann, andere Kinder zu verprügeln und auszurauben. Als er erwachsen war, arbeitete Lincoln für das Verbrechersyndikat. Als er in deren Auftrag in eine Chemiefabrik einbrach, kam es zu einem Unfall, bei dem seine Haut steinhart wurde. Sie ist derart stark, dass Spider-Man sich die Hand brach, als er Tombstone zum ersten Mal schlug. Tombstone steht häufig im Dienst des Kingpin.
Andere Medien:
Tombstone taucht in der Serie The Amazing Spider-Man auf, wo er jedoch nicht für Kingpin, sondern für dessen Rivalen Silvermane arbeitet. In der Folge Die Rückkehr des Tombstone stellt er sich als ein Bekannter Joe Robertsons aus Kindertagen heraus. Hier war er allerdings vor der Verwandlung kein Albino, sondern Afro-Amerikaner. Als er später beinahe wieder in ein Chemiebecken (offenbar mit derselben Mixtur) fällt, aber von Spider-Man gerettet wird, sagt dieser als Anspielung auf den Joker: „Vielleicht werden deine Haare diesmal grün.“ Er taucht auch in der Serie Spectacular Spider-Man auf, wo er mit einem anderen Gegner Spider-Mans, dem Big Man, identisch ist (im Comic ist der Big Man der Daily-Bugle-Angestellte Frederick Foswell). Er wird allerdings im Verlauf der Serie vom Grünen Kobold gestürzt, der nun seinerseits zum größten Verbrecherboss der Stadt wird.

### Ultron
Ultron wurde von Dr. Hank Pym entwickelt, um einen Meilenstein in Sachen künstlicher Intelligenz zu schaffen. Doch etwas ging bei seiner Programmierung schief und er entwickelte einen Gotteskomplex sowie einen großen Hass auf seine Schöpfer und die Menschheit. Unter dem Decknamen Crimson Cowl gründete Ultron die ersten „Masters of Evil“ und hetzte sie gegen die Avengers. Er ist der Erzfeind der Avengers. Ultron hatte seinen ersten Auftritt in Avengers #54/55 im Jahre 1968.
Andere Medien:
Ultron ist in Avengers: Age of Ultron zu sehen, gespielt von James Spader. Im Film wurde Ultron von Tony Stark und Bruce Banner erschaffen. In der Animationsserie What If…? übernahm Ross Marquand die Synchronisation.

### Venom
Venom (richtiger Name Eddie Brock) ist ein Erzfeind Spider-Mans und gilt in manchen seiner Versionen als Spider-Mans gefährlichster Gegner. Venom ist die Verbindung des Reporters Eddie Brock und eines außerirdischen Symbionten. Er wirkt wie eine größere, stärkere Version von Spider-Man in seinem schwarzen Kostüm. Spider-Man hatte den Symbionten ursprünglich von Battleworld, der Welt des Beyonder, als vermeintliches Kleidungsstück mitgebracht und erst später gemerkt, dass der Anzug Intelligenz besitzt, sich von der Lebensenergie seines Wirts ernährt und mit ihm verschmelzen wollte, um das Adrenalin, das Spider-Man bei Benutzung seiner Superkräfte freisetzt, als Nahrung aufzunehmen.
Nachdem Spider-Man den Symbionten, seine Schwäche gegenüber Schallwellen ausnutzend, über einem Glockenturm scheinbar besiegt hatte, verschmolz der Symbiont mit dem erfolglosen Fotoreporter Eddie Brock zu Venom. Da nicht nur der Symbiont einen Antagonismus gegenüber Spider-Man, sondern auch Eddie Brock einen Groll gegen Peter Parker hegt, ist es Venoms höchstes Ziel, sich an Spider-Man zu rächen. Im Gegensatz dazu versucht er, die Unschuldigen zu beschützen, denn er sieht sich selbst als einen Unschuldigen, der sowohl durch Peter Parker (der ihn den Job kostete und sein Leben ruinierte) als auch durch Spider-Man (der den Symbionten ablehnte und seinerseits zu töten versuchte) geschädigt wurde. Allerdings schließt das nicht aus, dass er zum Beispiel der Superschurken-Gruppierung Sinister Six beitritt.
Der Symbiont ist schwarz bis auf ein weißes Spinnensymbol und zwei Markierungen am „Kopf“, die Augen ähneln; er verstärkt die Kraft seines Trägers, kann begrenzt Tentakel bilden, Netze verschießen, ermöglicht es dem Träger, an Wänden zu haften, kann die Form von Kleidung nachahmen und den Träger beinahe perfekt tarnen. Zudem ist er für Spider-Mans Spinnensinn nicht wahrnehmbar. Er reagiert empfindlich auf Feuer, Strom und Schall, eine Schwäche seiner Symbionten-Rasse. Ebenfalls aus dem Symbionten entstanden die Abkömmlinge Carnage, Toxin und Scorn, neben anderen. Der außerirdische Symbiont erschien zum ersten Mal in Amazing Spider-Man # 252 im Mai 1984 (als bloßes neues, schwarzes Kostüm), in Marvel Super Heroes Secret Wars # 8 im Dezember 1984 (als außerirdischer Symbiont) und in Amazing Spider-Man # 298 von März 1988 zum ersten Mal als Venom.
Obwohl zumeist erbitterte Feinde, haben sich Venom und Spider-Man mehrfach verbündet, um gegen die Bedrohung durch Carnage oder andere Gefahren anzutreten. Später wird Eddie Brock des Symbionten und damit Venoms überdrüssig und verkauft den Symbionten im Internet an Mac Gargan, den Skorpion, einem weiteren wiederkehrenden Spider-Man-Gegner. Dieser neue, inzwischen dritte Venom erschien zum ersten Mal in Marvel Knights Spider-Man # 10 (März 2005).
Aktuell ist Peters ehemaliger Schulfeind Flash Thompson mit einem Symbionten verbunden, nachdem er im Irak beide Beine verloren hatte. Als Agent Venom ist er Mitglied des Antiheldenteams der Thunderbolts sowie zeitweise der Guardians of the Galaxy.
Um das Jahr 2014 herum wurden diverse neue Symbionten eingeführt sowie weitere Details veröffentlicht. So ist zum Beispiel die Spezies der Symbionten ursprünglich friedliebend, jedoch hat der erste bekannte Symbiont (jener von Battleworld) durch den Kontakt mit Deadpool aufgrund dessen gestörter Psyche den Verstand verloren, weshalb er sich seitdem ähnlich negativ verhält. Zudem wurde enthüllt, dass sämtliche Symbionten eine Schwäche für Schokolade haben.
Andere Medien:
Venom ist einer der Antagonisten in Sam Raimis Spider-Man 3. Gespielt wird er vom US-amerikanischen Schauspieler Topher Grace. Der Name „Venom“ fällt kein einziges Mal im Film; die Presse im Film nennt ihn offiziell „Black Spider-Man“.
Im Solo-Film Venom und dessen Fortsetzungen Venom: Let There Be Carnage und Venom: The Last Dance sowie in einer Mid-Credit-Szene im Film Spider-Man: No Way Home übernahm Tom Hardy die Rolle.

### Whiplash
Whiplash (deutsch: „Peitschenschlag“) ist der Name für mehrere Superschurken, die als Hauptwaffe ein Paar hochtechnisierter Peitschen einsetzen. Der erste Whiplash war ein ehemaliger Elektroingenieur namens Mark Scalotti, der sich mit den von ihm erfundenen Peitschen einem Verbrecherleben zuwandte und einer von Iron Mans Erzfeinden wurde (Tales of Suspense #97, 1968). Neben einem jungen russischen Wissenschaftler namens Anton Vanko (Iron Man vs. Whiplash, 2010) nahmen auch einige weibliche Kandidaten die Identität von Whiplash an: Leann Foreman (Marvel Comics Presents #49, 1990) und zwei nicht identifizierte Frauen (Thunderbolts #104, 2006 und The Astonishing Antman #5, 2016).
Andere Medien:
Im 2010 erschienenen Film Iron Man 2 erscheint der von Mickey Rourke gespielte Ivan Vanko, der Sohn von Anton Vanko, als eine Figurenfusion aus Whiplash und Crimson Dynamo, einem russischen Kampfanzugsoldaten und weiteren Feind Iron Mans.

### Wizard
Hinter dem Wizard (englisch für „Zauberer“) steckt der hochintelligente Erfinder Bentley Wittman. Intellektuell unterfordert begann er eine Karriere als Schachspieler und später Bühnenmagier, wodurch er sein Pseudonym erhielt. Als ihm die neu gebildeten Fantastischen Vier durch ihre Heldentaten mehr und mehr die Aufmerksamkeit stahlen, erwuchs der Neid in ihm und er erkor sich das Superheldenteam, insbesondere deren gefeiertes jüngstes Mitglied, die menschliche Fackel, als seine Erzfeinde aus. In der Folge gelang es ihm mehrmals, die menschliche Fackel zu fangen und ihr mehrere Verbrechen anzuhängen, die jedoch stets aufgelöst wurden. Wittman gründete schließlich die Furchtbaren Vier (Original: Frightful Four), das Schurken-Pendant zu den Fantastischen Vier, bestehend aus dem Trapster, Medusa und Sandman. Dank seines Erfindergeistes konnte er die Fantastischen Vier stets mit technologisch hoch entwickelten Waffen bekämpfen, wie den „Antischwerkraftscheiben“ und den „Wunderhandschuhen“. Letztere verschaffen dem Wizard extreme Stärke und sind in der Lage, Energiestöße abzufeuern. Entgegen seinem Namen verfügt er jedoch über keine magischen Fähigkeiten. Später nannte er sich auch Wingless Wizard. Er erschien das erste Mal 1962 in Strange Tales #102.

## Figuren der X-Men
Dieser Abschnitt behandelt Figuren, die vorwiegend in den X-Men-Comics auftreten. Dabei ist anzumerken, dass es sich nicht ausschließlich um X-Men handelt. Da viele der Figuren sich nicht eindeutig in die Kategorien „Gut“ und „Böse“ einordnen lassen bzw. mehrmals die Seite gewechselt haben, sind sie hier gemeinsam aufgeführt.

### Angel
Angel, richtiger Name Warren Worthington III, ist ein Mutant und eines der Gründungsmitglieder der X-Men. Er verfügt über Flügel und vogelartige hohle Knochen, die es ihm ermöglichen zu fliegen; seine Flügel begannen zu wachsen, als die Pubertät einsetzte. Nach anfänglicher Angst und dem Versuch, sie unter einem Korsett aus Gürteln zu verstecken, begann er als Jugendlicher die Vorteile seiner Mutation zu entdecken und nutzt seitdem seine Flügel. Nach einer Amputation seiner Flügel während des Mutant Massacre machte Apocalypse Angel zu einem seiner apokalyptischen Reiter, Tod (Original: Death). Apocalypse veränderte Angel, unter anderem durch neue Flügel aus biologischem Metall, deren „Federn“ er einzeln als rasierklingenscharfe Metallprojektile auf Feinde schleudern konnte. Nachdem Worthington sich von der Gehirnwäsche durch Apocalypse befreien konnte, nannte er sich aufgrund seines veränderten Körpers Archangel. Später erhielt er seine organischen Flügel von Apocalypse wieder und kehrte zu seinem ursprünglichen Alias „Angel“ zurück. Neben den X-Men gehörte er auch zu den Champions und dem ersten X-Factor-Team. Sein erster Auftritt als Angel war in X-Men # 1 (September 1963), sein erster Auftritt als Archangel in X-Factor # 24 (Januar 1988).
Andere Medien:
In X-Men 2 erscheint nur eine Referenz zu Angel in Form eines Röntgen-Bildes in Strykers Labor. Im nächsten Teil X-Men: Der letzte Widerstand wird Angel von Ben Foster gespielt. 2016 übernahm Ben Hardy im Film X-Men: Apocalypse die Rolle des Angel.

### Apocalypse
Als einer der gefährlichsten Gegner der X-Men war Apocalypse (dt.: Apokalypse) der Anführer der Four Horsemen – der „vier Reiter der Apokalypse“ (siehe auch: Apokalyptische Reiter).
Sein richtiger Name ist En Sabah Nur, sein erster Auftritt war in X-Factor # 5 im Juni 1986. Er wurde vor ca. 5000 Jahren in Ägypten geboren und soll einer der ersten Mutanten sein. Seine Mutantenkräfte werden durch Alientechnologie verstärkt, dadurch ist er in der Lage, seine Molekularstruktur zu verändern, was ihm nicht nur erlaubt, seine Gestalt nach Belieben zu verändern, sondern sich auch nahezu jede Art von Mutantenkraft zu verleihen. Apocalypse ist einer der mächtigsten Mutanten, neben Phoenix, Franklin Richards und Scarlet Witch.
Andere Medien:
In einer Post-Credit-Szene von X-Men: Zukunft ist Vergangenheit sieht man das alte Ägypten, wo der von Brendan Pedder gespielte Mutant En Sabah Nur (später auch bekannt als Apocalypse) mit seinen Kräften die Pyramiden baut und von den Menschen als Gott verehrt wird. Im Film X-Men: Apocalypse ist er die titelgebende Hauptfigur und Gegenspieler der X-Men und wird von Oscar Isaac dargestellt. Dort hat er die Fähigkeit, sein Bewusstsein unter Zunahme von Sonnenenergie in einen anderen Körper zu transferieren, was ihn praktisch unsterblich macht. Transferiert er sein Bewusstsein in den Körper eines anderen Mutanten, übernimmt er dessen Fähigkeiten dauerhaft.

### Aurora
Aurora, mit bürgerlichem Namen Jeanne-Marie Beaubier, ist eine kanadische Mutantin mit der Fähigkeit zu fliegen und sich mit übermenschlicher Geschwindigkeit zu bewegen. Sie ist die Zwillingsschwester von Northstar und Mitglied im Superhelden-Team Alpha Flight. Ihre Kindheit verbrachte sie nach dem Tod ihrer Eltern getrennt von ihrem Bruder in einer streng religiösen Schule, weshalb sie ihre Kräfte anfangs für eine Gabe Gottes hielt. Als sie aufgrund dieser Annahme der Blasphemie bezichtigt und harten Disziplinarmaßnahmen ausgesetzt wurde, entwickelte sie eine dissoziative Identitätsstörung, an der sie bis heute leidet. Zusammen mit Northstar kann sie eine Lichtkugel erschaffen, die so hell ist, dass ihre Feinde geblendet werden. Ihren ersten Auftritt hatte sie in Uncanny X-Men #120 (1979).

### Beast
Beast, richtiger Name Dr. Henry „Hank“ McCoy, ist ein begnadeter Wissenschaftler und ein Mutant mit übermenschlicher Stärke und Agilität. Bei einem schiefgegangenen Selbstexperiment wachsen Beast Fänge und ein dichtes blaues Fell. Er ist ein Gründungsmitglied der X-Men und war lange Zeit der erste und einzige X-Man, der ein Mitglied der Avengers war. Darüber hinaus war er ein Gründungsmitglied des ersten X-Factor-Teams und Mitglied der Defenders. Der ausgebildete und brillante Arzt und Biochemiker trat zum ersten Mal in X-Men # 1 (September 1963) auf.
Andere Medien:
In X-Men 2 wird Beast in einem Cameo von Steve Bacic, in X-Men: Der letzte Widerstand und X-Men: Zukunft ist Vergangenheit von Kelsey Grammer und in X-Men: Erste Entscheidung, X-Men: Zukunft ist Vergangenheit, X-Men: Apocalypse, Deadpool 2 und X-Men: Dark Phoenix von Nicholas Hoult, gespielt.

### Bishop
Lucas Bishop ist ein Mutant aus der Zukunft, der alle Arten von gegen ihn gerichteter Energie absorbieren und über seine Hände wieder abgeben kann, um so großen Schaden anzurichten. Zunächst reiste er wiederholt in die Gegenwart zurück, um verschiedene Mutanten zu sich in die Zukunft zu holen, was jedoch immer scheiterte. Bei dem Versuch, Wolverine zu entführen, tötet dieser ihn fast; Sabretooth konnte Bishop gerade noch rechtzeitig heilen. Als er Shadowcat entführen will, nimmt er versehentlich Rogue mit, die ihn schließlich unabsichtlich tötet, da sie die Fähigkeit, die Mutantenkräfte, Erinnerungen und Lebensenergie anderer bei Hautkontakt zu entziehen, nicht kontrollieren kann. Da Bishop fälschlicherweise davon ausgeht, die ohnmächtige Shadowcat zu tragen, entzieht Rogue ihm nach und nach seine Lebenskraft, bis Bishop vor seiner Zeitmaschine schlussendlich tot zusammenbricht. Da er aber in der Vergangenheit stirbt, wird er in der Zukunft wiedergeboren und kehrt als anfänglicher Verbündeter der X-Men wieder in die Vergangenheit zurück. Bishops erster Auftritt war in Uncanny X-Men # 282 (November 1991).
Andere Medien:
Omar Sy spielt Bishop in X-Men: Zukunft ist Vergangenheit.

### Cable
Cable erschien das erste Mal in The New Mutants #87 (März 1990) als Kämpfer gegen die Anti-Mutanten-Gruppierung Mutant Liberation Front (MLF), wo er auf die New Mutants trifft. Nach anfänglichen Schwierigkeiten mit Wolverine bekämpfen sie schließlich zusammen MLF. Die Identität Cables wird erst später aufgedeckt: Er ist in Wahrheit Nathan Summers, der Sohn von Cyclops und einem Klon von Jean Grey, der in die Zukunft geschickt wurde, um dort für die Mutanten zu kämpfen. Obwohl er durch seine Abstammung von Jeans Klon über schwache telepathische und telekinetische Fähigkeiten verfügt, bevorzugt er das „normale“ Kämpfen mit Waffen. Außerdem ist er Mitbegründer der X-Force, deren Anführer er schließlich auch war. Cable wurde von Louise Simonson und Rob Liefeld erdacht.
Andere Medien:
In Deadpool 2 wird Cable vom US-amerikanischen Schauspieler Josh Brolin dargestellt.

### Caliban
Caliban ist ein nach einer Figur aus Shakespeares Der Sturm benannter Mutant und der ursprüngliche Anführer der Morlocks. Er hat die Fähigkeit, andere Mutanten aufzuspüren, außerdem verfügt er über übermenschliche Kraft. Seine geistigen Fähigkeiten wurden stark vermindert, als Apocalypse seine Körperkraft verstärkt hat. Caliban tauchte zum ersten Mal in Uncanny X-Men # 148 (August 1981) auf.
Andere Medien:
Im Film X-Men: Apocalypse wird Caliban von Tómas Lemarquis, in Logan – The Wolverine hingegen von Stephen Merchant verkörpert.

### Colossus
Colossus heißt mit vollem Namen Piotr Nikolaievitch Rasputin (meistens wird aber die amerikanische Form seines Namens „Peter“ benutzt). Geboren in einer Kolchose in Russland, wird er von Professor Xavier für sein zweites X-Men-Team rekrutiert. Colossus ist ein direkter Nachfahre von Rasputin und trägt einen Teil dessen Seele in sich selbst (Bloodline Saga).
Colossus ist eine der stärksten erdgeborenen Figuren des Marvel-Universums und vermag seinen gesamten Körper in organischen Stahl zu transformieren, was ihn gegenüber physischen Angriffen nahezu unverwundbar macht. In diesem „Stahl-Zustand“ kommt er ohne Nahrung oder Sauerstoff aus, darüber hinaus bleibt er genauso agil wie in seiner menschlichen Form. Sein Bruder Mikhail ist ein früherer Kosmonaut und Gegner der X-Men, und seine Schwester Illyana war als Magik ein Mitglied des Mutanten-Nachwuchsteams New Mutants und als Darkchilde die Herrscherin über die andere Dimension Limbo. Sein erster Auftritt war in Giant-Size X-Men # 1 (Mai 1975).
Andere Medien:
In X-Men hat Donald Mackinnon einen Cameo als Colossus. In X-Men 2, X-Men: Der letzte Widerstand und X-Men: Zukunft ist Vergangenheit wird die Figur vom kanadischen Schauspieler Daniel Cudmore dargestellt. Im Film Deadpool wird er von Andre Tricoteux dargestellt, ebenso in dessen Fortsetzung Deadpool 2.

### Cyclops
Cyclops (Scott Summers) ist ein Gründungsmitglied und momentaner Anführer der X-Men. Er kann optische Strahlen aus elektromagnetischer Strahlung aus seinen Augen emittieren und ist ein hervorragender militärischer Stratege. Aufgrund einer Kopfverletzung, die er sich in seiner Kindheit zugezogen hat, kann er seine Fähigkeit nicht kontrollieren; bei geöffneten Augen ist Cyclops auf eine spezielle Brille aus Rubinglas angewiesen, die verhindert, dass er alles in seinem Blickfeld zerstört. Seine Kräfte beruhen, wie die seines Bruders Alex (auch bekannt als Havok), darauf, dass er Sonnenenergie absorbiert, diese umwandelt und über seine Augen wieder abgibt; dabei kann er Durchmesser und Intensität des Energiestrahls variieren.
Scott und Alex wurden sehr früh Waisen, als ihre Eltern von den außerirdischen Shi’ar entführt wurden (ihr Vater Christopher überlebte die Entführung und kehrte erst nach langer Zeit als Weltraumpirat Corsair wieder zur Erde zurück). Während dieser Episode und auf der Flucht vor den Entführern seiner Eltern stürzte Scott und verletzte sich den Kopf schwer. Die zugezogene Verletzung ist nicht nur die Ursache dafür, dass er seine „Augenstrahlen“ nicht kontrollieren kann, sondern auch für eine teilweise Amnesie, die ihn die Entführung der Eltern und die Existenz seines Bruders vergessen ließ, weshalb Scott und Alex getrennt in verschiedenen Waisenheimen aufwuchsen (Alex Summers war zum Zeitpunkt dieser Ereignisse zu jung, um von seinem Erlebnis oder seiner Verwandtschaft zu Scott zu erzählen).
Nach einer im Heim verbrachten Kindheit wurde er als einer der ersten von Professor X für seine X-Men rekrutiert, und schon sehr früh übernahm Scott unter der Leitung von Xavier eine Führungsrolle innerhalb der X-Men, die er auch mit der Aufstellung der neuen Teams bekleidete. Er erschien das erste Mal in X-Men # 1 (September 1963).
Andere Medien:
In allen drei Teilen der filmischen X-Men-Trilogie (X-Men, X-Men 2 und X-Men: Der letzte Widerstand) wird Cyclops von James Marsden und in X-Men Origins: Wolverine von Tim Pocock gespielt. Im Film X-Men: Apocalypse spielt Tye Sheridan Cyclops, seine Geschichte wird aber anders dargestellt: Seine Kräfte treten plötzlich in der Pubertät auf, woraufhin seine Eltern zusammen mit seinem Bruder Alex (Havok) entscheiden, ihn zu Professor Xaviers Institut zu bringen. Von einer Kopfverletzung ist keine Rede. Für Deadpool 2 und X-Men: Dark Phoenix übernahm Sheridan weitere Male die Rolle.

### Daken
Daken ist der Sohn von Wolverine und der Japanerin Itsu, die vor dessen Geburt vom Winter Soldier getötet wird. Da Daken dies ohne das Wissen seines Vaters überlebt, wächst er als Akihiro bei einem japanischen Paar auf. Daken ist wie sein Vater ein Mutant und hat von ihm neben dem erhöhten Heilungsfaktor auch die ausfahrbaren Krallen vererbt bekommen. Außerdem verfügt er über die Fähigkeit, andere Menschen mit Pheromonen zu beeinflussen. Nachdem seine Pflegeeltern sterben, kommt Daken in einem Camp unter, in dem er unter harten Bedingungen das Kämpfen lernt. Als Romulus, der die Ermordung seiner Mutter angeordnet hat, ihm erzählt, sein Vater Logan habe Itsu getötet, entwickelt Daken einen Hass auf letzteren und will sich rächen. Obwohl Daken nach einem Gedächtnisverlust die Wahrheit über den Tod seiner Mutter erfährt, kann er sich aufgrund seiner kaltblütigen Natur nicht über längere Zeit mit seinem Vater anfreunden und verbündet sich im weiteren Verlauf mit verschiedenen Bösewichten.
Daken erschien das erste Mal mit einem Kurzauftritt in Wolverine Origins #10 (März 2007), ab der darauffolgenden Ausgabe dann regulär.

### Domino
Über die Vergangenheit der als Domino bekannten Frau ist nicht viel bekannt. Offensichtlich ist sie jedoch das Ergebnis eines geheimen Mutanten-„Zuchtprogramms“ der amerikanischen Regierung. Als einzige überlebende Testperson wurde Domino dennoch als Fehlschlag abgestempelt und konnte nur knapp durch ihre biologische Mutter vor der Eliminierung bewahrt werden. Das Mädchen wuchs in einer Kirche in Chicago auf und machte sich schließlich als Söldnerin selbständig. Nach einigen erfolgreichen Missionen wurde Domino schließlich angeheuert, um den genialen Wissenschaftler Dr. Milo Thurman zu bewachen. Die Söldnerin und der Wissenschaftler verliebten sich schließlich ineinander und heirateten. Die junge Ehe fand ein tragisches Ende, als Terroristen der Organisation AIM versuchten, Dr. Thurman zu entführen. Domino wurde von ihrem Ehemann getrennt, der anscheinend bei dem Angriff getötet wurde.
Dominos Mutantenkraft äußert sich nach eigenen Angaben in unglaublichem Glück. So schafft sie es im Kampf, selbst Schüssen aus Maschinengewehren auszuweichen, während ihre eigenen Schüsse immer das Ziel treffen. Andere Beispiele sind plötzliche Defekte an Waffen und Ausrüstung ihrer Gegner, das zufällige Drücken der richtigen Bedienungstaste unter vielen anderen Tasten, eine weiche Unterlage bei einem Sturz aus großer Höhe oder sogar ein Blitzschlag, der während eines Gewitters den Gegner trifft.
Tatsächlich ist Dominos „Glück“ eine Form von unbewusster Telekinese. In Stresssituationen kann sie die Wahrscheinlichkeit der Ereignisse zu ihren Gunsten beeinflussen. Das beschränkt sich allerdings nur auf Ereignisse, die unwahrscheinlich, aber nicht unmöglich sind. Darüber hinaus gibt ihr Gehirn bei Gefahr automatisch Signale ab, die ihrem Körper instinktiv die richtigen Bewegungen vollführen lassen, um Angriffen auszuweichen. Allerdings funktionieren Dominos Kräfte nur bei Dingen, die sie auch wahrnimmt. Wenn sie also einen Angriff nicht bemerkt oder keinen Versuch macht, ihm auszuweichen, kann sie immer noch dadurch verletzt oder getötet werden. Unabhängig von ihren Kräften ist Domino versiert im Umgang mit allen Arten von Feuerwaffen, die ihr bevorzugtes Mittel im Kampf darstellen. Aber auch im Nahkampf weiß sie sich zu verteidigen. Durch ihre Mutation hat Domino schon seit ihrer Kindheit eine kreideweiße Hautfarbe. Der schwarze Kreis über ihrem linken Auge ist eine Tätowierung, durch die sie während der Experimente „markiert“ wurde.
Ihren ersten Auftritt hatte Domino in The New Mutants # 98 (Februar 1991).
Andere Medien:
Im Film Deadpool 2 übernahm Zazie Beetz die Rolle der Domino.

### Emma Frost
Emma Frost, auch bekannt als White Queen, hatte ihren ersten Auftritt in Uncanny X-Men # 129. Frost hat telepathische und telekinetische Kräfte, später entdeckt sie an sich die Fähigkeit, ihren Körper mit organischem Diamant zu überziehen. Diese Fähigkeit „verlieh“ ihr Professor X’ Zwillingsschwester Cassandra Nova.
Nach ihrer Flucht aus der Nervenheilanstalt, in der sie als Heranwachsende, deren Mutantenkräfte sich gerade erst manifestierten, eingesperrt war, zieht Frost nach New York und wird Mitglied des kriminellen Hellfire Clubs. Dort nimmt sie erstmals den Titel White Queen an und wird Anführerin der Hellions (eine „Hellfire-Club-Variante“ der New Mutants). Nach dem Tod beinahe aller Hellions wechselt Frost die Seiten und wird Anführerin des Nachwuchs-Teams Generation X. Mittlerweile ist sie Mitglied der X-Men, die Gefährtin von Cyclops und Lehrerin für junge Mutanten in Xaviers School for gifted Youngsters.
Andere Medien:
In Generation X von 1996 wird sie von Finola Hughes gespielt. In X-Men: Erste Entscheidung wird sie hingegen von January Jones verkörpert.

### Firestar
Firestar, bürgerlicher Name Angelica Jones, ist eine Mutantin mit der Fähigkeit, Mikrowellenenergie auszustrahlen. Anfangs wurde sie Mitglied der Hellions unter Emma Frost; nachdem Angelica jedoch hinter die Machenschaften Frosts kam, rebellierte sie, und kehrte zu ihrem Vater zurück. Einige Zeit später wurde sie von Night Thrasher in die Reihen der New Warriors rekrutiert, später dann zusammen mit ihrem Teamgefährten und damaligen Freund Vance Astrovik (Marvel Boy/Justice) Mitglied der Avengers.
Die Figur von Firestar wurde ursprünglich für die Zeichentrickserie Spider-Man und seine außergewöhnlichen Freunde entworfen und retroaktiv mit einer eigenen Miniserie in den Marvel-Mainstream eingeführt. Obwohl sie in ihrer Comic-Inkarnation (anders als in der TV-Serie) ursprünglich keine Affiliation mit den X-Men hat, unterhält sie doch freundschaftlichen Kontakt zu ihnen und wird dort später Lehrerin am Jean Grey-Institut, welches von Storm und Wolverine geleitet wird. Firestar erschien zuerst in Comic-Form in Spider-Man and His Amazing Friends # 1 von Dezember 1981 (einer Adaption der gleichnamigen Zeichentrick-Serie) bzw. Uncanny X-Men # 193 (Mai 1985).

### Gambit
Gambit, bürgerlicher Name Remy LeBeau, ist ein Mutant mit der Fähigkeit, beliebige Objekte mit kinetischer Energie aufzuladen, die sich bei Kontakt explosionsartig freisetzt; er benutzt in der Regel Pokerkarten zu diesem Zweck. Er wurde eigentlich als Verräter der X-Men erschaffen. Da er aber so beliebt wurde, entschloss man sich, diesen Teil auszusparen, auch wenn es immer wieder Andeutungen gibt, dass er mitschuldig am Mutanten-Massaker an den Morlocks ist, da er für Nathaniel Essex die Marauders zusammengesucht hat, die die hilflosen Morlocks bis auf wenige abgeschlachtet haben. Er erkennt schon damals seinen Fehler und rettet das kleine Mädchen Sarah (Marrow). Er lebt mit dieser Schuld und stellt sich einem Tribunal unter Erik dem Roten (Magneto), mit dem Ergebnis, dass sich seine Freunde von ihm abwenden. Sein erster Auftritt war in Uncanny X-Men Annual # 14 (1990).
Andere Medien:
In X-Men Origins: Wolverine wird Gambit von Taylor Kitsch gespielt und in Deadpool & Wolverine von Channing Tatum.

### High Evolutionary
Herbert Edgar Wyndham war ein Helfer von Mr. Sinister und genauso von Evolution besessen wie er. Durch Phaeder, einen bösartigen Inhuman, erhielt er Daten über Gen-Manipulation, und durch nachfolgende Experimente wurde er zu High Evolutionary, einem Wesen mit der Kontrolle über Evolution. Wyndham hat das Ziel, eine höhere Evolution zu erschaffen (daher der Name) und eine perfekte Welt zu kreieren; zu Testzwecken erschuf er ein von intelligenten Tieren bevölkertes Land namens Wundagore. Mit den Kräften von Scarlet Witch, Quicksilver (die beide in Wundagore geboren wurden) und Magneto wollte er seine „Kinder“ perfektionieren. Nach einem Kampf mit den X-Men flieht er in einem Raumschiff und löscht seine gesamte Schöpfung aus.
Andere Medien:
In Guardians of the Galaxy Vol. 3 wird High Evolutionary von Chukwudi Iwuji dargestellt.

### Iceman
Bobby Drake alias Iceman ist ein Mutant, der Kälte und Eis erzeugen kann, jede Flüssigkeit gefrieren lassen und sich selbst in Eis verwandeln kann, außerdem kann er seinen Körper bis auf Molekularebene verändern, was ihn fast unsterblich werden lässt.
Iceman ist eines der Gründungsmitglieder sowohl der X-Men als auch des ersten X-Factor-Teams und war Mitglied der Champions und Defenders. Sein erster Auftritt war in X-Men # 1 (September 1963).
Andere Medien:
In allen drei Teilen der filmischen X-Men-Trilogie (X-Men, X-Men 2 und X-Men: Der letzte Widerstand) sowie in X-Men: Zukunft ist Vergangenheit wird Iceman von Shawn Ashmore verkörpert.
Iceman ist einer der Hauptfiguren in der Zeichentrickserie Spider-Man und seine außergewöhnlichen Freunde.

### Jean Grey
Jean Grey ist ein Gründungsmitglied der X-Men. Sie ist die einzige Mutantin der Stufe 5 auf der Welt mit telepathischen und telekinetischen Fähigkeiten. Als sie von Professor X eingeladen wird, seine Schule für Mutanten zu besuchen, blockiert dieser ihre Kräfte, und sie bekommt den Codenamen Marvel Girl und wird das erste weibliche X-Men-Mitglied. Im Laufe der Jahre lehrt Professor X sie, mit ihren immensen Kräften umzugehen, und gibt diese teilweise wieder frei. An seiner Seite entwickelt sich Jean zu einem der psychisch stärksten Mutanten.
Jean heiratete in einer alternativen Zeitlinie Scott Summers (Cyclops) und hat mit ihm zusammen eine Tochter, Rachel Anne Summers, die ähnliche Fähigkeiten wie die Mutter besitzt. Diese Ehe wird später aufgegeben, nachdem Scott sich mit Emma Frost einlässt. Rachel fand einen Weg aus einer von den Sentinels dominierten Zukunft in die „Haupt-Realität“ des Marvel-Universums und nahm selbst den Codenamen Phoenix an.
Jean Grey wurde vom Mutanten Xorn getötet, der sich fälschlich eingebildet hat, er sei Magneto. Eine Rückkehr von Jean wurde von Marvel Comics zwar angekündigt, allerdings nicht für die nahe Zukunft.

#### Phoenix/Dark Phoenix
Nachdem sich Jean Grey-Summers in einer lebensgefährdenden Situation mit der Phoenix Force, einer kosmischen Elementar-Kraft, verbunden hat, wird sie zu Phoenix, einer Mutantin von nahezu unbegrenzter Macht.
Als Phoenix ist sie anfangs noch auf Seiten der X-Men (obschon von ihrer Macht geblendet), wird jedoch durch den Mutanten Mastermind für den Inner Circle des Hellfire Clubs hypnotisiert, getäuscht und kontrolliert. Dieser Verlust der Kontrolle von Jean über die Phoenix Force hat zur Folge, dass sich eine rein emotionale, impulsive und instinktive Version von Phoenix manifestiert, die Dark Phoenix genannt wird. Jean Grey ist zu diesem Zeitpunkt der mächtigste Mutant und die mächtigste Figur im Marvel-Universum. Selbst Professor X (der glaubt, dass ihre Macht als Phoenix fast grenzenlos ist) und Magneto gemeinsam können sie nicht besiegen. Als Dark Phoenix aus Kontrollverlust über ihre immensen Kräfte ein ganzes Sonnensystem zerstört, das unter anderem einen von einer hoch entwickelten und zivilisierten Rasse bewohnten Planeten beherbergte, kommen Milliarden intelligente Wesen um. Für diesen Genozid werden Jean und die X-Men von der außerirdischen Rasse der Shi’ar entführt und festgesetzt, um über Dark Phoenix Gericht zu halten und sie zur Rechenschaft ziehen. Als das Gericht Jean Grey als Dark Phoenix zum Tode verurteilt, bestehen ihre Team-Kollegen darauf, in den Kampf gegen die Imperial Guard, die Elite-Einheit der Shi’ar, zu ziehen, um Jeans Leben zu retten. Die X-Men sind der Imperial Guard, die aus den mächtigsten Wesen des den Shi’ar bekannten Universums zusammengesetzt ist, aber heillos unterlegen. Um keinen anderen der X-Men zu gefährden und diesen Kampf zu beenden, übernimmt Jean Greys „Ich“ wieder kurzzeitig die Kontrolle über die Jean-/Phoenix-Wesenheit und tötet sich selbst. Dies stellt den ersten Suizid und einen der ersten Tode einer Hauptfigur der X-Men im Marvel-Universum dar.
Andere Medien:
In den Filmen X-Men, X-Men 2, X-Men: Der letzte Widerstand, Wolverine: Weg des Kriegers und X-Men: Zukunft ist Vergangenheit wird sie von Famke Janssen gespielt. In X-Men: Apocalypse sowie in X-Men: Dark Phoenix verkörpert Sophie Turner die Figur.

### Jubilee
Jubilee, mit bürgerlichem Namen Jubilation Lee, ist ein chinesisch-amerikanisches Mädchen und wurde in Beverly Hills, Kalifornien geboren, wo sie mit ihren wohlhabenden Eltern mit Migrationshintergrund lebte. Als ihre Eltern ermordet werden, kommt sie in ein Waisenhaus, läuft aber weg und versteckt sich in der Hollywood Mall, wo sie Essen stiehlt, um zu überleben. Ihre Kräfte entdeckt sie, als sie vor den Sicherheitsleuten flüchtet und blendende, explosive Energie aus ihren Händen kommt. Unfähig, die junge Mutantin zu fangen, heuert die Mall-Sicherheit Mutantenjäger an, die als M-Squad bekannt sind. Diese können sie dann auch fangen, aber Jubilee wird von den X-Men Dazzler, Storm, Rogue und Psylocke gerettet, die dort gerade einkaufen. Bei den X-Men lernt sie, mit ihren Kräften umzugehen. Sie freundet sich mit Wolverine an. Jubilee verliert ihre Mutantenkräfte während House of M und wird später in Curse of the Mutants von einem Vampir gebissen.
Andere Medien:
In Generation X von 1996 wird sie von Heather McComb gespielt.
In X-Men wird sie von Katrina Florece dargestellt. Kea Wong verkörpert sie in X-Men 2 und X-Men: Der letzte Widerstand. Im Film X-Men: Apocalypse wird sie von Lana Condor gespielt.

### Juggernaut
Juggernaut (Cain Marko) ist der Stiefbruder von Professor X, Antagonist und gelegentlicher Verbündeter der X-Men. Er bezieht seine Fähigkeit, eine der stärksten Figuren, vor jedem physischen Angriff geschützt und quasi „unaufhaltsam“ zu sein, von dem mystischen Stein von Cyttorak.
Zuerst als ein erbitterter Gegner von Xavier und damit der X-Men eingeführt, arbeitete Marko für einige Zeit mit Xavier und den X-Men zusammen, bis er schließlich doch wieder in ein Leben als Verbrecher zurückfällt. Juggernaut geht gelegentlich eine Partnerschaft mit „Black“ Tom Cassidy ein. Sein erster Auftritt war in X-Men # 12 (Juli 1965).
Andere Medien:
In X-Men: Der letzte Widerstand wird Marko von Vinnie Jones gespielt. In Deadpool 2 lieh Ryan Reynolds einer CGI-Version seine Stimme.

### Lady Deathstrike
Geboren als Yuriko Oyama war sie Tochter eines japanischen Yakuza-Bosses und Wissenschaftlers, welcher die Prozedur entwickelt hatte, mit der Logans Skelett von Weapon X mit Adamantium umhüllt worden war. Im Glauben, dass Wolverine die Arbeit ihres Vaters gestohlen hatte, verschrieb Oyama sich als Lady Deathstrike der Aufgabe, den vermeintlichen Dieb zu töten und ihre Familienehre wiederherzustellen. Zu diesem Zweck hatte sie sich intensiven kybernetischen Operationen unterzogen, sodass sie aus ihren Nägeln lange Klauen wachsen lassen konnte. Dazu ist ihr Skelett mit Adamantium überzogen. Sie besitzt eine kybernetische Version des Heilfaktors, der ähnlich funktioniert wie der von Wolverine, nur ist er nicht so effektiv. Nichtsdestoweniger repariert er technische und körperliche Schäden in Minuten. Des Weiteren ist Yuriko Oyama eine erstklassig ausgebildete Attentäterin, die mit allen möglichen Waffen umzugehen weiß. Ihre Feindschaft mit Wolverine war unerbittlich und vom Ehrenkodex der Samurai geprägt. Ihren ersten Auftritt hatte sie in Daredevil #197.
Anderen Medien:
In X-Men 2 wird Lady Deathstrike von Kelly Hu dargestellt.

### Longshot
Von Gen-Ingenieuren wird eine künstliche Welt namens Mojoworld erschaffen. Diese ist vergleichbar mit einer Dimension, die parallel zur Erde existiert. In dieser haben die sogenannten Spineless Ones (zu dt. „die Rückgratlosen“), fettleibige, willenlose Wesen, das Sagen. Diese wiederum werden allerdings von einer Kreatur namens Mojo beherrscht. Einer der Sklaven, der – bis auf einen fehlenden Finger an jeweils einer Hand und zwei vorhandenen Herzen – sehr menschenähnlich ist, will aus der Welt fliehen. Dies geschieht im Sinne des Ingenieurs Arize, der in der Mojoworld einen Aufstand der Sklaven gegen die Spineless Ones herbeiführen will. Beim darauffolgenden Krieg sorgen die obersten Herrscher bei dem Menschen-Sklaven für einen Gedächtnisschwund, woraufhin er aus der Welt entkommen kann und zur Erde gelangt.
Von nun an wird er Longshot genannt und findet Verbündete, mit denen er manchmal in seine Heimatwelt zurückgekehrt ist, außerdem wird er Mitglied der X-Men.
Das erste Mal erschien er in Longshot #1 im September 1985.

### Magneto
Magneto (Geburtsname Max Eisenhardt; Deckname Erik Magnus Lehnsherr) ist der „Meister des Magnetismus“, und durch seine Fähigkeit, den Magnetismus zu beherrschen, einer der mächtigsten Mutanten. Er kann alle Arten von Metall bis auf die atomare Ebene und elektromagnetische Kraftfelder manipulieren sowie Energiestöße erzeugen. Dadurch ist er, unter anderem, in der Lage zu fliegen, indem er sich auf eine Metallplatte stellt. Der Erzfeind von Professor X und damit der X-Men hält im Gegensatz zu Xavier eine friedliche Koexistenz zwischen Menschen und Mutanten für utopisch und plädiert dazu, zum Schutz der Mutanten deren Kräfte einzusetzen um die Kontrolle über die Menschheit zu erlangen; diese voneinander abweichenden Ideologien von Magneto und Professor X sind auch der Grund für deren beiderseitigen Antagonismus. Ursprünglich konzipiert als ein „klassischer“ Superschurke mit megalomanen Herrschaftsidealen entwickelte sich Magneto immer mehr zu einer gebrochenen, sehr menschlichen Gestalt.
Max Eisenhardt war als Junge Insasse eines Konzentrationslagers im Zweiten Weltkrieg in Polen, aus dem er von einem Sonderkommando von US-Soldaten, Captain America und Logan befreit wurde. Seine Magnetkräfte entwickelten sich erst in seiner Erwachsenenzeit. Von den Misshandlungen und späteren schlechten Erfahrungen mit normalen Menschen im Allgemeinen verbittert und gezeichnet versucht er nun, die Welt wenigstens für die kleine Minderheit der Mutanten zu verbessern, indem die Übermacht des Homo sapiens gebrochen werden soll. Magneto gründete seinerseits die „Bruderschaft der Mutanten“ (Original: Brotherhood of Evil Mutants, später nur noch Brotherhood of Mutants), um gegen Professor X und die restliche Menschheit zu kämpfen. Infolgedessen entwickelte er sich zu einem der gefährlichsten Mutanten und zu einem gesuchten Terroristen. Er erschien zum ersten Mal in X-Men # 1 (September 1963).
Magneto verlor seine Fähigkeiten während House of M, erlangte diese aber später durch die Hilfe des High Evolutionary zurück.
Andere Medien:
In den drei ersten X-Men-Kinofilmen (X-Men, X-Men 2 und X-Men: Der letzte Widerstand) sowie in Wolverine: Weg des Kriegers und X-Men: Zukunft ist Vergangenheit wird Magneto von Ian McKellen gespielt. In X-Men: Erste Entscheidung, X-Men: Zukunft ist Vergangenheit, X-Men: Apocalypse und X-Men: Dark Phoenix übernahm Michael Fassbender die Rolle von Magneto.

### Mr. Sinister
Nathaniel Essex, der Mutant, der besser bekannt ist als Mr. Sinister, war ein angesehener Biologe und einer der frühesten Genetiker während der zweiten Hälfte des 19. Jahrhunderts. Bei seinen Experimenten an missgestalteten Menschen entdeckte Essex in ihrem Blut etwas, das er den „Essex-Faktor“ nannte; heute innerhalb des Marvel-Universums besser bekannt als X-Gen.
Dr. Essex’ Theorien über die Mutanten und ihre Zukunft als nächste Stufe der Menschheit wurden verlacht und der verbitterte Wissenschaftler stürzte sich immer tiefer in seine Forschung. Dabei schreckte er nicht davor zurück, Experimente an entführten Menschen durchzuführen oder seinen im Alter von vier Jahren an einem Geburtsfehler verstorbenen Sohn für eine Untersuchung zu exhumieren; das brachte schließlich seine Frau ins Grab. Essex’ Schaffen fiel bald einem Geistesverwandten auf: dem uralten Mutanten Apocalypse.
Nachdem Essex dem Tyrannen die Treue geschworen hatte, wurde er durch Apocalypse einem Mutationsprozess unterzogen, der ihm enorme Langlebigkeit, gesteigerte Kraft und einen immensen Heilfaktor verlieh.
In den 1940er Jahren arbeitete Sinister als Wissenschaftler in den Diensten der Nazis. Dabei war er auch im Konzentrationslager Auschwitz tätig, wo er den jungen Magneto traf.
Nach dem Ende des Zweiten Weltkrieges wurden Sinisters Forschungsaufzeichnungen von US-Truppen konfisziert, und die Erkenntnisse aus Sinisters Menschenversuchen sollten den Weg für das amerikanische Waffe-Plus-Projekt ebnen, unter dem Wolverine, Deadpool und andere „erschaffen“ wurden.
Seinen Untergebenen Gambit beauftragte Sinister, die Marauders, eine Gruppe von Mutanten und Söldnern, bei einem Angriff auf die Morlocks anzuführen, eine Schicksalsgemeinschaft von körperlich deformierten oder entstellten Mutanten, die sich in der Kanalisation New Yorks vor der Welt versteckten; das berüchtigte Mutant Massacre.
Sinister war auch verantwortlich für das Klonen von Jean Grey, woraus später Madelyne Pryor werden sollte. Ebenso zeichnete er für das Legacy-Virus verantwortlich, das darauf programmiert war, Mutanten zu infinzieren und zu töten.
Mister Sinister hat von Apocalypse u. a. eine enorm gesteigerte Kraft, Heilung und Lebensspanne erhalten sowie durch spätere Selbstversuche die Fähigkeiten der Telekinese, Telepathie, Gestaltwandeln und Energiestrahlen aus seinen Händen zu „schießen“. Mr. Sinisters erster Auftritt war in Uncanny X-Men # 221 (September 1987).
Andere Medien:
In X-Men 2 erscheint Mr. Sinisters Name auf einem Computer-Bildschirm. In X-Men: Apocalypse sieht man in einer Post-Credit-Szene eine Gruppe von Männern, die im Auftrag von Mr. Sinisters Firma Essex Corporation eine Blutprobe von Wolverine sichern.

### Mystique
Raven Darkholme ist, als Mystique, eine Mutantin mit gestaltwandlerischer Fähigkeit, verlangsamter Alterung und erhöhter Regenerationsfähigkeit. Obwohl ihre Hautfarbe von Natur tiefblau ist, kann Mystique jeden Menschen in Sekundenschnelle in Aussehen und Sprache imitieren. Sie ist eine hervorragende Nahkämpferin, die mit diversen Waffen umzugehen weiß, außerdem ist sie eine brillante Hackerin. Mystique ist die Ziehmutter von Rogue und die leibliche Mutter von Nightcrawler; auch der Präsidentschaftskandidat Graydon Creed ist ihr Sohn. Sie war Anführerin der zweiten Inkarnation der „Bruderschaft der bösen Mutanten“ (Brotherhood of Evil Mutants), die später eine Zeit lang als Spezialeingreiftruppe unter dem Namen Freedom Force für die US-Regierung arbeitete. Ihr erster Auftritt war in Ms. Marvel # 16 (Mai 1978).
Andere Medien:
In den ersten drei X-Men-Kinofilmen (X-Men, X-Men 2 und X-Men: Der letzte Widerstand) wird Mystique von Rebecca Romijn gespielt. In X-Men: Erste Entscheidung, X-Men: Zukunft ist Vergangenheit, X-Men: Apocalypse und X-Men: Dark Phoenix wird sie von Jennifer Lawrence verkörpert.

### Nightcrawler
Kurt Wagner ist Nightcrawler, aufgrund seiner Mutantenkraft ein Teleporter, der sich in Sekundenbruchteilen durch eine Zwischendimension von einem Ort zum nächsten bewegen kann. Seine blaue Haut, seine spitzen Zähne, sein Schwanz und seine zweizehigen Füße und dreifingrigen Hände verleihen ihm ein dämonenähnliches Aussehen.
Aufgewachsen ist er in Bayern als Teil einer Zirkusfamilie unter Margali Szardos, einer mächtigen Zauberin, und ihrer Tochter Jimaine, die für lange Zeit unter dem Namen Amanda Sefton Kurts Freundin war. Er ist viele Jahre als Akrobat im Zirkus aufgetreten, wo er auch den Namen Nightcrawler erhielt. Er ist der leibliche Sohn von Mystique und eines ihm ähnlich sehenden Dämonen namens Azazel, der tatsächlich aus der Hölle stammt; ferner existieren noch mehrere Halbbrüder von ihm (Abyss, Kiwi Black und die Bamfs, die aussehen wie Kleinkindausgaben von ihm). Seine kompletten Familienverhältnisse waren für Kurt selber lange Zeit unbekannt. Zudem ist er in Storm verliebt, weshalb er recht neidisch auf Black Panther ist, als die beiden heiraten, und nach der Trennung versucht, Storm wieder aufzubauen. Am Ende der Uncanny X-Men-Reihe rettet er die X-Men, wird dabei allerdings so schwer verletzt, dass er kurz darauf in Storms Armen stirbt. Zu Beginn der Amazing X-Men-Reihe wird er von den X-Men (die mittels eines Portals, das die Bamfs gebaut haben, dorthin gelangen konnten) aus der Hölle gerettet, wohin er seinem Vater Azazel vom Paradies aus gefolgt ist, um ihn von der Eroberung des Himmels abzuhalten. Dabei rettet er Storm (inzwischen von Black Panther geschieden), die von Piraten entführt und fast getötet wird, und gesteht ihr, dass er sich schon vor Jahren in sie verliebt hat. Nach seiner Rückkehr zu den X-Men stellt er zudem Mystique zur Rede, warum sie sich nicht um ihn gekümmert hat, woraufhin sie ihm erklärt, dass er als Baby entführt wurde. Daraufhin verzeiht er ihr.
Er war ein Mitglied des „zweiten“, der New X-Men, und später von Excalibur, einer in England beheimateten Superheldengruppe. In einer anderen Zeitlinie hat er mit Scarlet Witch eine Tochter, die sein Aussehen geerbt hat; T.J. Wagner alias Nocturne.
Er erschien das erste Mal in Giant-Size X-Men # 1 (Mai 1975).
Andere Medien:
Die Band Weezer zollte der Figur in dem Song In The Garage Tribut, in dem das lyrische Ich neben einem Poster von Ace Frehley und Kitty Pryde (Shadowcat) auch ein Poster des Nightcrawlers an der Wand hängen hat. Die Textzeilen lauten: „I’ve got Kitty Pryde / and Nightcrawler too / Waiting there for me …“.
Nightcrawler wurde im Film X-Men 2 von Alan Cumming verkörpert. Zudem erscheint sein von Jason Flemyng gespielter Vater Azazel im Film X-Men: Erste Entscheidung. Kodi Smit-McPhee übernahm die Rolle in X-Men: Apocalypse, Deadpool 2 und in X-Men: Dark Phoenix.

### Northstar
Northstar, bürgerlich Jean-Paul Beaubier, ist ein kanadischer Mutant mit der Fähigkeit zu fliegen und sich übermenschlich schnell zu bewegen. Er ist der Zwillingsbruder von Aurora und Mitglied des Teams Alpha Flight. Nach dem Tod seiner Eltern wuchs er bei Pflegeeltern auf und als auch diese starben, kam er in ein Waisenhaus. Er wurde ein begnadeter Skifahrer und gewann mehrere Meisterschaften. Seine Schwester lernte er erst bei Alpha Flight kennen, wo dessen Mitglied James Hudson alias Guardian die beiden zusammenbrachte. Er war außerdem zeitweise Mitglied der X-Men. Northstar ist homosexuell und heiratete 2012 den Sport-Eventmanager Kyle, was die erste gleichgeschlechtliche Ehe in einem Superhelden-Comic darstellte. Seinen ersten Auftritt hatte er in Uncanny X-Men #120 (1979).

### Omega Red
Omega Red war der Versuch der UdSSR, ihr eigenes Supersoldaten-Programm zu erschaffen. Von allen Versuchspersonen war der Mörder Arcady Rossovich der einzige, der die Experimente überlebte. Die jahrelangen Experimente ließen seine Haut weiß und unzerstörbar werden. Ihm wurden einziehbare Tentakeln aus dem fiktiven Material Carbonadium an den Unterarmen implantiert, die es ihm ermöglichen, Menschen die Lebensenergie zu entziehen. Während des Kalten Krieges wurde er der Feind von Wolverine, der zu dem Zeitpunkt für eine US-Sondereinheit arbeitete. Aufgrund seiner unberechenbaren Natur wurde Omega Red von den Sowjets eingefroren. Dies wurde als einzige Möglichkeit angesehen, um Omega Red zu stoppen. Nach dem Fall des Kommunismus wurde Omega Red von der Ninja-Sekte „Die Hand“ wieder aufgetaut. Er zieht seitdem sowohl als Handlanger als auch auf eigene Rechnung durch die Welt. Seinen ersten Auftritt hatte Omega Red in X-Men #4 im Januar 1992.

### Polaris
Lorna Dane ist Polaris, eine US-amerikanische Mutantin, die Magnetkräfte hat. Sie hat grünes Haar, welches sie anfangs brünett färbte, mittlerweile aber offen zeigt. Aufgewachsen ist Dane als Waise. Sie hat ähnliche Kräfte wie der Superschurke Magneto, der bei ihrer ersten Begegnung vorgab, ihr verschollener Vater zu sein. Diese Verwandtschaft wurde 2003 bestätigt.
Sie erschien das erste Mal in X-Men #49 (Oktober 1968). Sie ist historisch der zweite weibliche X-Man nach Jean Grey, die ihr Debüt 1963 in X-Men #1 feierte.
Andere Medien:
In der Fernsehserie The Gifted wird Polaris von Emma Dumont gespielt.

### Professor X
Professor X, eigentlich Professor Charles Francis Xavier, ist der Direktor der School for gifted Youngsters; nach außen hin eine unauffällige Privatschule für hochbegabte, aber tatsächlich eine Schule für junge Mutanten, die hier ihre Fähigkeiten einsetzen und kontrollieren lernen. Xavier ist selbst ein Mutant und Telepath, der zwar im Rollstuhl sitzt, aber über außerordentliche psionische Kräfte verfügt; Professor X gilt als einer der mächtigsten Telepathen der Welt. Mit dem von ihm und Magneto entwickelten Cerebro-Gerät ist er in der Lage, andere Mutanten auf weite Distanzen zu orten.
Zu einem Zeitpunkt löschte er den Geist von Magneto aus und übertrat damit eine Schwelle zum Bösen; das Schuldgefühl über seine Tat und die jahrelang unterdrückten negativen Emotionen manifestierten sich und bildeten das Wesen Onslaught.
Während der Ereignisse des House of M-Crossovers wurde das Mutanten-Gen von Professor X ausgelöscht und er damit menschlich. Aufgrund der Tatsache, dass er den X-Men zu oft etwas verschwiegen hat (die Existenz des dritten Summers-Bruders zum Beispiel), wurde er von Scott Summers des Instituts verwiesen. Zum Ende der Messiah-Saga wird Professor X versehentlich von Bishop erschossen. Sein Leichnam wird von Exodus entführt und am Leben erhalten. Nach einer Weile erwacht er durch Hilfe von Exodus und Amalia Voght wieder. Letztendlich wird er von Scott Summers als Dark Phoenix am Ende von Avengers vs. X-Men getötet. Sein erster Auftritt war in X-Men # 1 (September 1963).
Andere Medien:
In den ersten drei X-Men-Kinofilmen (X-Men, X-Men 2 und X-Men: Der letzte Widerstand) sowie in X-Men Origins: Wolverine, Wolverine: Weg des Kriegers, X-Men: Zukunft ist Vergangenheit und Logan – The Wolverine wird Prof. X von Patrick Stewart gespielt. In X-Men: Erste Entscheidung, X-Men: Zukunft ist Vergangenheit, X-Men: Apocalypse und Deadpool 2 sowie in X-Men: Dark Phoenix wird er von James McAvoy verkörpert. In Doctor Strange in the Multiverse of Madness wird er abermals von Patrick Stewart verkörpert und stellt zudem den Anführer der Illuminati dar. Dieser Prof. X steht jedoch für sich allein und führt nicht den Kanon aus den X-Men-Kinofilmen fort.

### Psylocke
Elizabeth „Betsy“ Braddock ist Psylocke, eine englische Mutantin mit telepathischen und telekinetischen Fähigkeiten, und Schwester des britischen „National-Helden“ Captain Britain. Nachdem sie für den britischen Geheimdienst tätig gewesen war, schloss sie sich den X-Men an. Während ihrer Zeit bei den X-Men wurde ihr Geist in den Körper der japanischen Attentäterin Revanche versetzt. Nach deren Tod durch den Legacy-Virus konnte Betsy nun nicht mehr in ihren alten Körper zurückkehren. Durch ihren neuen Körper ist sie jetzt eine meisterhafte Kämpferin, sowohl mit dem Schwert als auch unbewaffnet. Weiterhin ist sie im Stande, eine Art „Psi-Klinge“ zu erzeugen, deren Stiche ihre Gegner betäuben oder töten können, wie sie es will. Sie erschien zum ersten Mal in Captain Britain # 8 (Dezember 1976).
Andere Medien:
Im Film X-Men 2 taucht Psylocke in keiner Rolle auf, ihr Name erscheint aber auf einer Liste von Mutanten auf Strykers Computer. In der Fortsetzung X-Men: Der letzte Widerstand wird Psylocke (nicht Revanche) von Meiling Melançon gespielt. Im Film X-Men: Apocalypse wird Psylocke von Olivia Munn dargestellt.

### Pyro
St. John Allerdyce, besser bekannt als Pyro, ist ein Mutant mit der Fähigkeit, Feuer zu kontrollieren (wenn auch nicht zu erschaffen, weshalb er mit einem Feuerzeug ausgerüstet ist). Er schloss sich Mystiques „Bruderschaft der bösen Mutanten“ und später Freedom Force an. Die meiste Zeit bildet er ein Team mit seinem Freund Blob. Pyro erschien das erste Mal in Uncanny X-Men # 141 (Januar 1981).
Andere Medien:
In X-Men taucht Alexander Burton in einem Cameo als Pyro auf. In X-Men 2, X-Men: Der letzte Widerstand und Deadpool & Wolverine wurde Pyro von Aaron Stanford dargestellt.

### Quicksilver
Quicksilver, richtiger Name Pietro Maximoff, Sohn von Magneto, Zwillingsbruder von Scarlet Witch und Halbbruder väterlicherseits von Polaris. Seine Fähigkeiten: Er kann sich übermenschlich schnell bewegen und denken (daher kommt es ihm so vor, dass alle anderen sich in Zeitlupe bewegen und er auf sie warten muss). Er benutzt die Überschallgeschwindigkeit bis zu Mach 5.
Quicksilver verliert seine Fähigkeiten, als seine Schwester die Realität verändert, bekommt aber durch das Mutagen Terrigen Mist neue Kräfte. Er kann sich nun selbst verdrängen aus der Mainstream-Zeit und Raum und „springt“ in die Zukunft. Dadurch kann er Duplikate von sich schaffen und sich in der Zeit vor und zurück bewegen. Er verliert diese Fähigkeiten aber später wieder und erhält aus unbekannten Gründen wieder seine Mutantenkräfte zurück.
Seinen ersten Auftritt hatte er mit seiner Schwester zusammen in X-Men #4 (März 1964) und gehört damit zu den von Stan Lee und Jack Kirby erschaffenen Figuren.
Andere Medien:
Evan Peters übernahm die Rolle des Quicksilvers in den Filmen X-Men: Zukunft ist Vergangenheit, X-Men: Apocalypse, Deadpool 2 und X-Men: Dark Phoenix.
Aaron Taylor-Johnson spielte in The Return of the First Avenger und Avengers: Age of Ultron einen anderen Quicksilver, der dort jedoch nicht als Mutant, sondern als Inhuman gilt. In der Serie WandaVision übernimmt Evan Peters wieder die Rolle des Quicksilvers, erinnert sich allerdings an die Vorgänge aus Avengers: Age of Ultron.

### Rogue
Rogue, richtiger Name Mary D’Arcanto, verfügt als Mutantin über die Fähigkeit, durch Körperkontakt mit anderen Menschen und Mutanten kurzzeitig deren Erinnerungen und Fähigkeiten zu übernehmen. Für Rogue ist diese Fähigkeit allerdings oft mehr Fluch als Segen, denn da sie ihre Fähigkeit nicht bewusst kontrollieren kann, kann sie andere Personen nicht berühren, ohne ihnen (und ggf. sich) zu schaden.
Sie begann als Mitglied der „Bruderschaft der bösen Mutanten“ (Brotherhood of Evil Mutants), bei denen sie zusammen mit ihrer Ziehmutter Mystique für die Interessen der Bruderschaft kämpfte, primär gegen die X-Men. Nachdem sie die Kräfte und Erinnerungen der Heldin Ms. Marvel unbeabsichtigt permanent absorbierte, wandte sie sich hilfesuchend an Professor Xavier und wurde von den X-Men nach anfänglichem Misstrauen ins Team aufgenommen.
Ungewöhnlich ist ihre Erstellungsgeschichte: Bereits für Ms. Marvel # 25 (1979) wurde ein Auftritt geplant, fiel jedoch der Einstellung des Projekts zum Opfer. Ihr erstes Auftreten fand dann in Avengers Annual # 10 (November 1981) statt, aber erst 20 Jahre nach ihrem ersten Auftreten wurden ihr echter Name und ihre frühen Handlungen erklärt. Von Rogue wurden auch zwei Mini-Serien veröffentlicht, und sie war in allen animierten X-Men-Folgen zu sehen.
Andere Medien:
In den X-Men-Kinofilmen X-Men, X-Men 2, X-Men: Der letzte Widerstand und X-Men: Zukunft ist Vergangenheit wurde Rogue von Anna Paquin gespielt. Dort wurde ihr außerdem der Name „Anne-Marie“ gegeben.

### Sabretooth
Über Sabretooths (dt.: „Säbelzahn“) Herkunft gibt es keine verlässlichen Quellen. Sein richtiger Name ist Victor Creed. Er besitzt geschärfte Sinne, übermenschliche Kräfte und eine Selbstheilungskraft, die vergleichbar ist mit Wolverines. Er ist Wolverines Erzfeind und, nachdem dieser ihm seine Krallen in den Kopf gerammt hatte, beinahe unempfindlich gegen psychische Angriffe. Er ist der Vater von Graydon Creed.
In den späteren Ausgaben der X-Men-Comics tritt er wieder mit dem Waffe-X-Projekt in Kontakt und lässt an sich den gleichen Eingriff vornehmen wie zuvor an Wolverine. Sein komplettes Skelett wird dabei mit dem nahezu unzerstörbaren Metall Adamantium überzogen. Sein erster Auftritt war in Iron Fist # 14 (August 1977).
Andere Medien:
Im Film X-Men wird Sabretooth von Tyler Mane und in X-Men Origins: Wolverine von Liev Schreiber gespielt. Dort ist Sabretooth auch der Halbbruder von Wolverine, was in den Comics aber nie bestätigt wurde.

### Scarlet Witch

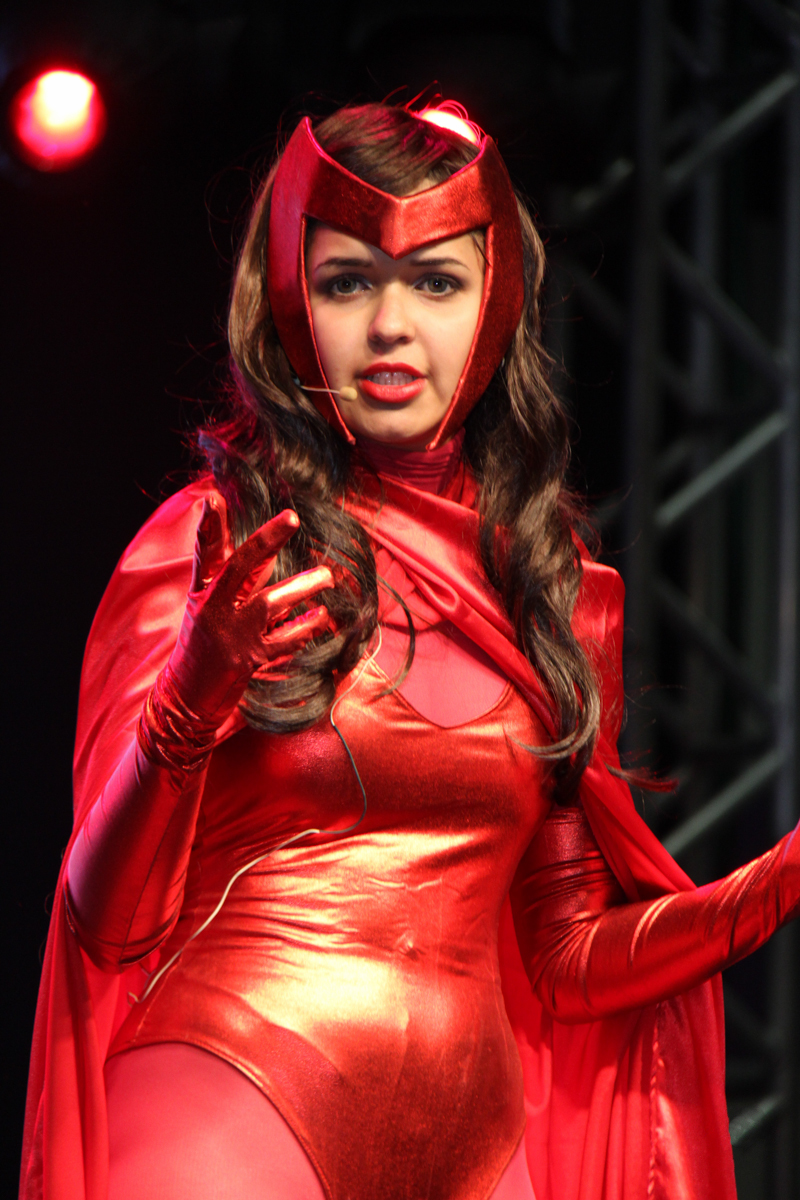
Scarlet Witch, auf der Brasil Comic Con 2014

Scarlet Witch, ihr bürgerlicher Name ist Wanda Maximoff, ist die Tochter von Magneto, Zwillingsschwester von Quicksilver und Halbschwester väterlicherseits von Polaris. Ihre Fähigkeit ist, dass sie die Realität nach ihrem Willen verändern kann; dafür benutzt sie die sogenannte „Chaos-Magie“. Anfangs gehörte sie der „Bruderschaft der bösen Mutanten“ an, wechselte später aber gemeinsam mit ihrem Bruder die Seiten und schloss sich den X-Men an. Schließlich wurde sie dann zusammen mit ihrem Bruder Mitglied der New Avengers wo sie auch ihren späteren Ehemann Vision kennenlernte.
Ihren ersten Auftritt hatte sie in X-Men #4 (März 1964) und wurde erstellt von Stan Lee und Jack Kirby. In frühen Comics wird sie häufig erkennbar als Romni dargestellt, später wurde ihre auch in den frühen Comics klar benannte Herkunft aus dieser Community nicht mehr erwähnt und sie ist auch optisch nicht mehr als Romni identifizierbar.
Andere Medien:
In The Return of the First Avenger, Avengers: Age of Ultron, The First Avenger: Civil War, Avengers: Infinity War, Avengers: Endgame, WandaVision und Doctor Strange in the Multiverse of Madness wird Scarlet Witch von Elizabeth Olsen gespielt.

### Shadowcat
Shadowcat, früher Ariel, Sprite, die mit richtigem Namen Katherine „Kitty“ Pryde heißt, besitzt die Mutanten-Fähigkeit, zu „phasen“, sich nicht-stofflich zu machen, d. h. Gegenstände und Menschen zu durchdringen, was ihr unter anderem ermöglicht, durch alle feste Materie, wie Wände, zu gehen. Dabei kann sie auch andere Personen mitnehmen, wenn sie diese festhält. Eine der wenigen Ausnahmen ist das Metall Adamantium, das Shadowcat nur unter Schmerzen und mit dem Risiko auf Folgeschäden durchdringen kann.
Kitty ist anfangs eine Schülerin in der Mutantenschule und steigt dann zum jüngsten Mitglied der X-Men auf. Nach einer Zeit als Mitglied des britischen Superhelden-Teams Excalibur ist sie gegenwärtig Lehrerin an Professor Xaviers Schule für Mutanten und gehört zu den aktivsten Mutantenrechtlern unter den X-Men. Ihr erster Auftritt war in Uncanny X-Men # 129 (Januar 1980).
Zum Namen „Kitty Pryde“ wurde Uncanny X-Men-Zeichner John Byrne durch eine frühere Schulkameradin inspiriert.
Andere Medien:
In den drei Filmen der X-Men-Trilogie wurde sie von drei unterschiedlichen Darstellerinnen verkörpert. In X-Men hat sie Sumela Kay, in X-Men 2 Katie Stuart, und in X-Men: Der letzte Widerstand Elliot Page, gespielt. Dieser übernahm auch in X-Men: Zukunft ist Vergangenheit die Rolle.
Die Band Weezer zollte der Figur in dem Song In The Garage Tribut, in dem das lyrische Ich neben einem Poster von Ace Frehley und Nightcrawler auch ein Poster von Kitty Pryde an der Wand hängen hat. Die Textzeilen lauten: „I’ve got Kitty Pryde / and Nightcrawler too / Waiting there for me …“

### Storm
Storm, mit bürgerlichem Namen Ororo Iqadi T’Challa (geb. Munroe), ist eine Mutantin und Mitglied des zweiten X-Men-Teams. Ihre Kräfte ermöglichen es ihr, das Wetter zu kontrollieren und Stürme, Nebel und Blitze zielgenau heraufzubeschwören. Nach einem Zweikampf ist Storm die Anführerin der Morlocks. Storm hat mittlerweile Black Panther geheiratet, was sie zur Königin von Wakanda gemacht hat. Allerdings hielt die Ehe nicht und Storm geht ihren eigenen Weg, inzwischen hat sie eine eigene Comicserie, die nach ihr benannt ist. Ihr erster Auftritt war in Giant-Size X-Men # 1 (Mai 1975).
Andere Medien:
In den ersten drei Filmen der X-Men-Trilogie X-Men, X-Men 2 und X-Men: Der letzte Widerstand sowie in X-Men: Zukunft ist Vergangenheit wurde Storm von Halle Berry gespielt. Storm tauchte auch im Trailer zu X-Men Origins: Wolverine auf, erscheint aber nicht im Film selber. 2016 übernahm Alexandra Shipp die Darstellung der jungen Storm im Film X-Men: Apocalypse, sowie zwei Jahre später in Deadpool 2 und 2019 in X-Men: Dark Phoenix.

### Wolverine
Wolverine ist der Kanadier James „Logan“ Howlett, der durch seine Mutation außergewöhnliche Selbstheilungskräfte, übermenschlich ausgeprägte Sinne, ein verlängertes Leben und größere Ausdauer und Kraft besitzt. Außerdem kann er je Hand drei Knochenkrallen zwischen den Fingerknöcheln ausfahren; während des Waffe-X-Projekts wurden zusätzlich alle seine Knochen – auch die ausfahrbaren Krallen – mit der fiktiven, nahezu unzerstörbaren Legierung Adamantium überzogen. 
Andere Medien:
In den X-Men Filmen X-Men, X-Men 2, X-Men: Der letzte Widerstand, X-Men Origins: Wolverine, X-Men: Erste Entscheidung, Wolverine: Weg des Kriegers, X-Men: Zukunft ist Vergangenheit, X-Men: Apocalypse, Logan – The Wolverine und Deadpool & Wolverine wird Wolverine von Hugh Jackman verkörpert.

### X-23
X-23 (Laura Kinney) ist ein vom Waffe-X-Programm erschaffener Klon von Wolverine. Im Gegensatz zu ihm hat sie je zwei Knochenkrallen an den Händen sowie je eine an den Füßen, die sie ein- und ausfahren kann. Diese Knochenkrallen wurden später mit der nahezu unzerstörbaren Legierung Adamantium überzogen. In den folgenden Jahren durchlief sie ein brutales Training, an dessen Ende X-23 als Auftragsmörderin für das Waffe-X-Programm aber auch für den Verbrecher Kingpin zu arbeiten begann. Als eine Art Sicherheit hatte man X-23 auf einen bestimmten Duft programmiert; ist sie diesem ausgesetzt, läuft sie Amok und tötet alles in ihrer Umgebung. Nach ihrer Flucht und einem Kampf mit Wolverine schloss sie sich den X-Men an. Nach Logans Tod tritt sie seine Nachfolge an und wird nun selber zu Wolverine.
Die Figur von X-23 wurde ursprünglich für die Zeichentrickserie X-Men: Es geht weiter konzipiert, doch ihre Popularität führte dazu, dass sie retroaktiv in die Mainstream-Comicserie eingeführt wurde. Sie hatte ihren ersten Auftritt in der Zeichentrickserie X-Men: Es geht weiter in der Folge „X-23“ (2003), ihr erster Comic-Auftritt war in NYX # 3 (2004).
Andere Medien:
In den Filmen Logan – The Wolverine und Deadpool & Wolverine wird die Figur von Dafne Keen gespielt.

## Gruppierungen
Dieser Abschnitt behandelt Gruppierungen, zu denen sich Superhelden oder Superschurken zusammengeschlossen haben, Organisationen und Alien-Spezies.

### Alpha Flight
Alpha Flight ist das bekannteste Superheldenteam Kanadas, die kanadische Antwort auf die Avengers. Sie bestehen in ihrer bekanntesten Form aus seinem Anführer Guardian (James McDonald Hudson), dessen Frau Heather, den gewandten Zwillingen Aurora und Northstar (einem der ersten offen homosexuellen US-amerikanischen Superhelden), dem Druiden Shaman, dem hartgesottenen Abenteurer Puck, der Gestaltwandlerin und Halbgöttin Snowbird und dem superstarken Sasquatch, der der Rasse der Großen Bestien angehört und seinem kryptozoologischen Namensgeber gleicht.
Es gab drei Alpha-Flight-Serien, die erste, zunächst geschaffen von John Byrne, später dann weitergeführt von Bill Mantlo, lief 130 Ausgaben plus zwei Annuals. Die zweite Serie besteht aus 20 Ausgaben und einem Annual von Steve Seagle. Die dritte Serie lief 12 Ausgaben lang. Seinen ersten Auftritt hatte Alpha Flight in Uncanny X-Men # 120 (April 1979).

### Elders of the Universe
Die Elders of the Universe (deutsch: „Die Ältesten des Universums“) sind eine Gruppe von außerirdischen Superschurken, die aus den jeweils letzten Mitgliedern ihrer Rasse bestehen. Obwohl sie keine wahren kosmischen Entitäten sind, haben sie extrem potente Kräfte und Unsterblichkeit erlangt, die sie nutzen, um ihrer jeweiligen Lieblingsbeschäftigung zu frönen. Die Elders erschienen erstmals als Gruppe in Avengers #174 (1978).
Zu einigen ihrer bekanntesten Mitglieder zählen:
- Collector („Sammler“)/Taneleer Tivan, ein Sammler von seltenen Artefakten und Lebewesen (Avengers #28, 1966)
- Grandmaster („Großmeister“)/En Dwi Gast, der sich für Spiele aller Art interessiert (The Avengers #69, 1969)
- Ego the Living Planet, eine Wesenheit und lebender Planet, der durch die Verschmelzung des Geistes eines Wissenschaftlers mit einem Planeten entstand, als dessen Sonne zur Supernova wurde. Ego wird im Laufe der Zeit zu einem Feind von Galactus (Thor #132, 1966)
- Gardener („Gärtner“)/Ord Zyonz, ein Gärtner und Pflanzer (Marvel Team-Up #55, Mar 1977)
- Champion/Tryco Slatterus, der Krieger unter den Elders
- Explorer („Erforscher“)/Zamanathan Rambunazeth
- Possessor („Besitzer“)/Kamo Tharnn, ein ehemaliger Gelehrter und Träger eines Runenstabs, welcher ihm gestattet, andere Dimensionen zu bereisen

Andere Medien:
Im Marvel Cinematic Universe übernahmen Benicio del Toro, Kurt Russell und Jeff Goldblum jeweils die Rollen Collector, Ego und die des Grandmasters in verschiedenen Filmen sowie der Animationsserie What If…?.

### Die Fantastischen Vier
Die Fantastischen Vier sind das Team der Superhelden Mr. Fantastic (Dr. Reed Richards), Das Ding (engl.: The Thing; Benjamin Jacob „Ben“ Grimm), Die Unsichtbare (engl.: The Invisible Girl, ab den frühen 1980er Jahren The Invisible Woman; Susan „Sue“ Storm, später Storm Richards) und Sues Bruder, die zweite menschliche Fackel (engl.: The Human Torch; Jonathan Lowell Spencer „Johnny“ Storm). Ihre Kräfte erhielten die Fantastischen Vier durch kosmische Strahlung, die ihre Moleküle veränderte, als sie in einem von Reed entwickelten Raumschiff, das über unzureichenden Strahlenschutz verfügte, ins All flogen. 

### Great Lakes Avengers
Die Great Lakes Avengers (dt. etwa: „Rächer von den großen Seen“) (GLA), zurzeit die Great Lakes Initiative (erstmals erschienen in West Coast Avengers Vol.2 # 46) wurden als eine Comic-Relief-Truppe erschaffen, um die Marvel Comics wieder in den lockeren Ton früherer Generationen zurückzuführen.
Die Gruppe, die in Wisconsin operiert, setzt sich gegenwärtig zusammen aus Mister Immortal (einem unsterblichen Menschen, der allerdings nicht gegen Verletzungen gefeit ist), Big Bertha (einem Fotomodel, das enorm an Körpermasse zunehmen, diese jedoch nur durch Erbrechen wieder loswerden kann), Flatman (einem zweidimensionalen Mann, der mit seinem Aussehen und seinen Kräften eine Parodie von Mr. Fantastic darstellt), und Doorman, einem „Reichweite-10-Teleporter“, der als lebende Tür fungiert (später wird er nach seinem Tod im Einsatz zu einem Todesboten). Weitere Mitglieder schlossen Squirrel Girl und die Rächer Hawkeye und dessen Frau Mockingbird ein.
Ihren parodistischen Wurzeln treu bleibend, nannten sich die GLA zeitweise Great Lakes X-Men (nach den X-Men), Great Lakes Champions (nach den Champions), und Great Lakes Initiative (nach der Initiative aus der Civil War-Storyline), sich dem jeweiligen Zeitgeist anpassend.
Bis auf Mini-Serien bzw. One Shots – im Speziellen der Titel GLA: Misassembled – hatten die Great Lakes Avengers noch keine eigene Serie.

### Guardians of the Galaxy
Die Guardians of the Galaxy („Wächter der Galaxis“) sind eine Superheldengruppe, die das Weltall durchreist und es vor Gefahren überwältigenden Ausmaßes schützt. Ihre Besatzung besteht meist aus Außerirdischen, zusammen mit einigen Charakteren menschlichen Ursprungs. Das Originalteam der Guardians erschien in Marvel Super-Heroes #18 (1969); die jetzt bekannte Version – mit dem Menschen Peter Quill/Star-Lord, Gamora, Drax the Destroyer, Rocket Raccoon und Groot – erstmals in Annihilation: Conquest #6 (2008).
Andere Medien:
Eine gleichnamige Verfilmung der Guardians of the Galaxy mit dem Team von 2008 als Vorlage kam 2014 in die Kinos. Im Jahr 2017 folgte die Fortsetzung Guardians of the Galaxy Vol. 2 sowie im Jahr 2023 eine weitere Fortsetzung mit Guardians of the Galaxy Vol. 3.

### Der Hellfire Club und der Inner Circle
Der Hellfire Club wurde im 18. Jahrhundert von dem Mutanten Sebastian Shaw gegründet. Er besteht hauptsächlich aus Mutanten, obwohl auch einige Menschen zu den Mitgliedern zählen. An der Spitze der Gruppe steht der Inner Circle deren Mitglieder die Codenamen von Schachfiguren besitzen. Emma Frost trug zum Beispiel den Titel „White Queen“. Ziel des Clubs und des Circles ist es, mit Hilfe ihrer Fähigkeiten zu Macht und Reichtum zu gelangen. Da sie oft junge Mutanten für ihre Ziele einspannen, geraten sie oft mit den X-Men in Konflikt.
Andere Medien:
Der Hellfire Club ist in X-Men: Erste Entscheidung als Gegenspielergruppe zu den X-Men zu sehen.

### HYDRA
Die terroristische Organisation HYDRA wurde von Nazi-Kriegsverbrechern, unter anderem Baron Wolfgang von Strucker, gegründet. Seit mehr als einem halben Jahrhundert versucht HYDRA, durch Terror, Erpressung und Mord ihre Agenda durchzusetzen. Im Laufe der Zeit haben sich Splittergruppen von HYDRA gebildet, wie zum Beispiel A.I.M. (Advanced Idea Mechanics), eine Gruppierung von Wissenschaftlern, die verwandten Gruppen und der Unterwelt Waffen und Ausrüstung auf dem neuesten Stand der Technik verkauft. Bekannte Mitglieder sind unter anderem Kingpin und Red Skull sowie Arnim Zola.
HYDRA erschien das erste Mal in Strange Tales # 135 (August 1965).
Andere Medien:
Im Film Captain America – The First Avenger ist HYDRA mit deren Anführer Red Skull die Gegengruppe zu Captain America und der US Army. In der dritten Staffel der Serie Marvel’s Agents of S.H.I.E.L.D. erläutert einer der Köpfe HYDRAs, dass HYDRA bereits lange vor Strucker und Red Skull gegründet wurde, um die Rückkehr eines verbannten Inhuman vorzubereiten.

### H.A.M.M.E.R.
Infolge der Ereignisse der Secret Invasion wurde die Organisation S.H.I.E.L.D. aufgelöst und durch H.A.M.M.E.R. ersetzt. Durch einen weltweiten Computer-Virus versagte die Stark-Technologie und damit auch die S.H.I.E.L.D.s, da deren gesamtes Waffenarsenal und Computertechnik auf Tony Starks Stark Industries basierte. Der Leiter von H.A.M.M.E.R. wurde Norman Osborn, als Held in den Augen der Welt gefeiert, da er im entscheidenden Moment medienwirksam die Königin der Skrulls während der Skrull-Invasion der Erde erschossen hat. Nach der Aufdeckung von Osborns Machenschaften wurde H.A.M.M.E.R. aufgelöst und wieder durch S.H.I.E.L.D. ersetzt.
H.A.M.M.E.R. erscheint das erste Mal in Secret Invasion # 8 (Januar 2009).

### Illuminati
Die Illuminati sind eine geheime Gruppe von Superhelden, die erstmals in Wakanda nach dem Krieg der Skrulls gegen die Kree zusammentreten und über verschiedene Themen debattieren und anschließend Handlungen beschließen. Die Gründungsmitglieder waren Iron Man, Mr. Fantastic, Namor, Black Bolt sowie Black Panther, Doctor Strange und Professor X, wobei jeder ein bestimmtes Teilgebiet vertritt. Die Mitglieder variieren im Laufe der Jahre, sodass nun Black Ant, Enchantress, The Hood, Mad Thinker, Thunderball und Titania die derzeitigen Illuminati bilden.
Die Illuminati erschienen erstmals in New Avengers #7 (Juli 2005) und kamen bisher auf zwei Serien, die mit fünfzehn Ausgaben und einem One-Shot liefen.
Andere Medien:
Die Gruppe der Illuminati tritt in angepasster Form erstmals im Film Doctor Strange in the Multiverse of Madness auf, wo sie auf Erde-838 beheimatet ist und über Doctor Strange urteilt. Deren Mitglieder bestehen aus Baron Mordo, Captain Carter, Captain Marvel, Black Bolt, Mr. Fantastic und Professor X als deren Anführer; der einst zu ihnen gehörende Strange ist jedoch mittlerweile verstorben. Bis auf John Krasinski als Mr. Fantastic übernahmen die übrigen Schauspieler alternative Versionen ihrer Rollen aus vorherigen Filmen und Serien.

### Inhumans
Der Anführer der Inhumans (dt.: „Unmenschlichen“), Black Bolt, war einst König auf einem weit entfernten Planeten namens Attilan. Sein Volk verbannte ihn, und so suchte er gemeinsam mit seiner Ehefrau Medusa, der Elemente-Manipulatorin Crystal, dem Kampfkünstler Karnak, dem übermenschlich starken Gorgon, dem reptiloiden Triton und dem der Teleportation mächtigen „Familienhund“ Lockjaw Zuflucht auf dem irdischen Mond.
Die Inhumans erschienen das erste Mal in Fantastic Four #45 (Dezember 1965) und hatten bislang zwei laufende Serien, die auf jeweils zwölf Ausgaben kamen, sowie zwei Mini-Serien und diverse One-Shots.
Andere Medien:
Die Serie Marvel’s Inhumans lief von September bis November 2017 auf ABC.

### Intelligencia
Intelligencia ist eine Gruppe von hochintelligenten Superschurken, welche im Kern aus dem Leader, Mad Thinker, Red Ghost, Wizard und M.O.D.O.K. besteht. Auch Doctor Doom gehörte zeitweise zu ihnen. Intelligencia war unter anderem auch für die Verwandlung von General Thaddeus „Thunderbolt“ Ross in den Red Hulk als auch die Wiederbelebung von Betty Ross und ihre Verwandlung in den Red She-Hulk verantwortlich.

### Kree
Die Kree sind eine alte außerirdische Erobererrasse, die über ein großes Imperium herrscht. Sie sind die größten Rivalen der Skrulls sowohl in technologischer als auch militärischer Hinsicht, so dass es immer wieder zwischen diesen Rassen zum Krieg kam. Die Kree hatten nie großes Interesse an der Erde, da sie die Menschen als zu primitiv ansehen. Allerdings ist das Sonnensystem, in dem die Erde liegt, eine strategisch wichtige Stelle, weswegen die Kree und die Skrull erbittert darum kämpfen. Auf Grund dieser Schlachten droht die Zerstörung der Erde. Dies konnte bisher durch die Avengers und die Fantastic Four verhindert werden.
Ihren ersten Auftritt hatten die Kree in Fantastic Four # 64.
Andere Medien:
Die Kree tauchten erstmals im Kino bei Guardians of the Galaxy und im Fernsehen bei Marvel’s Agents of S.H.I.E.L.D. auf. In Captain Marvel befanden sich die Kree im Krieg mit den Skrulls.

### New Mutants
Die New Mutants (dt.: Die Neuen Mutanten) sind eine Gruppe von jungen Mutanten, die ihre Kräfte gerade erst entdecken und zu kontrollieren lernen, und die unter der Schirmherrschaft der X-Men stehen. Ursprünglich war die Gruppe gegründet worden, als die X-Men beim Kampf gegen die parasitäre Alienrasse der Brood augenscheinlich im Weltall verschollen gingen und Professor Xavier unter dem Einfluss eines in ihn eingesetzten Broodembryos die ersten Neuen Mutanten versammelte, damit diese als Wirte für zukünftige Broodköniginnen dienen sollten. Zusammen mit den X-Men wurde dieser Plan vereitelt, und die New Mutants wurden damit nun offiziell zu Xaviers Schülern. Ihre Mitglieder wechselten nach ihrem Abschluss teilweise zu den X-Men und anderen Mutanten-Gruppierungen, andere gingen eigene Wege.
Das erste Erscheinen der New Mutants war Marvel Graphic Novel # 4 (Dezember 1982), das Team bestand aus dem von einem undurchdringlichen Schutzfeld geschützten Flieger Cannonball (Samuel „Sam“ Guthrie), der Telepathin Karma (Xi’an Coy Manh), der Illusionen erzeugenden Psyche (Danielle Moonstar), dem übermenschlich starken Sunspot (Roberto da Costa) und Wolfsbane (Rahne Sinclair), die sich in eine wolfsartige Kreatur verwandeln konnte.
Die erste New-Mutants-Serie erschien im Anschluss an den Marvel Graphics Novel und lief ab 1982 100 Ausgaben und sieben Annuals lang. Anschließend wurde die Serie mit neuer Nummerierung als X-Force ab 1991 fortgeführt. Eine zweite Serie startete 2009.
Eine weitere New-Mutants-Serie erschien 2003, mit Elixir, Icarus, Prodigy, Surge, Wallflower und Wind Dancer sowie den früheren New Mutants-Mitgliedern Karma, Magma, Danielle Moonstar und Wolfsbane; diese New Mutants waren aber kein eigenständiges Team, sondern die Bezeichnung eines der zur damaligen Zeit zahlreichen „Schul-Teams“ innerhalb der X-Men/Xaviers School for Gifted Youngsters.
Andere Medien:
Der Film The New Mutants, der Teil der X-Men-Filmreihe ist, sollte ursprünglich am 12. April 2018 in die deutschen Kinos kommen. Aus verschiedenen Gründen wurde der Kinostart insgesamt vier Mal verschoben und kam in den US-amerikanischen Kinos nun am 28. August 2020 ins Kino.

### New Warriors
Eine Gruppe überwiegend junger und jugendlicher Superhelden, die ab den 1990ern in bisher drei Serien auftraten und die sich als Alternative zu den etablierten Heldengruppen anbot. Die Gründungsmitglieder waren fast alles Superhelden, die schon etabliert, aber länger nicht oder nicht erfolgreich aufgetreten waren, sogenannte „B-Figures“ (Kid Nova und Speedball hatten in der Vergangenheit eigene Serien, Firestar eine eigene Mini-Serie), und Team- (eine Version von Marvel Boy aus der Zukunft war als Major Victory Mitglied der Guardians of the Galaxy) und Neben- (Namorita ist eine Verwandte Namors) Figuren. Für die Serie neu erschaffen wurde einzig Night Thrasher.
Die New Warriors wurden von Night Thrasher (Dwayne Taylor) gegründet, um den Tod seiner Eltern zu rächen, doch wie sich später herausstellen sollte, war ihr Tod von seinen Erziehern Chord und Tai inszeniert worden, weil Dwayne unwissentlich Teil eines kambodschanischen Geheimkultes war, der die Herrschaft über die Menschheit anstrebte. Den New Warriors gelang es später, diesen Kult zu zerschlagen.
Die New Warriors spielen später indirekt eine Hauptrolle in der Civil War-Storyreihe, als ein verpatzter Einsatz in Stamford, bei dem ein Großteil des Teams und Hunderte Unschuldiger ums Leben kamen, die Kontroverse über Superhelden neu anfachte, die Norman Osborn ausnutzte, um die Kontrolle über weite Teile der Super-Population des Marvel-Universums zu erlangen.
Die New Warriors erschienen zuerst in Thor # 411 (Dezember 1989). Ihre erste Serie umfasst 75 reguläre Ausgaben und vier Annuals, eine zweite von 1999 elf, und eine dritte 20 Ausgaben. Daneben erschien eine Mini-Serie mit sechs Ausgaben.

### Power Pack
Power Pack ist eine Gruppe von vier Heranwachsenden, den Geschwistern Alex (Schwerkraftmanipulation), Julie (Flugfähigkeit), Jack (Kontrolle der molekularen Dichte seines Körpers) und Katie (Konvertierung von Materie in Energie) Power. Sie erhielten ihre Superkräfte von einem sterbenden Außerirdischen, als sie zusammen die ebenfalls außerirdischen Entführer der Power-Eltern verfolgten. Die einzigen Mitglieder des Power Packs außerhalb der Power-Familie waren Franklin Richards, der Sohn von Reed und Susan Richards von den Fantastischen Vier, unter dem Alias Tattletale, und die (ebenfalls jugendlichen) Außerirdischen Elan und Kofi.
Power Pack erschien zuerst 1984 in Power Pack # 1. Die Serie lief 62 Ausgaben lang und unterschied sich von anderen Team-Titeln ihrer Zeit, indem sich neben den gelegentlichen Kämpfen mit Außerirdischen auch mit realen Themen wie Kriminalität, Drogenkonsum und Gewalt gegen Kinder befasste. Nach Beendigung der regulären Serie erschienen zwei Mini-Serien; eine (mit vier Teilen) drehte sich um die nun jugendlichen Power-Kinder, und eine spätere (elf Kapitel zu je vier Heften, zwischen 2005 und 2010), an deutlich jüngere Leser gerichtete Mini-Serie kehrte zurück zu den noch präpubertären Power-Kindern und hat Manga-Anleihen. Des Weiteren erschienen diverse One-Shots und Gastauftritte in anderen Marvel-Comic-Titeln.
Seit 2010 erscheint Julie Power als Teenager in der Serie Avengers Academy (ab #20), während Alex unter seinem Power Pack-Codenamen Zero-G Juniormitglied bei der Future Foundation ist, die sich aus den Die Fantastischen Vier entwickelt hat.

### Purifiers
Die Purifiers sind eine paramilitärische Vereinigung von christlichen Fundamentalisten. Sie sind überzeugt davon, dass Mutanten Geschöpfe des Satans sind und deshalb ohne jedes Mitgefühl ausgerottet werden müssten. In ihrem selbsternannten heiligen Krieg kennen die Purifiers keinerlei Skrupel und töten sogar Mutantenkinder und normale Menschen, die ihnen im Weg sind. Allerdings ist ihr blinder Fanatismus nicht das Gefährlichste an dieser Organisation. Durch wohlhabende Gönner in hohen Positionen sind die Purifiers mit schweren Waffen und modernster Technologie ausgerüstet, die ihnen teilweise sogar erlaubt, die Kräfte von Mutanten zu blockieren. Zusammen mit der militärischen Ausbildung ihrer Kämpfer macht sie das zu tödlichen Gegnern.

### Die Rächer (The Avengers)
Die Rächer (Im Original: The Avengers) sind ein Superheldenteam, das einige der bekanntesten Helden des Marvel-Universums zusammenführt. Gründungsmitglieder der Rächer sind Iron Man, Thor, Ant-Man, Wasp und Hulk, der das Team jedoch schon nach der ersten Ausgabe wieder verließ. In Avengers # 4 stieß Captain America zu den Rächern. Derzeit treten die Rächer nach diversen Neustarts in der Serie New Avengers auf. Den New Avengers tritt u. a. Wolverine bei. 

### Roxxon Energy Corporation
Die Roxxon Energy Corporation (kurz: Roxxon) ist eine Firma, die bekannt dafür ist, alles für ihren Profit zu tun, und dabei weder auf das Gesetz noch auf die Umwelt achtet. Ihre Haupteinnahmequelle ist die Gas- und Ölförderung, jedoch besitzt Roxxon auch einige Tochterunternehmen, die in anderen Bereichen tätig sind. Aufgrund ihrer Gesetzesmissachtungen geraten sie häufig mit verschiedenen Superhelden aneinander, wobei ihr häufigster Gegner Iron Man ist.
Roxxon hat folgende Tochtergesellschaften:
- Brand Corporation: Eine Wissenschaftsabteilung, die schon häufig für die Regierung gearbeitet hat. Sie erforscht die Robotertechnik und andere Dimensionen.
- Cybertek Systems Inc.: Eine Division von Roxxon, die für die Erforschung der Kybernetik zuständig ist. Später haben sie auch die Deathlok-Prothesen und -Rüstungen hergestellt.
- Kronos Corporation: Ursprünglich in Russland als „Kronas Corporation“ gegründet, mit dem latenten Ziel, die USA zu zerstören, übernahm die Firma einige Zeit nach ihrer Gründung die Roxxon Energy Corporation. Durch einen Machtwechsel gelang es der Roxxon-Abteilung, die Führung des Unternehmens zurückzuerobern, woraufhin Roxxon zur Dachfirma wurde und die Kronas Corporation in „Kronos Corporation“ umbenannt wurde.
- Metrobank: Eine in New York ansässige Bank, die als Tochterfirma der Brand Corporation agiert.

Andere Medien:
In der Serie Agents of S.H.I.E.L.D. arbeitet Roxxons Tochterfirma Cybertek mit HYDRA zusammen und stellt ihnen die Prothesen für Deathlok zur Verfügung, was in den Folgen 13, 21 und 22 der ersten Staffel eine Rolle spielt. In der Serie Marvel’s Agent Carter kommt sie in zwei Folgen vor. In Marvel’s Cloak & Dagger ist die Firma für die Kräfte der Titelhelden verantwortlich und in der ersten Staffel mit ihrem Firmenchef Peter Scarborough ein Feind für diese.

### Sentinels
Eine Klasse von riesenhaften Robotern (dt. auch: Wächter), die ursprünglich vom Wissenschaftler Bolivar Trask speziell zum Aufspüren und Eliminieren von Mutanten konstruiert wurden. Die Sentinels der ersten Klasse (und Modelle aus der Parallel-Storyline Days of Future Past ab Uncanny X-Men # 141) waren allerdings zu eigenständig und rebellierten gegen ihre Schöpfer. In den 70er Jahren wurden die Sentinels als illegales Regierungsprojekt unter dem Namen Project: Wideawake (Projekt: „Hellwach“) reaktiviert.
Alle Sentinels sind mit hochentwickelten Waffen und Sensoren speziell zum Aufspüren von Mutanten ausgestattet und können mit zusätzlicher Bewaffnung für spezielle Gegner bestückt werden. Obwohl ursprünglich anorganisch, sind im Verlauf auch Sentinels mit menschlichen Komponenten erschaffen worden, wie die Mark-VIII-Serie (die von menschlichen Piloten gesteuert wird) und die Bio-Sentinels (mit einem Nanovirus infizierte Menschen).
Andere Medien:
In den Filmen X-Men: Der letzte Widerstand und X-Men: Apocalypse haben die Sentinels ein Cameo als Kampfsimulation im Gefahrenraum des Xavier-Instituts.
In X-Men: Zukunft ist Vergangenheit spielen die Sentinels eine wichtige Rolle.

### Sinister Six
Die Sinister Six (dt. auch: Die Sinistren Sechs) sind eine lose Allianz von Superschurken, die ein gemeinsames Ziel haben: Rache an Spider-Man. Ursprünglich unter der Führung von Dr. Octopus waren bei der „Urbesetzung“ Electro, Kraven the Hunter, Mysterio, Sandman und der Geier.
Alle Mitglieder der Sinister Six waren zuvor von Spider-Man besiegt worden und hofften nun, mit vereinten Kräften diese Schmach wettmachen zu können. Octopus’ Plan der ersten „Sinistren Sechs“ war: Die Sechs sollten Betty Brent kidnappen, die Spider-Man schon einmal gerettet hatte. Dann sollte Spider-Man von jedem der sechs Schurken nacheinander angegriffen werden, wobei jeder eine Karte mit dem Schauplatz des nächsten Kampfes bei sich tragen sollte. Octopus spekulierte, dass selbst wenn seine Kameraden verlieren sollten, Spider-Man durch jeden folgenden Kampf so geschwächt würde, dass er den Kampf gegen ihn als letzten Gegner nicht mehr bestehen werden könne. Sandman und Electro entführten Betty bei May Parker – und nahmen Letztere als zweite Geisel mit. Da nun auch noch das Leben seiner geliebten Tante auf dem Spiel stand, blieb Spider-Man nichts anderes übrig, als auf dieses Spiel einzugehen.
Obwohl die Schurken jeweils den Schauplatz ihres Kampfes sorgfältig zu ihrem Vorteil wählten, konnten sie Spider-Man nicht überwinden; er blieb in allen Kämpfen siegreich, befreite die Geiseln und brachte alle Mitglieder dieser ersten Sinister Six ins Gefängnis. Nach dieser Demütigung löste sich die Gruppe erst einmal auf. Doctor Octopus reformierte die Gruppe allerdings Jahre später; Hobgoblin nahm nun den Platz des inzwischen verstorbenen Kraven ein. Octopus’ Plan war es, eine Rakete zu entführen und die Menschheit zu erpressen, nachdem er die Ladung der Rakete manipuliert hatte. Mit Hilfe des Donnergottes Thor und des damals für das Gesetz kämpfenden Sandman konnte Spider-Man den Plan vereiteln. Während des Kampfes stellte sich außerdem heraus, dass Octopus geplant hatte, seine Kameraden um das erpresste Geld zu betrügen, was Dr. Octopus den ewigen Hass seiner ehemaligen Teamkollegen einbrachte. Die wütenden fünf Mitglieder taten sich zusammen, um sich an ihrem Ex-Anführer zu rächen. Als Spider-Man und Hulk zu dem Kampf stießen, formierten sie sich allerdings wieder alle gegen ihre gemeinsamen Feinde. Mit Hilfe von Waffen und Robotern aus einer anderen Dimension und einem außerirdischen Verbündeten namens Gog waren die Sinistren Six mächtiger denn je; nur den gemeinsamen Anstrengungen von Deathlok, Solo, Ghost Rider, Nova von den New Warriors, Sleepwalker, Spider-Man, Hulk und den Fantastic Four war es zu verdanken, dass die Gefahr abgewendet werden konnte.
Nach dem Mord Kaines an Dr. Octopus übernahm Mysterio die Führung und reformierte die Gruppe. Mysterio wollte mit Hilfe des Teams an Octopus’ wertvolle Dateien kommen. Gemeinsam mit Scarlet Spider (Ben Reilly) konnte Spider-Man das verhindern und den Plan aufdecken.
Zu dieser Zeit begann Kaine einen blutigen Kreuzzug gegen die Feinde Spider-Mans. Doctor Octopus und Grim Hunter hatte er bereits getötet, und viele Feinde Spider-Mans fürchteten um ihr Leben. Um mit vereinten Kräften Kaine zu vernichten, bevor er sie einen nach dem anderen töten konnte, bildeten einige Schurken nun aus Selbstschutz die Sinister Seven, eine Gruppe bestehend aus Beetle, Electro, Hobgoblin, Mysterio, Scorpia, Shocker und dem Geier. Spider-Mans Eingreifen verhinderte weiteres Blutvergießen, und die Sieben gingen wieder getrennte Wege.
Nach seiner Wiederbelebung durch den Kult des Wahren Glaubens übernahm Doctor Octopus den Job, Senator Steward Ward zu beschützen, der in eine großangelegte Verschwörung Außerirdischer verwickelt war. Die restlichen Mitglieder der Sechs ergriffen die Möglichkeit, Rache an ihrem Ex-Anführer zu nehmen, zumal die Feinde Wards eine hohe Belohnung für dessen Entführung ausgeschrieben hatten. Zusammen mit dem überraschend zu ihren Reihen hinzugestoßenen Venom konnten sie Ward in die Enge treiben, bis der eine Explosion mysteriöser Energie auslöste. Die Schurken flohen, aber Electro und Mysterio arbeiten weiter zusammen, um Ward festzusetzen.
Die Sinister Six erschienen das erste Mal in Amazing Spider-Man Annual # 1 (1964).
Andere Medien:
In der Serie New Spider-Man wurden die Sinister Six von Kingpin zusammengebracht. Das Team bestand aus Doktor Octopus, Shocker, Chamäleon, Rhino, dem Skorpion und Mysterio (später wurde er vom Geier ersetzt). In einer jüngeren Serie (The Spectacular Spider-Man) werden die Sinister Six aus Doctor Octopus, dem Geier, Sandman, Rhino, Electro und Shocker gebildet.

### Skrulls
Die Skrulls sind eine außerirdische Rasse von Gestaltwandlern, erschaffen von den Celestials, kosmischen Entitäten, die auf geeigneten Planeten (wie der Erde) evolutionäre Experimente durchführten und damit zwei „Seitenrassen“ neben dem Homo sapiens erschufen: die barbarischen, genetisch instabilen Devianten und die mit Superfähigkeiten geborenen Eternals. Die Skrulls sind die Devianten ihrer Rasse, die ihre genetischen Geschwister auslöschten und damit die Herrschaft über die Skrullwelt übernahmen. Einer ihrer bekanntesten Mitglieder ist der Super-Skrull, der nach einer künstlichen genetischen Manipulation neben seiner Gestaltwandelfähigkeit noch die Kräfte der ursprünglichen Fantastischen Vier in sich vereint. Der erste Auftritt der Skrulls war in Fantastic Four # 2 (Januar 1962).
Andere Medien:
In Captain Marvel befinden sich die Skrulls in einem Krieg mit den Kree und suchen eine Zuflucht auf der Erde.

### SSR
Die SSR (Strategic Scientific Reserve, auf Deutsch: „Strategische Wissenschaftliche Reserve“) war ein Geheimdienst der Alliierten während des Zweiten Weltkrieges, der eigens für das Marvel Cinematic Universe kreiert wurde. Er wurde geleitet von Col. Chester Phillips und arbeitete eng mit Howard Stark zusammen. Die wichtigste Agentin der SSR war Peggy Carter. Die SSR wurde später ein Teil von S.H.I.E.L.D.

### S.H.I.E.L.D.
S.H.I.E.L.D. (Supreme Headquarters International Espionage Law-enforcement Division, deutsch Bezeichnung in den Live-Action-Filmen: Strategische Heimat-Interventions-, Einsatz- und Logistik-Division) später auch Strategic Hazard Intervention Espionage Logistics Directorate bzw. Strategic Homeland Intervention, Enforcement and Logistics Division ist eine Organisation, die weltweit Bedrohungen wie HYDRA oder Advanced Idea Mechanics (A.I.M.) bekämpft. Mobile Operationsbasis und Hauptquartier ist der Helicarrier, eine Art fliegender Flugzeugträger. Unter der Führung Nick Furys war S.H.I.E.L.D. sowohl ein verlässlicher Partner der Superhelden als auch ihr schlimmster Feind. Durch die Konsequenzen seines Secret War war Fury zum Untertauchen gezwungen, und als seine Nachfolgerin leitete Commander Maria Hill S.H.I.E.L.D. Nach dem Civil War stand Tony Stark alias Iron Man an der Spitze von S.H.I.E.L.D., doch nach den Ereignissen der Secret Invasion wurde Tony Stark seines Amtes enthoben, S.H.I.E.L.D. aufgelöst und durch die Organisation H.A.M.M.E.R. mit Norman Osborn als Leiter ersetzt; nach Osborns Fall jedoch wurde H.A.M.M.E.R. effektiv aufgelöst und von HYDRA eingenommen.
Ursprünglich wurde S.H.I.E.L.D. von Howard Stark gegründet.
Andere Medien:
Im Marvel Cinematic Universe tritt S.H.I.E.L.D. als treibende Kraft für die Formation der Superheldengruppe Avengers auf. Von 2013 bis 2020 wurde die Fernsehserie Marvel’s Agents of S.H.I.E.L.D. produziert, in der einzelne Missionen der Organisation beleuchtet werden. In The Return of the First Avenger wird S.H.I.E.L.D. aufgrund der Unterwanderung durch HYDRA aufgelöst und in Agents of S.H.I.E.L.D. unter der Leitung von Agent Phil Coulson neu gegründet.

### Watchers
Die Watchers (deutsch: Beobachter) sind eine uralte Rasse von Außerirdischen, die über hochentwickelte mentale und intellektuelle Fähigkeiten verfügen. Nachdem ein Versuch, die niederen Rassen des Universums auf eine höhere Stufe der Entwicklung voranzubringen, in einer Katastrophe endete, entschlossen die schockierten Watcher, sich stattdessen vollkommen neutral zu verhalten und die evolutionären Vorgänge einer jeden bewohnten Welt lediglich zu beobachten (Tales of Suspense #52–53). Der Watcher Uatu, der der Erde zugeteilt wurde, verletzte jedoch aus Sympathie für die Menschen die Prinzipien seines Volkes und wurde zu einem gelegentlichen Verbündeten der Fantastic Four im Kampf gegen Galactus. Die Watchers, durch Uatu vertreten, erschienen erstmals in Fantastic Four #13 (1963).
Andere Medien:
Die Watcher haben in Guardians of the Galaxy Vol. 2 einen Auftritt. Einer von ihnen wird in der Animationsserie What If…? von Jeffrey Wright gesprochen.

### Weapon Plus
Weapon Plus (dt.: Waffe Plus) ist der Überbegriff für eine Reihe von militärischen Forschungsprogrammen, die von der amerikanischen Regierung (zeitweise auch unter Beteiligung der britischen, deutschen und kanadischen Regierungen) ins Leben gerufen wurde. Ihr Sinn besteht in der Erschaffung von Soldaten mit übermenschlichen Kräften für den Kriegseinsatz und später auch zur Lösung des „Mutantenproblems“.
Zu diesem Zweck fanden in den verschiedenen Programmen zahlreiche unmenschliche und illegale Experimente an normalen Menschen und Mutanten gleichermaßen statt. In den Bemühen, ersteren übermenschliche Kräfte zu verleihen bzw. die Kräfte von letzteren zu verstärken, wurden die verschiedensten wissenschaftlichen Methoden angewandt. Dies umfasst Implantationsoperationen, chemische Mutagene, Steroide, Gehirnwäsche, Klonierung, Nanotechnologie, symbiotische Bakterien und „beschleunigte Evolution“.
Bisher gab es fünfzehn solcher Programme, von denen einige wenig Erfolg hatten, während andere eine hohe Anzahl von „Supersoldaten“ hervorbrachten.
Seine Anfänge hat Weapon Plus im sogenannten Weapon-0-Programm, das während der 1930er Jahre noch weitgehend auf theoretischer Basis von amerikanischen, britischen und deutschen Eugenikern geführt wurde.
Der erste wirkliche Erfolg war das Weapon-I-Programm in den 1940er Jahren, das mit Hilfe des Supersoldaten-Serums Captain America hervorbrachte. Nach dem Tod des wissenschaftlichen Leiters scheiterten aber alle weiteren Versuche, das Supersoldaten-Serum zu replizieren. Dabei verloren über dreihundert afroamerikanische Soldaten, die als Testpersonen eingesetzt wurden, ihr Leben.
Die Projekte Weapon II bis Weapon VI fanden in den nächsten Jahrzehnten in kleineren Maßstab statt und wurden vor allem an ethnischen Minderheiten und Tieren getestet.
Das nächste große Projekt, Weapon VII, fand während des Vietnam-Krieges statt, als zahlreiche US-Soldaten als Versuchskaninchen herhalten mussten.
Die Projekte Weapon VIII und Weapon IX wurden wieder im kleineren Maße an verurteilten Kriminellen getestet.
Mit der zunehmenden Zahl von Mutanten und deren öffentlicher Wahrnehmung wurden im zehnten Programm, Weapon X, zahlreiche Mutanten als Versuchspersonen benutzt.
Der bekannteste von ihnen ist zweifellos James „Logan“ Howlett (Wolverine), dessen gesamtes Skelett mit dem Metall Adamantium überzogen wurde. Weapon X war erfolgreich genug, um aus den rekrutierten Mutanten ein BlackOps-Team namens „Team X“ aufzustellen, das der CIA jahrelang gute Dienste leistete. Während Weapon X offiziell unter Leitung der kanadischen Regierung stand, war das Programm aber faktisch immer noch eine Zweigstelle von Weapon Plus.
Als Wolverine infolge der brutalen Experimente Amok lief, tötete er zahlreiche Mitarbeiter des Programms und ermöglichte den meisten Versuchspersonen dadurch die Flucht.
Aus diesem Grunde wurde Weapon X für viele Jahre auf Eis gelegt und nur zeitweise, unter alleiniger Leitung der kanadischen Regierung, wieder aufgenommen.
Seine endgültige Wiedergeburt erlebte Weapon X schließlich unter der Leitung des „Direktor“ Malcolm Colcord, welcher das Programm insgeheim dazu nutzte, seinen Hass auf Mutanten auszuleben. Unter seiner Leitung wurde das Konzentrationslager Neverland geschaffen, in welchem entführte Mutanten gefangengehalten wurden. Während die „nützlichen“ Gefangenen für Experimente missbraucht wurden, ermordete man die „uninteressanten“ kurzerhand in Gaskammern. Durch einen Machtkampf zwischen Colcord und Brent Jackson zerfiel Weapon X in sich bekämpfende Fraktionen. Seitdem hat man nur noch wenig von dem gefürchteten Projekt gehört, doch sicher ist, dass seine Leiter immer noch aktiv sind.
Unlängst ist allerdings eine Organisation, namens „The Facility“ aufgetaucht, die offenbar eine Splittergruppe von Weapon X darstellt und ähnliche Mutanten-Experimente durchführt.
Die Einrichtung ist auch verantwortlich für die Erschaffung von Wolverines weiblichem Klon, Laura Kinney (X-23).
Die Programme Weapon XI bis Weapon XV beschäftigten sich vor allem mit der Entwicklung von Nanotechnologie und deren Implantation in Menschen.
Eine Ausnahme ist Weapon XIV, das für die Erschaffung der Stepford Cuckoos (Klonen der Telepathin Emma Frost) verantwortlich ist.
Andere Medien:
Das Waffe-X-Programm rund um die Entstehung Wolverines spielt in X-Men, X-Men 2 und X-Men Origins: Wolverine eine Rolle. In Captain America: The First Avenger steht die Verwandlung Captain Americas zum Supersoldaten im Mittelpunkt (dort allerdings mit der Bezeichnung „Projekt Wiedergeburt“).

### X-Force
X-Force ist der Name von drei verschiedenen Superheldenteams; die letzte dieser drei eine geheime Kampfgruppe der X-Men. Sie übernimmt Missionen, die selbst für die X-Men zu heikel sind. Dabei schrecken sie auch nicht vor tödlicher Gewalt zurück. Angeführt wird dieses aktuelle Team von Wolverine.

### X-Men
Die X-Men bilden eine Superheldengruppe von Mutanten, die um Anerkennung kämpfen. Die Comicserie erschien zum ersten Mal 1963. Die Mitglieder der X-Men wurden häufig von den verschiedenen Autoren ausgewechselt. Auch wechselten einige Mitglieder die Seiten oder ehemalige Gegner wurden ins Team aufgenommen. Dies macht eine Einstufung der Figuren zu Gut und Böse zum Teil sehr schwierig, weshalb die einzelnen X-Men oben in separaten Punkten aufgeführt werden.
Andere Medien:
Die Comicvorlage inspirierte eine Filmreihe mit 13 Filmen (bis 2024), darunter drei Solo-Filme über Wolverine und drei Filme über Deadpool.
Es gibt drei Zeichentrickserien zu X-Men und einige Figuren tauchen als Crossover in den Serien anderer Marvelfiguren auf, beispielsweise Storm und Wolverine in New Spider-Man.

## Nebenfiguren

### Ben Urich
Ben Urich ist Photo-Reporter beim Daily Bugle. Es gelang ihm, die Identität von Daredevil aufzudecken. Da er diese nicht veröffentlichte, wurde er mit der Zeit Daredevils Vertrauter und Informant. Sein erster Auftritt war in Daredevil # 153 (Juli 1978).
Andere Medien:
Im Film Daredevil wurde Urich von Joe Pantoliano gespielt.
In der Serie Marvel’s Daredevil wird Urich von Vondie Curtis-Hall dargestellt.

### Edwin Jarvis
Ein Butler, ursprünglich in Diensten Howard Starks, der schließlich zum offiziellen Butler, Haushelfer und Vertrauten der Avengers wird. Sein erster Auftritt war in Tales of Suspense # 59 (November 1964).
Andere Medien:
Im Marvel Cinematic Universe besitzt Tony Stark eine künstliche Intelligenz, die J.A.R.V.I.S. heißt und die Funktion eines Hausdieners übernimmt; in Peter Davids Roman zum Film Iron Man ist J.A.R.V.I.S. ein Backronym für Just A Rather Very Intelligent System (dt. etwa: „Nur ein ziemlich intelligentes System“). Dieser J.A.R.V.I.S. erscheint in Iron Man, Iron Man 2, Marvel’s The Avengers, Iron Man 3, Avengers: Age of Ultron und What If…? und wird im Original von Paul Bettany (in der deutschen Synchronisation Frank Schaff) gesprochen. Er ist im Film Avengers: Age of Ultron auch ein Teil des Androiden Vision. In der Fernsehserie Marvel’s Agent Carter und im Film Avengers: Endgame ist er der menschliche Butler von Howard Stark und wird von James D’Arcy verkörpert.

### J. Jonah Jameson, sr.
John Jonah Jameson ist der Herausgeber des Daily Bugle. Er ist sehr cholerisch und versucht ständig zu beweisen, dass Spider-Man ein Verbrecher ist. In seinen Bemühungen, Spider-Man zur Strecke zu bringen, ist Jameson auch für die Erschaffung diverser Superschurken wie dem Skorpion und die Spiderslayer-Synthezoiden verantwortlich. Ironischerweise arbeitete Spider-Man in seinem Alter Ego Peter Parker jahrelang als Fotograf für ihn. Sein Sohn John Jameson, ein Astronaut, wurde durch die Strahlung eines außerirdischen Rubins zum Man-Wolf bzw. Stargod, einem werwolfähnlichen Wesen und zeitweiligen Superhelden.
Andere Medien:
In den Spider-Man-Filmen Spider-Man, Spider-Man 2, Spider-Man 3, Spider-Man: Far From Home und Spider-Man: No Way Home sowie in Venom: Let There Be Carnage wird Jameson von J. K. Simmons verkörpert.
Er taucht ebenfalls in der 2012er Zeichentrickserie Der ultimative Spider-Man auf.

### Maria Hill
Maria Hill ist eine S.H.I.E.L.D.-Agentin. Ursprünglich trat sie als Antagonistin auf, besonders in Bezug auf die Avengers, doch im Laufe der Zeit erfuhr ihre Figur eine Neucharakterisierung. In der Popkultur wird sie für gewöhnlich als Lieutenant von Nick Fury dargestellt.
Andere Medien:
In den Filmen Marvel’s The Avengers, The Return of the First Avenger, Avengers: Age of Ultron, Avengers: Infinity War, Avengers: Endgame und Spider-Man: Far From Home sowie in den Serien Marvel’s Agents of S.H.I.E.L.D., What If…? und Secret Invasion wird Maria Hill von Cobie Smulders gespielt.

### Mary Jane Watson
Schauspielerin und Model. Freundin, spätere (und schließlich ehemalige) Frau von Peter Parker. Sie war eine Nachbarin von Peters Tante May und wusste schon früh um seine Geheimidentität. Sie wurde anfangs fälschlich als die Person hinter der Superheldin Jackpot vermutet. Ihr erster Auftritt war in Amazing Spider-Man # 42 (November 1966).
Andere Medien:
In den Spider-Man-Filmen Spider-Man, Spider-Man 2 und Spider-Man 3 wird Mary Jane von Kirsten Dunst dargestellt.

### Peggy Carter
Margaret „Peggy“ Carter (Erstauftritte: Tales of Suspense #75 und #77, 1966) war eine junge Amerikanerin aus Virginia, welche sich im Zweiten Weltkrieg freiwillig der französischen Résistance anschloss. Auf dem europäischen Schlachtfeld begegnete sie Captain America, und die beiden begannen eine Romanze miteinander, bis sie schließlich durch einen Granateneinschlag Amnesie erlitt und wieder in die Staaten zurückgebracht wurde. Nachdem Captain America am Ende des Krieges verschollen gegangen war, verbrachte Peggy ein ruhiges Leben in den Staaten. Eine jüngere Schwester – später Nichte – von ihr namens Sharon wurde später an ihrer Stelle Captain Americas Angebetete in der Neuzeit.
Andere Medien:
In den Filmen Captain America: The First Avenger, The Return of the First Avenger, Avengers: Age of Ultron, Ant-Man und Avengers: Endgame sowie in den Serien Marvel’s Agent Carter und Marvel’s Agents of S.H.I.E.L.D. wird sie von Hayley Atwell gespielt, die sie auch in What If…? spricht. Dort ist sie eine britische Spezialagentin und nach Kriegsende eine Mitbegründerin von S.H.I.E.L.D. In Doctor Strange in the Multiverse of Madness verkörpert Atwell erstmals die Rolle, die sie in der Animationsserie sprach; diese gehört überdies zu den Illuminati.

### „Pepper“ Potts
Virginia „Pepper“ Potts, auch Hera und Rescue, ist die Vertraute von Tony Stark alias Iron Man und lange Zeit seine heimliche Liebe. Später wird sie von Stark mit einer eigenen High-Tech-Rüstung ausgestattet und tritt selbst als Superheldin unter dem Namen Rescue in Erscheinung. Sie trat zuerst in Tales of Suspense # 45, September 1963, auf, ihr erster Auftritt als Rescue war in Invincible Iron Man # 14, August 2009.
Andere Medien:
„Pepper“ Potts wurde in den Marvel-Verfilmungen Iron Man, Iron Man 2, Marvel’s The Avengers, Iron Man 3, Spider-Man: Homecoming, Avengers: Infinity War und Avengers: Endgame von Gwyneth Paltrow gespielt. In der Animationsserie What If…? übernahm Beth Hoyt die Synchronisation.

### Phil Coulson
Phil Coulson ist ein Agent von S.H.I.E.L.D. und einer der persönlichen Adjutanten von Nick Fury. Diese Figur wurde ursprünglich für das Marvel Cinematic Universe erschaffen, hat aber aufgrund seines populären Status auch seinen Platz in den Mainstream-Comics und der Marvel-Popkultur erlangt.
Andere Medien:
In den Filmen Iron Man, Iron Man 2, Thor, Marvel’s The Avengers und Captain Marvel, den Kurzfilmen Marvel One-Shot: Der Berater und Marvel One-Shot: Etwas Lustiges geschah auf dem Weg zu Thors Hammer sowie den Serien Marvel’s Agents of S.H.I.E.L.D. und What If…? wird Coulson von Clark Gregg gespielt.
Er erscheint auch als reguläre Figur in der 2012er Zeichentrickserie Der ultimative Spider-Man.

### Rick Jones
Richard Milhouse „Rick“ Jones war der junge Mann, dessen Leichtsinn für die Verwandlung Dr. Bruce Banners in den Hulk verantwortlich war und der ihm daher lange Zeit als Freund beiseite stand. Durch einen Notruf, den er eigentlich an die Fantastischen Vier ausgesandt hatte, wurde die erste Inkarnation der Avengers geboren. Rick erlebte seitdem mit ihnen, dem Hulk und dem verstorbenen außerirdischen Superhelden Captain Marvel zahlreiche Abenteuer; so ist Rick Jones nicht nur selber in der Vergangenheit zeitweise ein „Hulk“ gewesen und ist Gründer der Teen Brigade, sondern er war auch mit dem ersten Captain Marvel verbunden und übernahm seinen Platz in der Negative Zone, wenn er auf der Erde war.
Rick übernahm auch für eine kurze Zeit die Rolle von Captain Americas Sidekick Bucky, war mit Captain Marvels Sohn Genis-Vell ähnlich verbunden wie mit dessen Vater und finanzierte die Runaways. Er ist Träger der Destiny Force und hat als solcher den ersten Kree-Skrull-Krieg sowie den Destiny War („Schicksalskrieg“) entschieden bzw. beendet und ist das einzige noch lebende superkraftlose Mitglied der Avengers. Rick Jones trat zum ersten Mal in Incredible Hulk # 1 (Mai 1962) auf.
Andere Medien:
Rick Jones tauchte bislang noch in keiner Marvel-Verfilmung auf; sein Name erscheint aber auf einer Liste von Bruce Banners Kontakten in Der unglaubliche Hulk. Des Weiteren taucht er als A-Bomb in der Zeichentrickserie Hulk und das Team S.M.A.S.H auf.

### Senator Robert Kelly
Senator Kelly war einst ein Anwärter auf das Weiße Haus, aber auch ein erklärter Mutantengegner, der sich vor allem für die staatliche Kontrolle und Registrierung von Mutanten starkmachte (Uncanny X-Men #135). Lange Zeit war er dadurch ein Gegner auch der „guten“ Mutanten, wie der X-Men, die Kelly zu mindestens einer Gelegenheit auch das Leben retteten. Als aber der todkranke Mutant Pyro sein Leben für Kellys opferte, änderte Kelly seine Meinung radikal und begann, sich nun zugunsten der Mutanten zu engagieren. Dieser Meinungsumschwung wurde aber von den radikalen Mutantenhassern in den Staaten nicht wohlwollend aufgenommen, und einer von ihnen erschoss Kelly schließlich als einen „Verräter“ an ihrer Sache (X-Men vol.2 #108, 2001).
Andere Medien:
Kelly taucht besonders in Zeichentrickserien auf, in denen die X-Men eine Rolle spielen. In der Realverfilmung X-Men  und ihrer Fortsetzung X-Men 2 wurde er von Bruce Davison porträtiert.

### Tante May
May Reilly Parker-Jameson ist die Tante von Peter Parker. Nach dem Tod seiner Eltern nahmen sie und ihr Mann Ben Peter bei sich auf, und seit Bens Tod kümmert sich Peter alleine um sie, bzw. andersherum. Die längste Zeit von Parkers Karriere weiß sie nicht, dass er Spider-Man ist, da Peter wegen ihres hohen Alters sehr darauf bedacht war, sie nicht aufzuregen. Erst nachdem sie von Peter aus der Gewalt einiger seiner Feinde befreit worden war, erfuhr sie von dessen Geheimnis, welches sie mit mehr Stärke aufnahm, als Peter befürchtet hatte. Sie heiratete ausgerechnet den Vater von Peters vielleicht fanatischstem Feind, J. Jonah Jameson, Sr. Erster Auftritt: Amazing Fantasy # 15 (August 1962).
Andere Medien:
In den Filmen Spider-Man, Spider-Man 2 und Spider-Man 3 wird May Parker von Rosemary Harris gespielt.
In The Amazing Spider-Man und The Amazing Spider-Man 2: Rise of Electro wird Tante May durch Sally Field verkörpert.
In The First Avenger: Civil War, Spider-Man: Homecoming, Avengers: Endgame, Spider-Man: Far From Home und Spider-Man: No Way Home wird sie von Marisa Tomei dargestellt.

### Valentina Allegra de Fontaine
Contessa Valentina Allegra de Fontaine (auch de la Fontaine) ist eine italienische Adelige, die einige Zeit nach dem Tod ihrer Eltern ein Angebot von S.H.I.E.L.D. erhält und eine Ausbildung zur Agentin durchläuft. Eines Tages macht sie die Bekanntschaft mit Nick Fury, mit dem sie ebenfalls eine romantische Beziehung eingeht. Später wird sie unter anderem durch einen Skrull ersetzt, im Rahmen der Geschichte Secret Warriors wird sie als Teil der Gruppierung Leviathan als Madame Hydra bezeichnet.
Ihren ersten Auftritt hatte de Fontaine in Strange Tales #159 (August 1967).
Andere Medien:
Im Marvel Cinematic Universe stammt Valentina Allegra de Fontaine ebenfalls aus Italien und trägt den Titel Contessa, ist jedoch die dubiose Direktorin der CIA. Nachdem sie mehrere Anti-Helden rekrutiert, zugunsten einer weißen Weste allerdings fallen lässt, will sie den jungen Bob Reynolds als Superheld Sentry etablieren. Als dies schiefläuft und ihre Rekruten wider Erwarten als Retter hervorgehen, präsentiert sie diese der Welt als New Avengers und sich selbst als Kopf hinter der neuen Gruppierung. In den Filmen Black Widow, Black Panther: Wakanda Forever und Thunderbolts* sowie in der Serie The Falcon and the Winter Soldier wird Valentina Allegra de Fontaine von Julia Louis-Dreyfus gespielt.

### Wong
Wong ist der langjährige Hausmeister des ehemaligen Sorcerer Supreme Doctor Strange und vollführt diese Aufgabe jetzt auch für die New Avengers.
Andere Medien:
In den Filmen Doctor Strange, Avengers: Infinity War, Avengers: Endgame, Shang-Chi and the Legend of the Ten Rings, Spider-Man: No Way Home und Doctor Strange in the Multiverse of Madness sowie in den Serien What If…? und She-Hulk: Die Anwältin wird Wong von Benedict Wong verkörpert und besitzt im Gegensatz zu den Comics magische Kräfte.